# プラド美術館

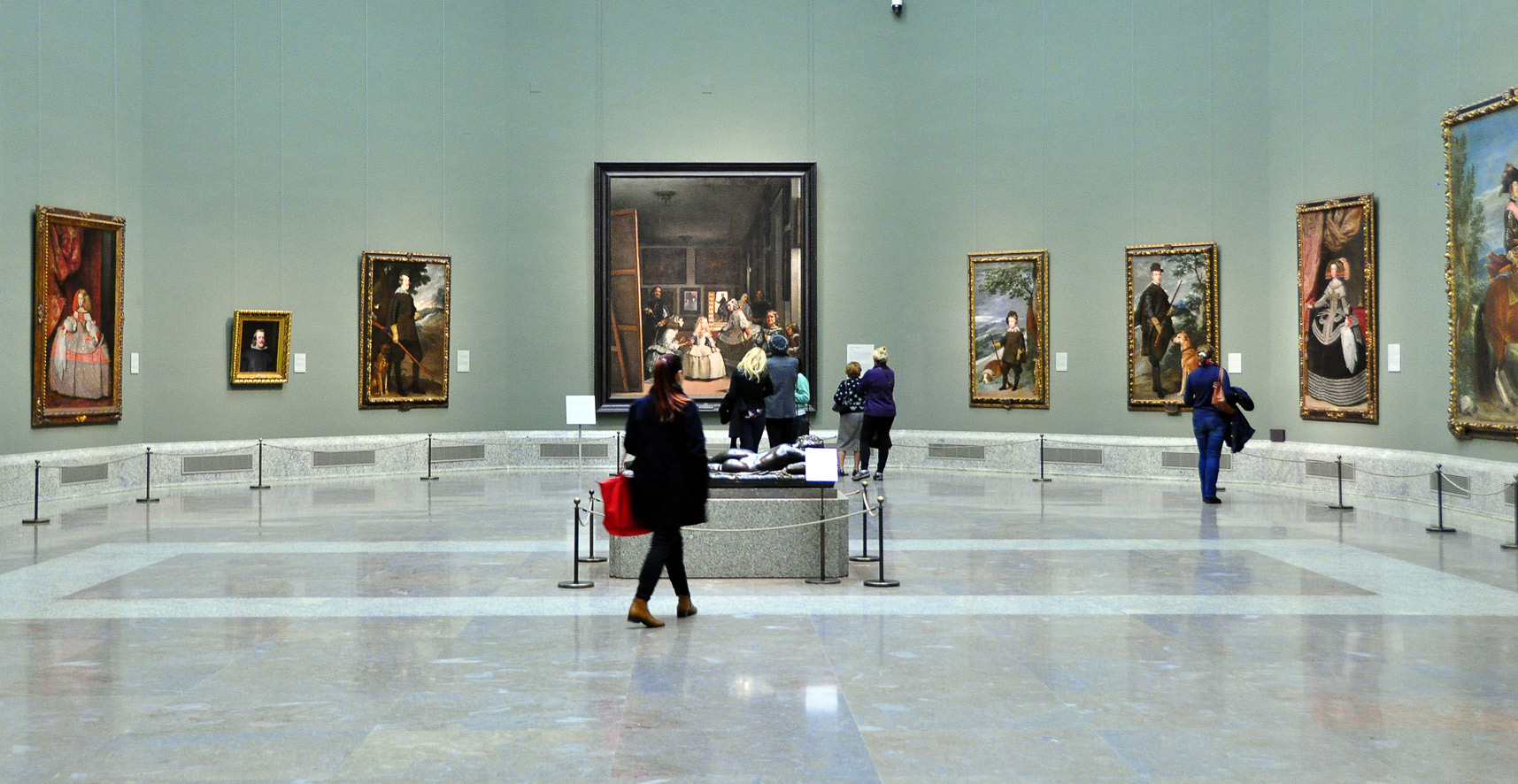
ディエゴ・ベラスケス展示室

プラド美術館（プラドびじゅつかん、西: Museo del Prado）は、スペイン・マドリードにある美術館。歴代のスペイン王家のコレクションを中心に幅広いヨーロッパ絵画を展示する世界有数の美術館であり、数々の重要な傑作が収蔵されている。新型コロナウイルスの世界的流行の影響を受け、2020年の来館者数は76パーセント減少して年間85万人台に落ち込んだが、それでも美術館の人気番付（対来館者数）で世界第16位であった。
同じ地区にあるティッセン＝ボルネミッサ美術館、ソフィア王妃芸術センターと当館の3館がある地区を〈マドリードの芸術黄金地帯〉と呼ぶ。2021年に一帯はUNESCO世界遺産「パセオ・デル・プラドとブエン・レティーロ、芸術と科学の景観」に登録された。

## 歴史
美術館の前身である王室コレクションは、16世紀にヨーロッパ第一の大帝国となったスペインの莫大な富と権力を背景に、当時の美術の中心であったイタリア、フランドルなどから選りすぐりの絵画を購入したことに端を発している。スペイン・ハプスブルク家のカール5世が基礎を築き、フェリペ２世からフェリペ4世まで引き継がれた17世紀末には、5500点を超える膨大なコレクションに発展した。スペイン・ブルボン家の時代になってもフェリペ5世、カルロス4世らによって収集品は拡充されたが、1734年の旧マドリード王宮の火災で500点以上が灰塵（かいじん）に帰す。19世紀初頭のナポレオン軍の侵攻による略奪等によって、さらに数百点が失われた。持ち出された作品はヤン・ファン・エイクの『アルノルフィ二夫妻像』、ジャック・ルイ・ダヴィッドの『サン・ベルナール峠を越えるボナパルト』などの傑作を含む。
美術館は、1819年11月19日に「王立美術館」と称して一般の観覧を受け入れた。この年に発行した当館の展示図録の第1号には、スペイン絵画311点のみ掲載した。当時の収蔵品総数は1510件、（旧）「王宮」を含む王族それぞれの宮殿を飾ったり、国外の作家の作品も数えている。スペイン名誉革命 (九月革命)（1868年）後には「プラド美術館」と改称され、現在は文化省所管の国立美術館となっている。美術館として公開後、コレクションは教会、個人収集家等からの寄贈、購入によってさらに拡充し、現在では質量ともに世界有数の美術館となっている。

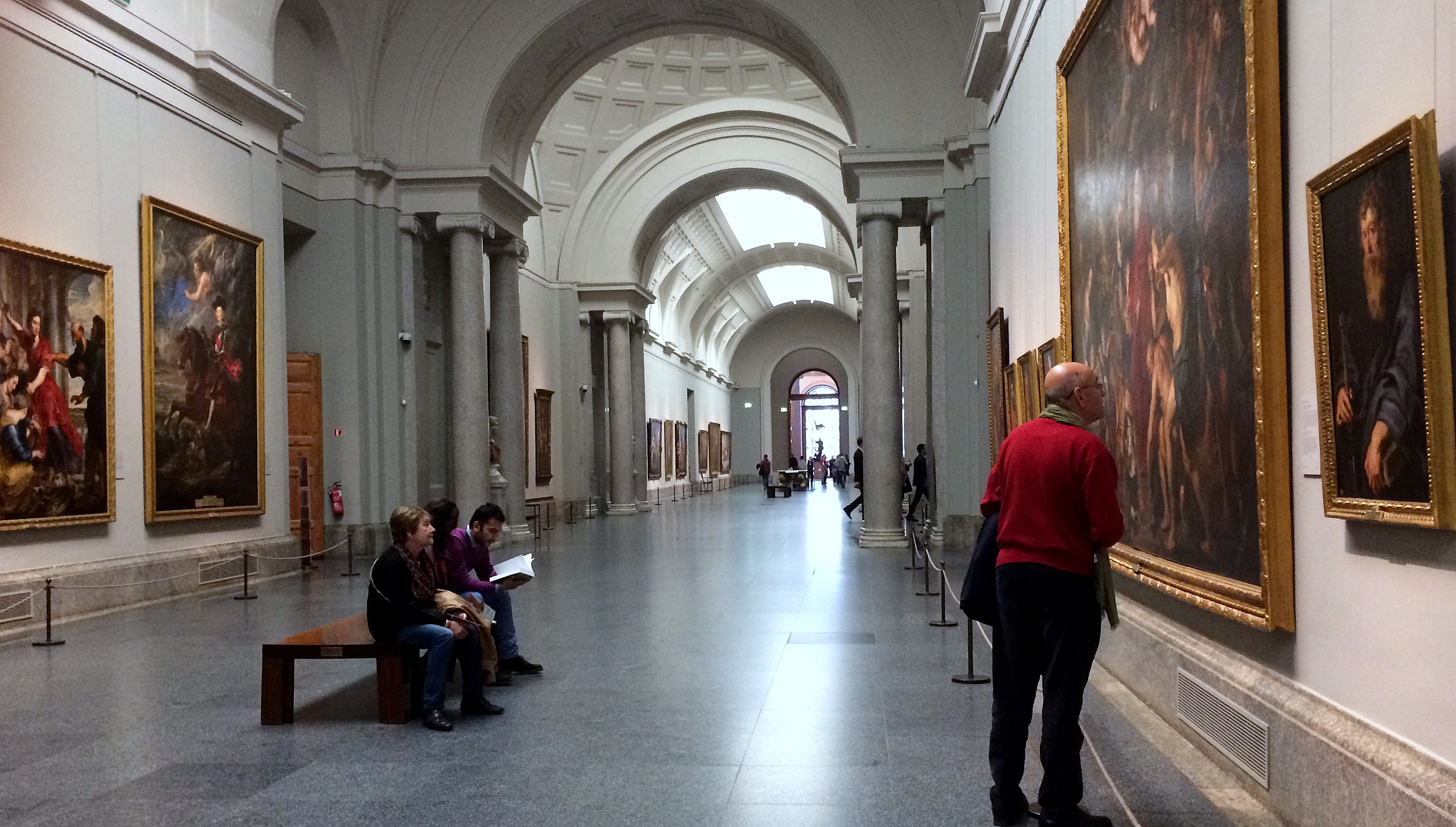
ビリャヌエバ館（1階）

本館にあたる「ビリャヌエバ館」（西: Edificio Villanueva）の建物は、1785年にカルロス3世が自然科学に関する博物館を作るため、フアン・デ・ビリャヌエバに設計させたものである。しかし所記の目的に使われることはないまま孫のフェルナンド7世に受け継がれ、王太子妃マリア・イサベルの進言を受けて「王立絵画彫刻美術館」として一般に公開した。その後、20世紀を通じビリャヌエバ館はいくたびか拡張され、増え続ける収蔵品と、その観覧を希望する民衆の声に応じようと新たな展示空間を設けた。
その東側には、2007年にホセ・ラファエル・モネオ設計による新館「ヘロニモス館」が増築され、主にカフェテリア、ショップなどのサービス施設のほか、企画展示に使用されている。
ビリャヌエバ館は2階・1階・0階・－1階の4フロア、ヘロニモス館は2階・1階・0階で構成され、両館は0階で連絡している。現在、さらに近隣の「サロン・デ・レイノス」 (Salon de Reinos) の建物を新たな別館とする拡張計画が進行中である。
王家のコレクション（英語）中心だった収蔵品に、ゴヤのマハ像2点などが加わった。他のGLAM施設の資料も継承し、もとの収蔵機関はいずれも閉館したトリニダード美術館（1872年Museo de la Trinidad）と近代美術館（1971年Museo de Arte Moderno）であった。当館の19世紀絵画コレクションの中核は、後者から受け継いだ作品類である。芸術家はたとえばスペインのマドロサ家より画家で彫刻家のホセ・デ・マドラソ・イ・アグード（英語）（父）と息子で画家のフェデリコ（英語）（1815年–1894年）。ヴィセンテ・ロペス（英語）（通称イ・ポルターニャ）、カルロス・デ・アエス、エドゥアルド・ロサレスとホアキン・ソローリャ（英語）などである。フランドル派を連想させる作者不明の宗教画（1450年頃）の通称〈生命の源〉も該当し、聖ドミンゴ、聖ペドロ・マルティルの肖像が描いてある。あるいはエル・グレコの筆とされるキャンバス画5点（英語）。
度重なる増改築の端緒は1918年の増床であった。
創建以来、さまざまないきさつを経て加わった絵画は2300点に上るといい、その他の工芸的な資料もある。「新収蔵品」の大部分を占める版画や素描その他の美術作品は、受贈あるいは受託したり、購入した作品である。遺贈を受けたコレクションは質も豊かになり、収集家P・M・デュラン（Pedro Fernández Durán）から素描や装飾美術品・工芸品など収蔵品全点を贈られた中に、特筆するべき作品『デュランの聖母』（15世紀、ロヒール・ファン・デル・ウェイデン作）がある。勲章・メダル類（Pablo Bosch y Barrau旧蔵品）、19世紀絵画史をまとめたラモン・デ・エラス（Ramón de Errazu）の一連の遺贈品もある。フレデリック・エミール・エルランジェ旧蔵のゴヤ作「黒い絵」（1881年）は特に貴重である。近年、購入した特筆に値する作品群は、画家別にエル・グレコ作『寓話』（1993年）と『エジプトへの逃避』（2001年）、ゴヤ作『チンチョン女伯爵の肖像』（2000年）、ベラスケス作『フェルディナンド・ブランダーニの肖像』（英語）（2003年）、またブリューゲル作『聖マルティンのワイン祭り』（2010年）、フラアンジェリコ作『ザクロの聖母』（2016年）などがある。

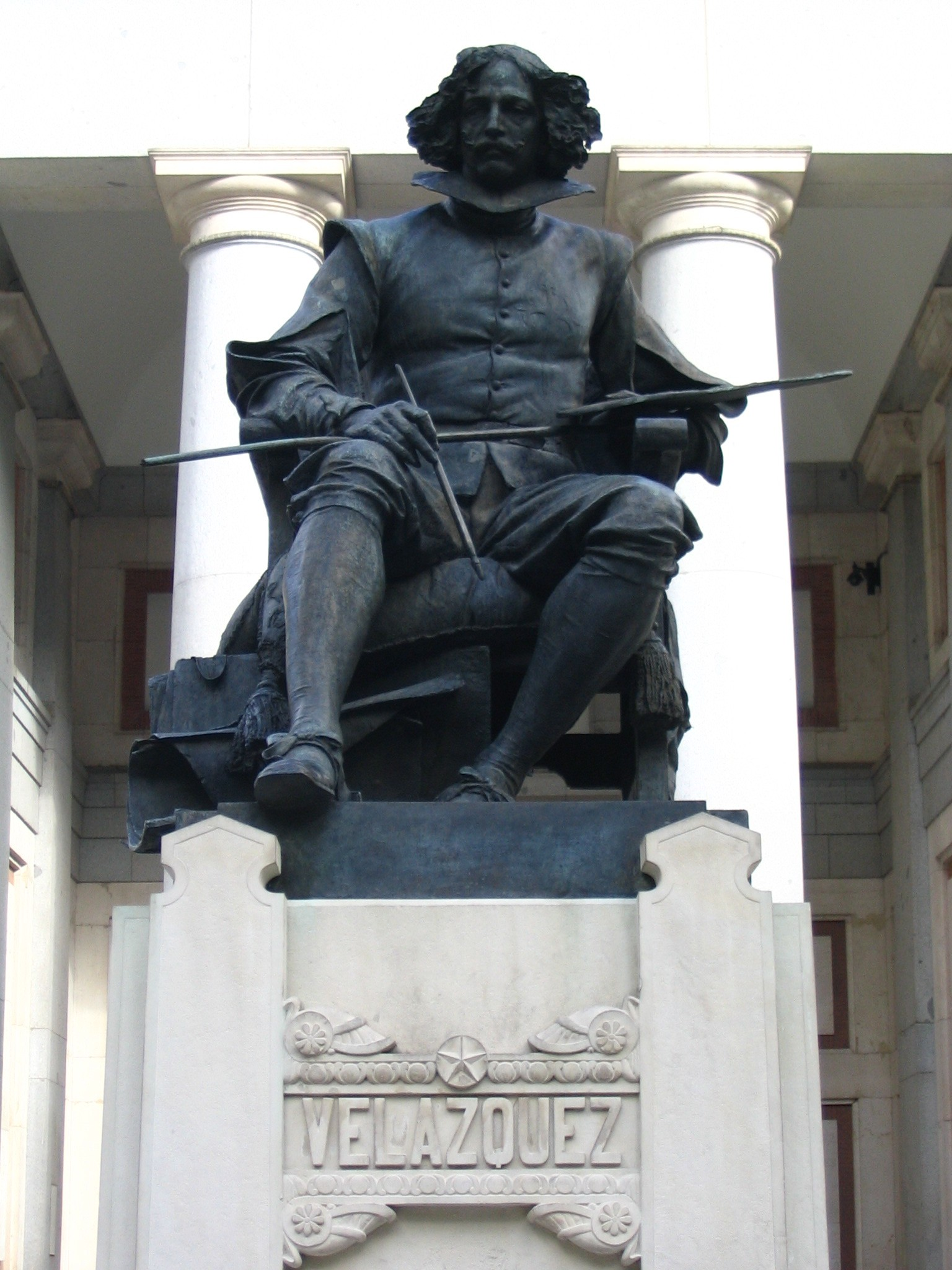
入館口の一つを見下ろすディエゴ・ベラスケス像。アニセト・マリーナス作（Aniceto Marinas、1899年、ブロンズ]）

当館は市内の建物群について、1873年から1900年にかけて市役所、新設された大学、教会堂などのデザインや設計の補助事業をしている。スペインのen|第2帝政時代（英語）（1931年から1936年）に地域の美術館・博物館の充実が図られ、当館職員はスペイン内戦中に国際連盟の勧告に従うと絵画353点、素描168点を館外に運んだ。このとき、通称〈大王太子の財宝〉（El Tesoro del Delfín（スペイン語））もバレンシアへ運ばれ、ジローナ経由でジュネーブ（スイス）に落ち着く。第二次世界大戦の勃発を受けると、夜行列車で密かにフランス国境をわたって返却された。フランコ独裁のごく初期に、大使館宛に寄託された作品も多い。

1993年当時の館長フェリペ・ガリン（Felipe Garín）は当館の拡張計画を発表すると、非難の声にさらされてすぐに取り下げた。その後、1990年代後半に 1400万アメリカドル相当の屋上の改修工事にあたり、ベラスケスの『ラスメニーニャス』は2回、展示場所を移動している。別館のカソン・デル・ブエン・レティロ（Casón del Buen Retiro）は1998年から2年がかりの全面改修工事に入り、地下に3層を増築するなど総額1000万ドル相当を費やした。2007年を迎え、年間の来館者数が1800万人から2500万人に伸びることを期待し、ついにラファエル・モネオ設計案を実行して主展示室を1万6000平方メートルに増床する。

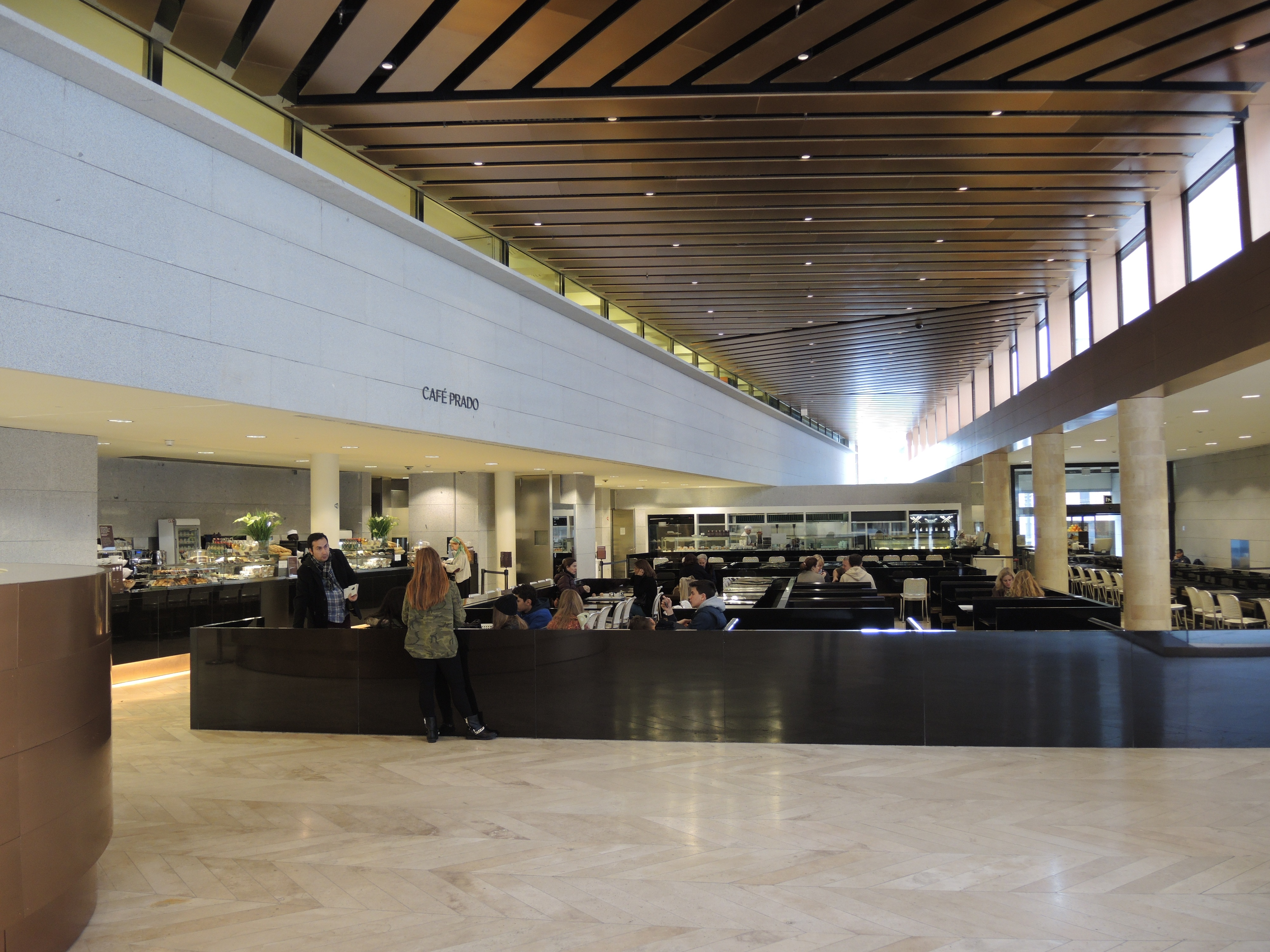
新館 (ヘロニモス館) のカフェテリア（ラファエル・モネオ設計）

くさび形のフォイヤーはガラス天井のもとにギフトショップやカフェテリアが入り、それら施設が退去した本館は展示スペースが広がった。16世紀の建築物「ヘロニモの回廊」は石材を1点ずつ取り除いて解体、周辺の建物群の基礎構造の補強工事が終わると、当館の新しい別棟として再建にかかり、工事中は壁が崩れないように水圧ジャッキで支えた。本館から地下空間を伸ばし、解体修理した別の建物とつないだ。
2016年11月、イギリスの建築家ノーマン・フォスターとカルロス・ルビオ・カルバハルが手をたずさえてサロン・デ・レイノス（英語）の改修にあたると発表された。この合同事業では、ブエン・レティロ宮殿から移築したという由緒のある建物に3200万ドル相当の予算をあて、本館の別棟に位置付ける。公開設計コンペにかけ最終審査に残った8社を比べ、フォスター&ルビオ社が採用された。審査の初回の段階47候補の段階から選抜され、最終段階に残った国際チームである。
建物の買収は2015年に成立、2005年まで武器庫であった。この改修が終わると、床面積はおよそ61,500平方フィート (5,710 m2) 広がり、そのうちの27,000平方フィートを展示スペースにあてる計画であった。ところがスペイン政府からなかなか増床計画の認可が降りず待機が続き、2021年には改修予算3600万ユーロがついた。

## コレクション
カテゴリ:プラド美術館の所蔵品も参照
プラド美術館はおよそ8000点超の油彩画、彫刻約1000点、版画約4800件、素描約8200件、さらに美術史に関する多くの書類を収めている。絵画作品は2021年時点で展示中約1400点、他の美術館や研究所へ貸与中3100点前後とされた。その他の作品は保管庫にある。
当美術館の名が世界に知られる要素とは、何と言ってもルネサンス、バロック絵画を中核とした膨大なヨーロッパ絵画の収集機関としてである。歴代スペイン王の趣味やスペイン史を如実に反映した点が特徴であり、西洋美術史の展示は系統的あるいはバランスが取れていると言うよりも、一方で収蔵品には時代、国、画家の偏りがある。他方、並べて語られる欧米の美術館であまり見ることのない画家は数多く、その作品を集中的に収蔵している点が当美術館の独自の魅力となっている。

### スペイン絵画

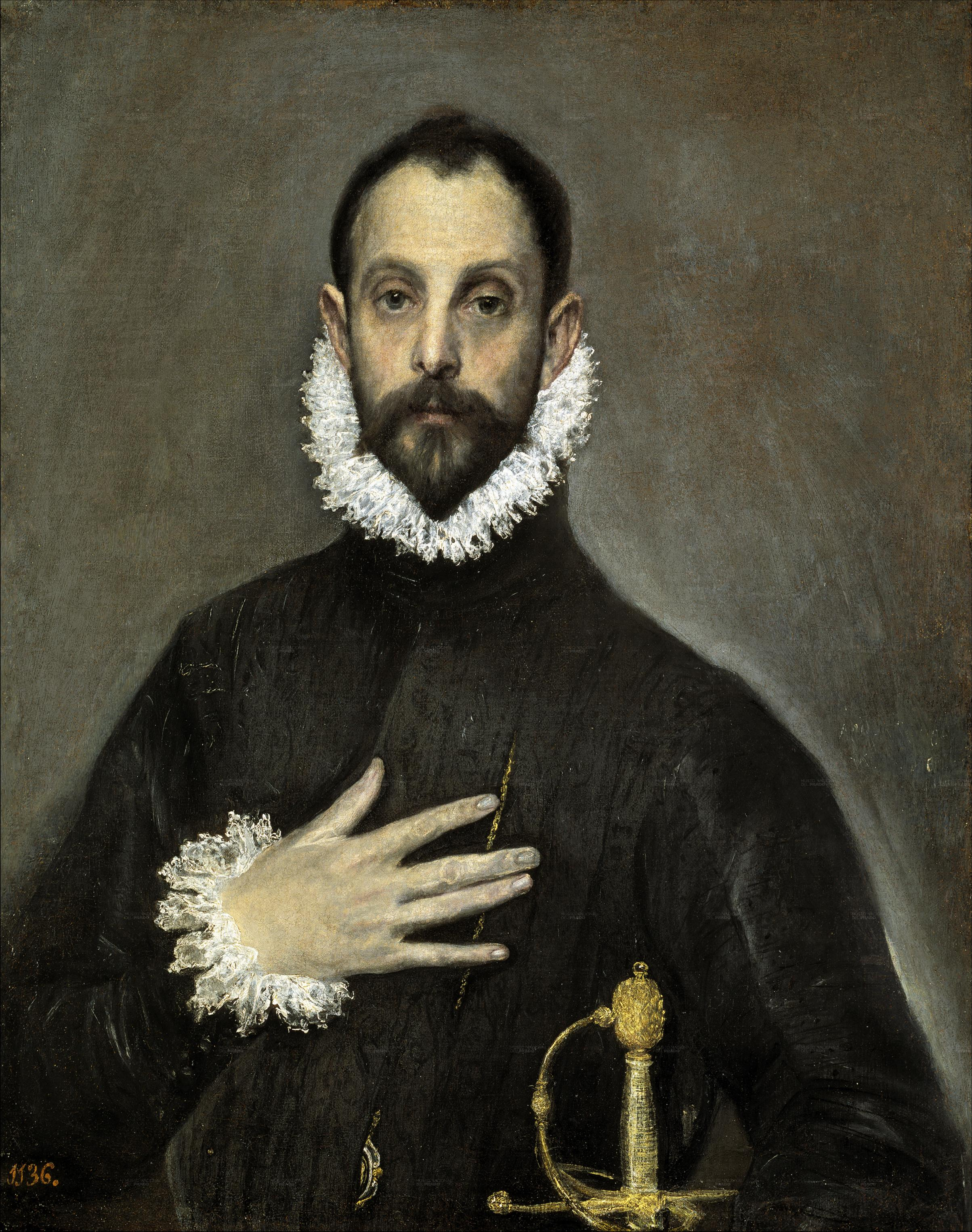
エル・グレコ『胸に手を置く騎士』(1580年頃)

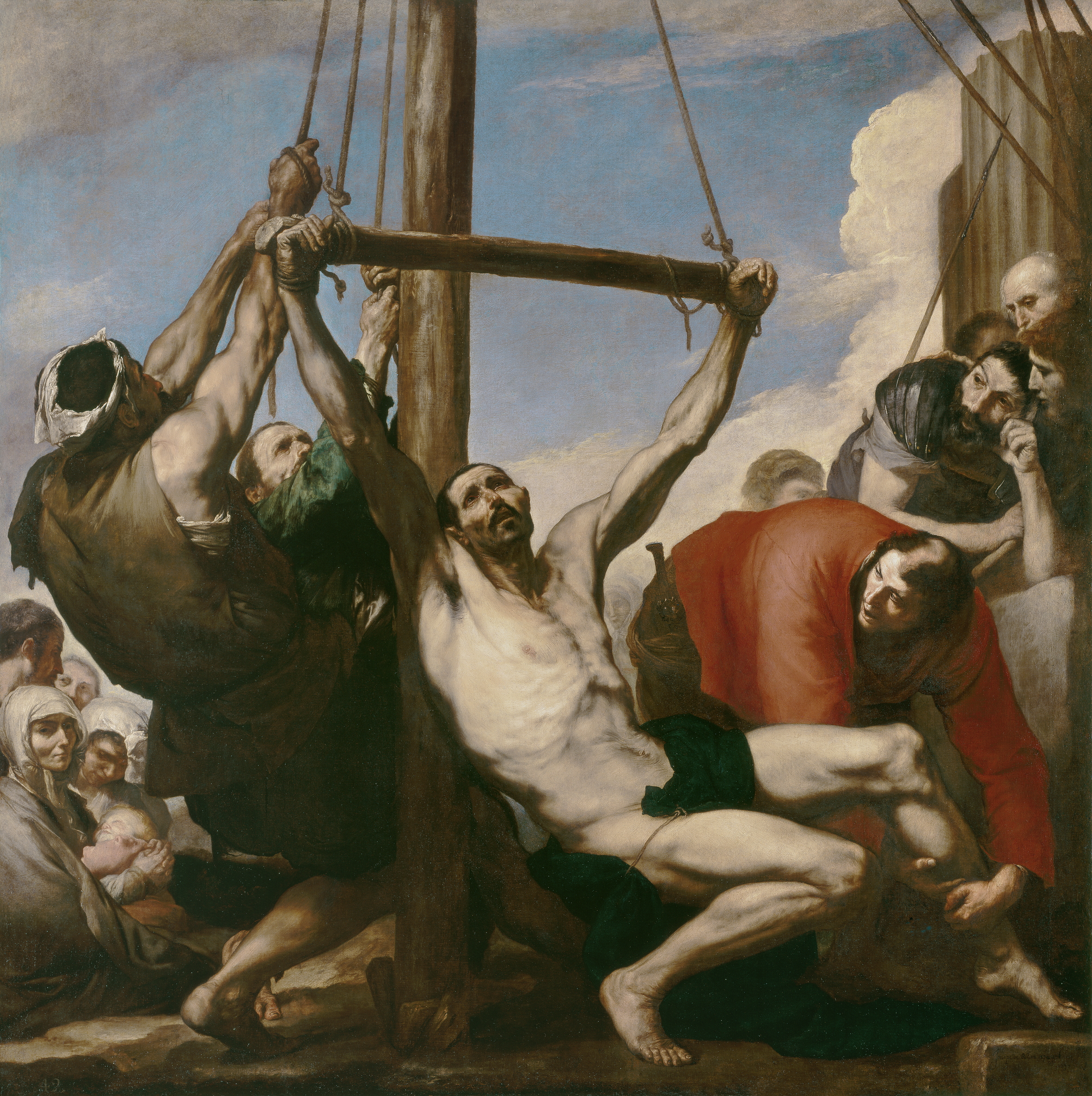
ホセ・デ・リベーラ『聖フィリポの殉教』(1639年)

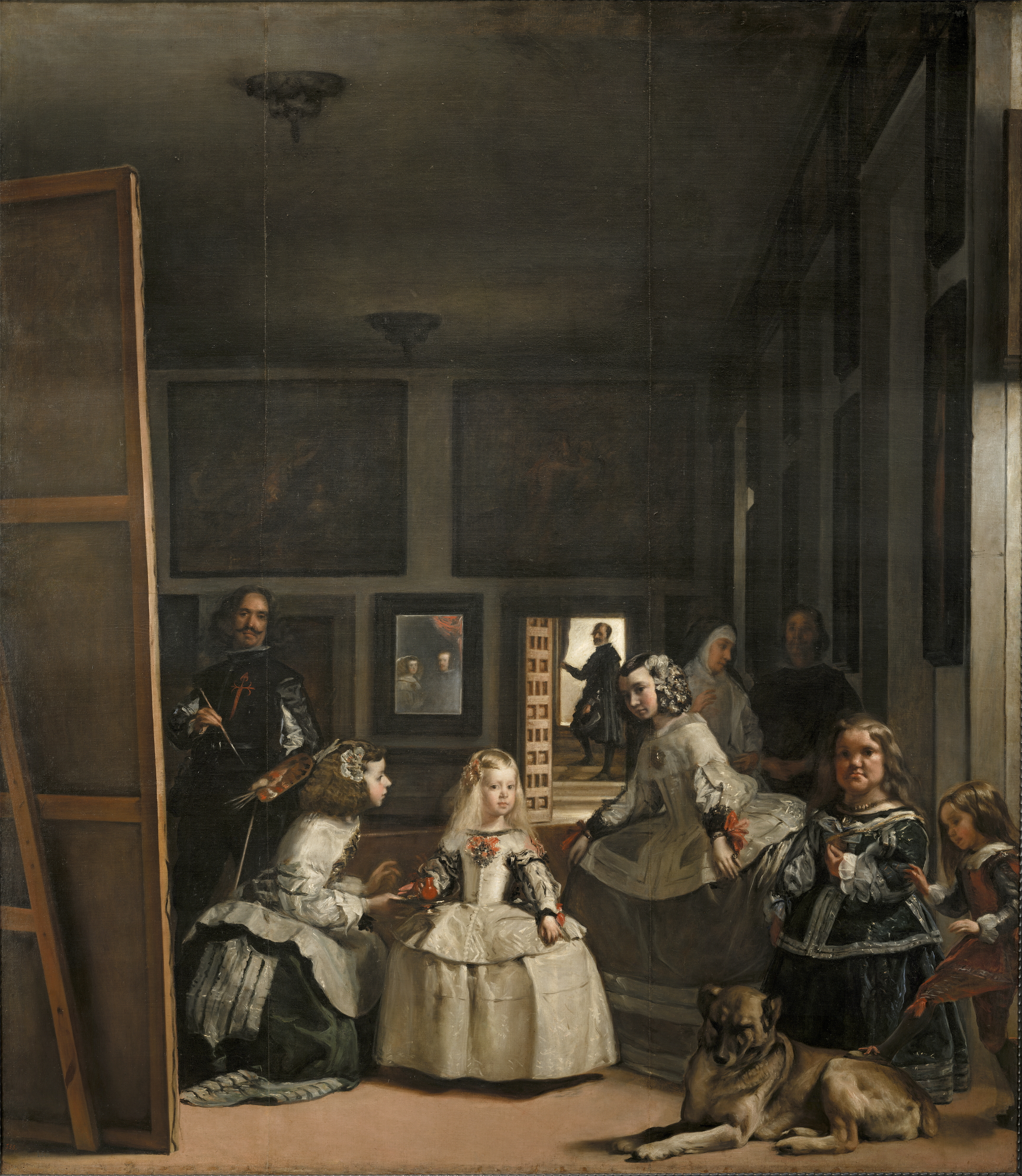
ディエゴ・ベラスケス『ラス・メニーナス』(1656年)

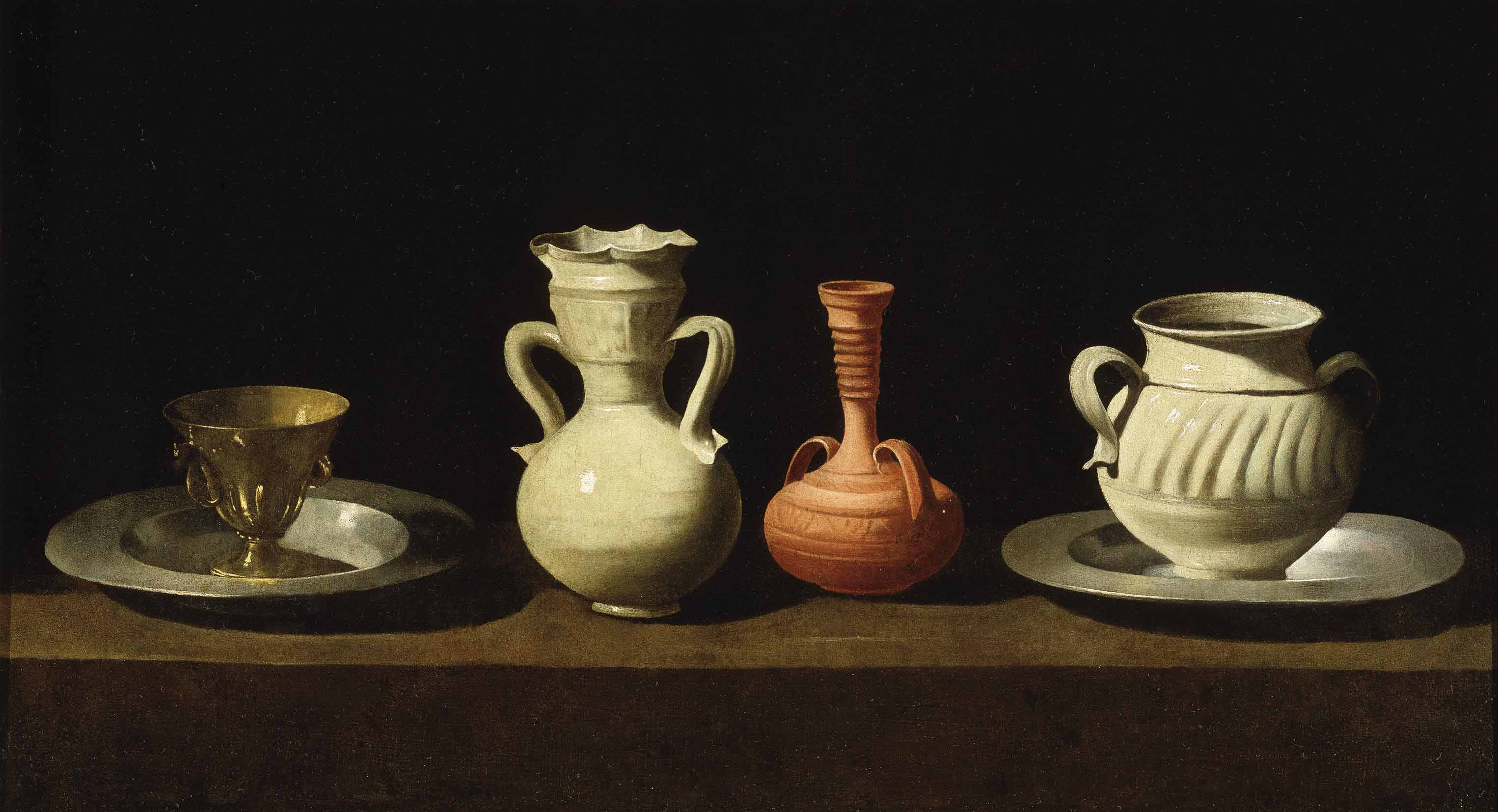
フランシスコ・デ・スルバラン『ラス・メニーナス』(1658-1664年頃)

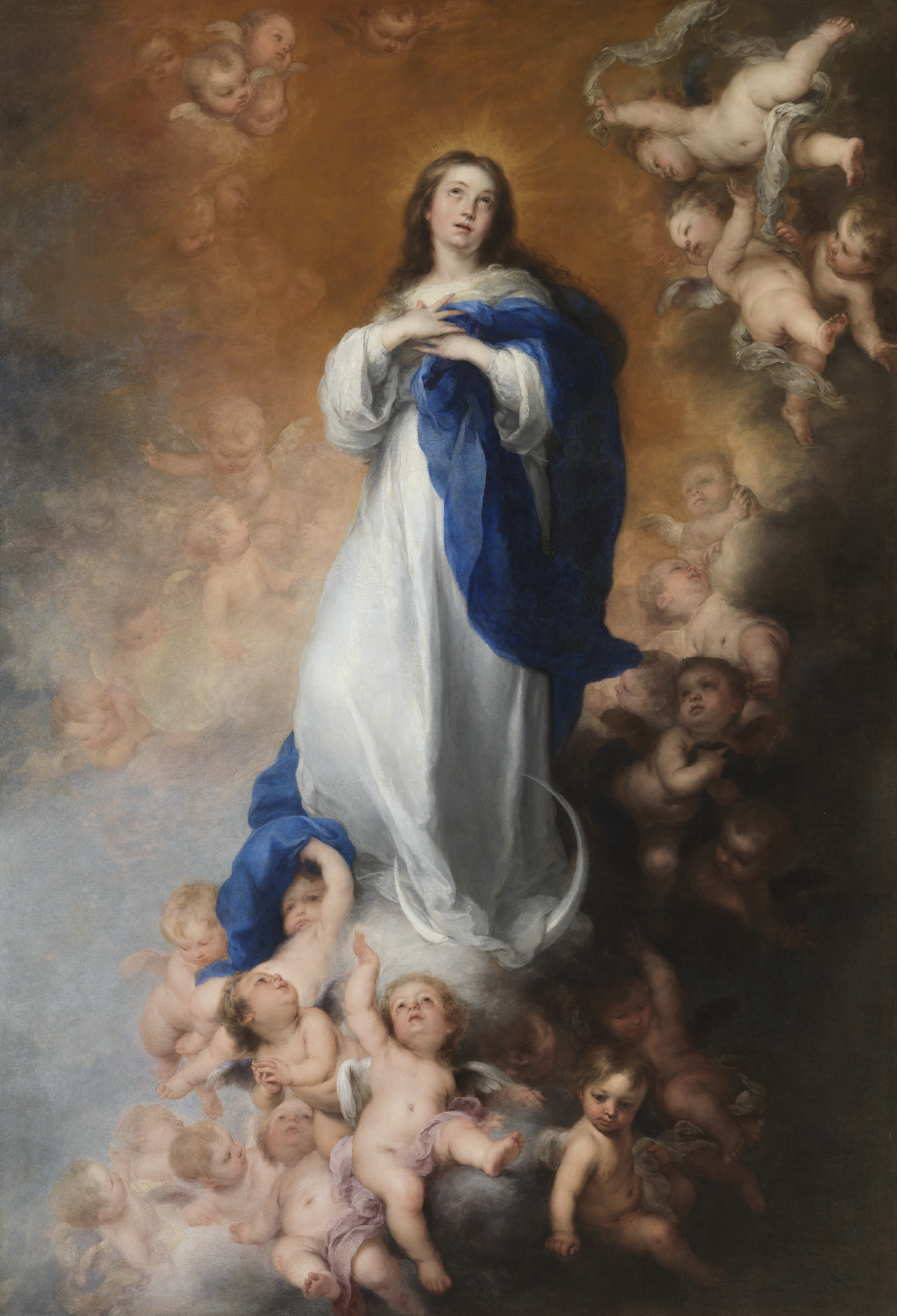
バルトロメ・エステバン・ムリーリョ『ベネラブレスの無原罪の御宿り』(1678年頃)

フランシスコ・デ・ゴヤ『マドリード、1808年5月3日』(1814年)

5000点近く収集するスペイン絵画は中世から20世紀初頭にいたり、フアン・デ・フランデス、ルイス・デ・モラレス、エル・グレコ、ホセ・デ・リベーラ、フランシスコ・デ・スルバラン、ディエゴ・ベラスケス、バルトロメ・エステバン・ムリーリョ、ルイス・メレンデス、フランシスコ・デ・ゴヤなどの多数の作品を初め、比類のないコレクションを誇っている。スペイン絵画の全貌に触れられるコレクションとして世界で唯一であり、フアン・サンチェス・コターン、フェデリコ・デ・マドラーソ、マリアノ・フォルトゥーニ、ホアキン・ソローリャなど、スペイン以外ではほとんど作品を見ない画家まで網羅している。そしてスペイン絵画を代表するディエゴ・ベラスケスとフランシスコ・デ・ゴヤの宮廷画家ふたりの画業は、全生涯の作品を展示する。前者の作品は最高傑作『ラス・メニーナス』を含む約50点、後者も代表作『マドリード、1808年5月3日』、『カルロス4世の家族』を含む130点超を数え、当館の収蔵品を抜きに、この画家両名の神髄に触れることはできない。加えて当館はエル・グレコの作品も『受胎告知』等スペイン時代の代表作のみならず、イタリア時代の作品まで40点近く収蔵している。
重要作
- ジャウマ・セラ：『トベの聖母』
- バルトロメ・ベルメホ：『シロスの聖ドミニクス司教推戴』
- フアン・デ・フランデス：『キリストの磔刑』
- ルイス・デ・モラレス：『授乳の聖母』
- エル・グレコ：『エジプトへの逃避』、『聖三位一体』、『寓話』、『胸に手を置く騎士』、『聖アンデレと聖フランチェスコ』、『受胎告知』、『キリストの磔刑』、『聖霊降臨』、『羊飼いの礼拝』
- フアン・サンチェス・コターン：『狩猟の獲物、野菜と果物のある静物』
- ホセ・デ・リベーラ：『デモクリトス』、『女の戦い』、『イサクとヤコブ』、『聖フィリポの殉教』、『ヤコブの夢』
- フランシスコ・デ・スルバラン：『聖ペドロ・ノラスコに現れる聖ペテロ』、『ネメアのライオンと闘うヘラクレス』、『カディスの防衛』、『ポルトガルの聖イサベル』、『磔刑を描く聖ルカ』、『壺のある静物』、『祈る聖フランチェスコ』
- ディエゴ・ベラスケス：『東方三博士の礼拝』、『バッカスの勝利』、『ウルカヌスの鍛冶場』、『ヴィラ・メディチの庭園、ローマ 』、『十字架のキリスト』、『ブレダの開城』、『皇太子バルタサール・カルロス騎馬像』、『オリバーレス伯公爵騎馬像』、『バリェーカスの少年』、『フェリペ4世』、『アラクネの寓話』、『ラス・メニーナス』
- バルトロメ・エステバン・ムリーリョ：『小鳥のいる聖家族』、『ロザリオの聖母』、『エル・エスコリアルの無原罪の御宿り』、『アランフエスの無原罪の御宿り』、『ベネラブレスの無原罪の御宿り』、『貝殻の子供たち』、『ニコラス・オマスールの肖像』
- ルイス・メレンデス：『鮭、レモンと三個の器のある静物』
- フランシスコ・デ・ゴヤ：『日傘』、『オスーナ公爵夫妻とその子供たち』、『カルロス4世の家族』、『裸のマハ』、『着衣のマハ』、『1808年5月2日、マドリード』、『1808年5月3日、マドリード』、『自画像』、『我が子を食らうサトゥルヌス』
- エドゥアルド・ロサレス：『カトリック女王イサベルの遺言』
- フェデリコ・デ・マドラーソ：『ビルチェス伯爵夫人の肖像』
- マリアノ・フォルトゥーニ：『日本間にいる画家の子供たち』
- フランシスコ・プラディーリャ：『狂女フアナ』
- ホアキン・ソローリャ：『浜辺の子供たち』

### ギャラリー
著名な絵画

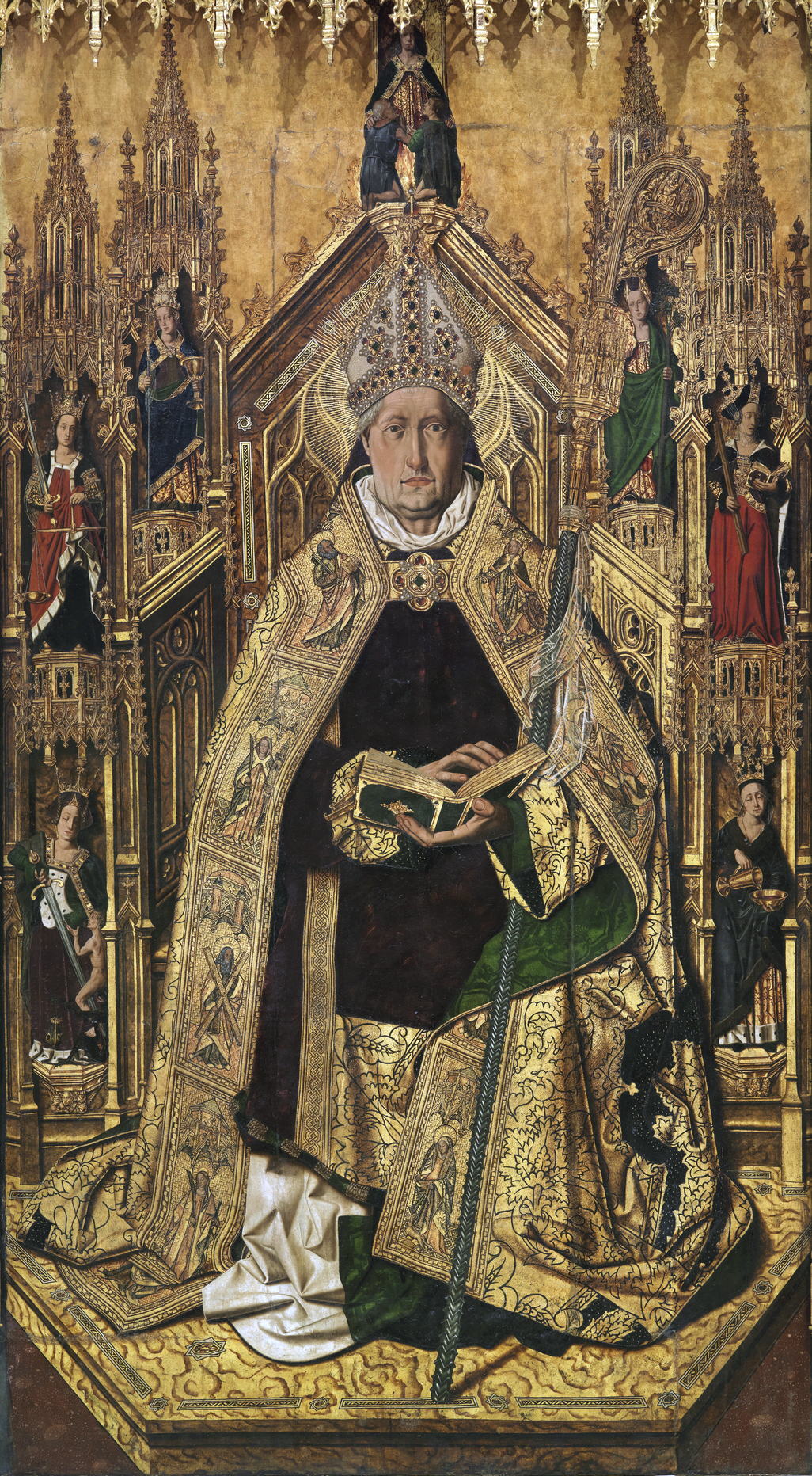
バルトロメ・ベルメホ『シロスの聖ドミニクス司教推戴』(1474-1477年)
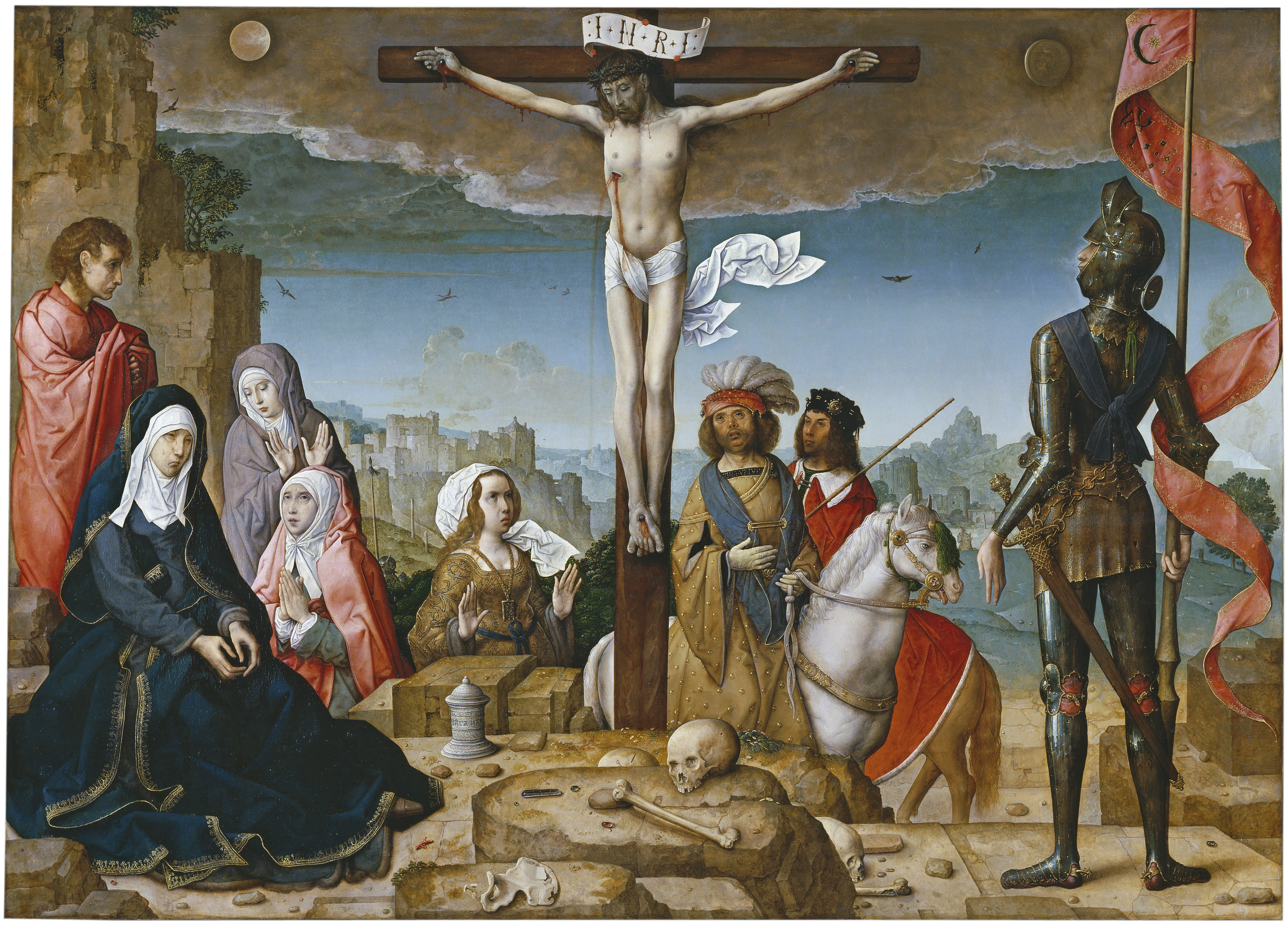
フアン・デ・フランデス『キリストの磔刑』(1509-1518年)
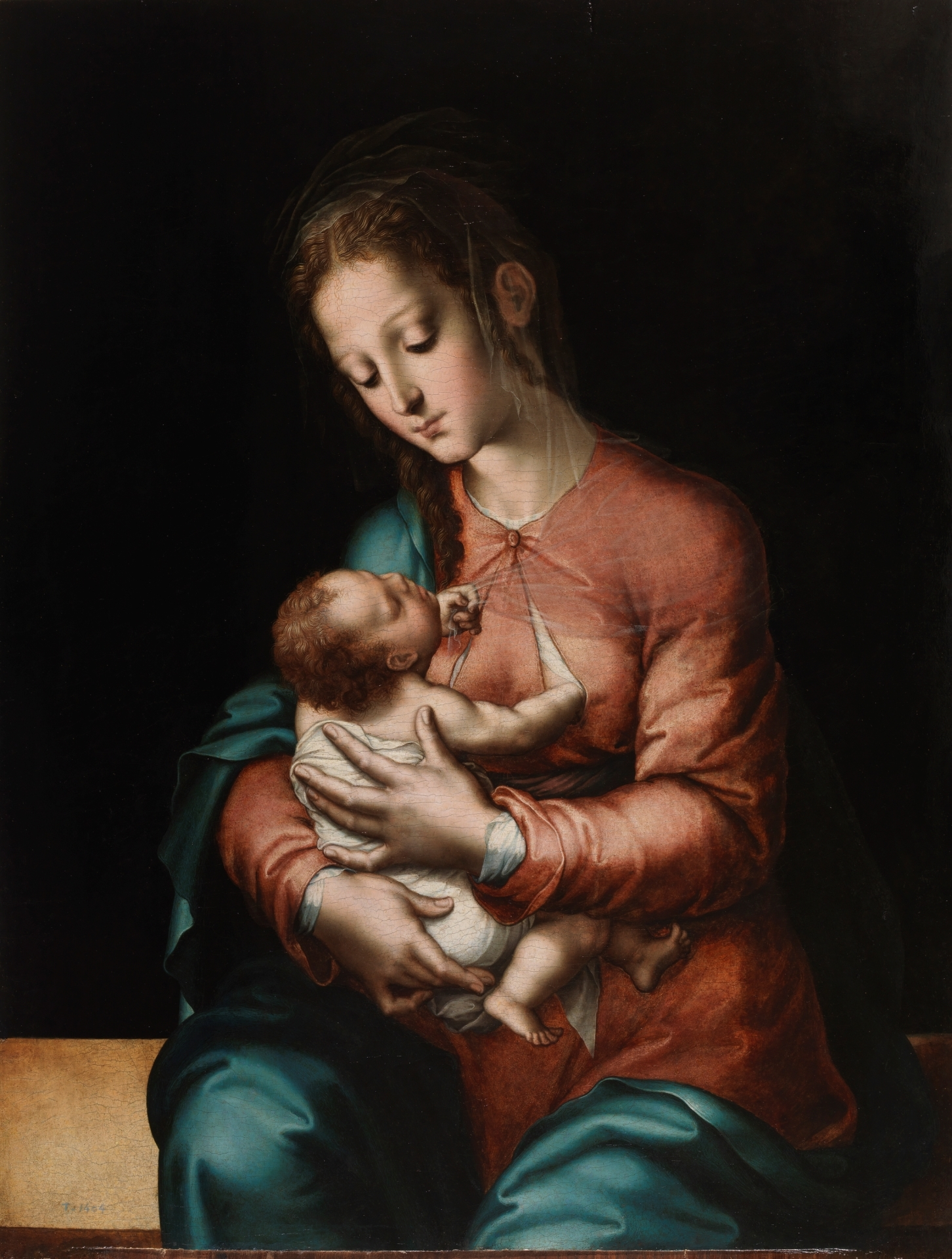
ルイス・デ・モラレス『授乳の聖母』(1565年頃)
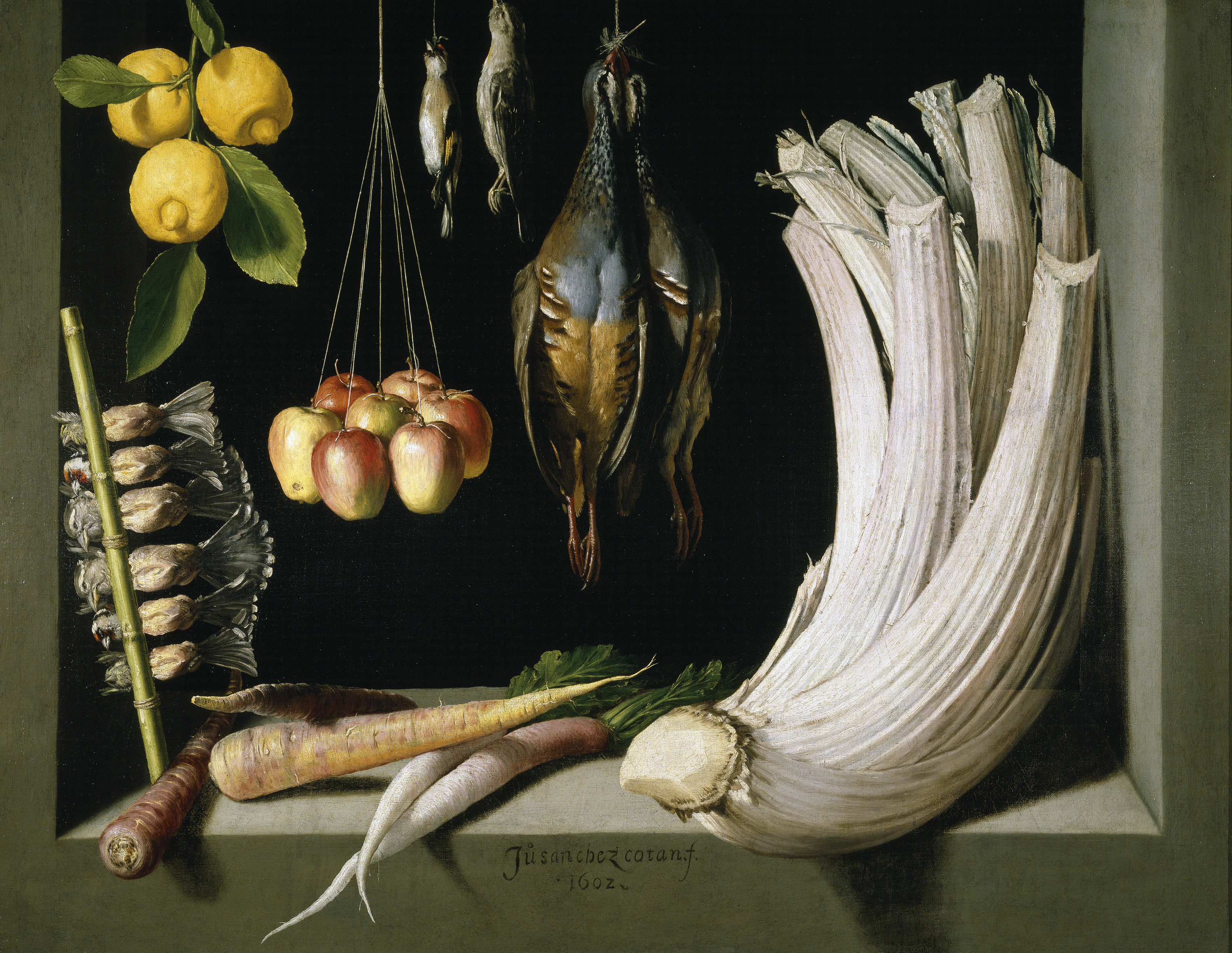
フアン・サンチェス・コターン『狩猟の獲物、野菜と果物のある静物』(1602年)
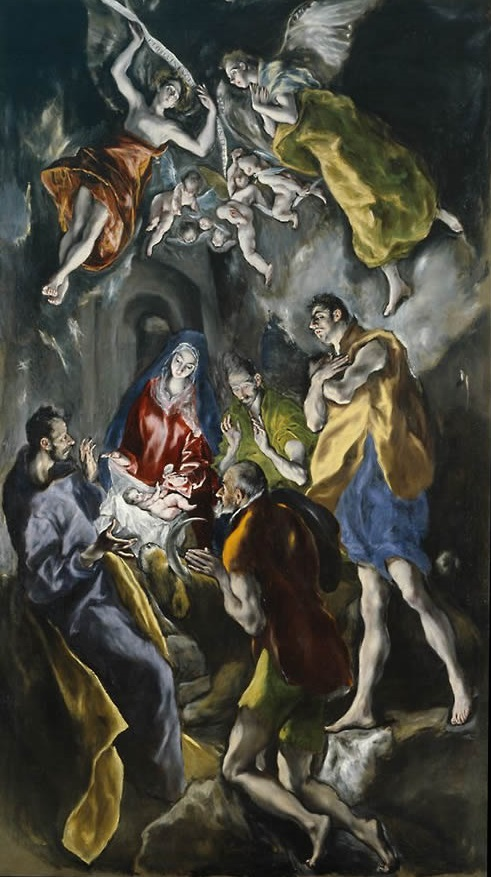
エル・グレコ『羊飼いの礼拝』（1612年－1614年）
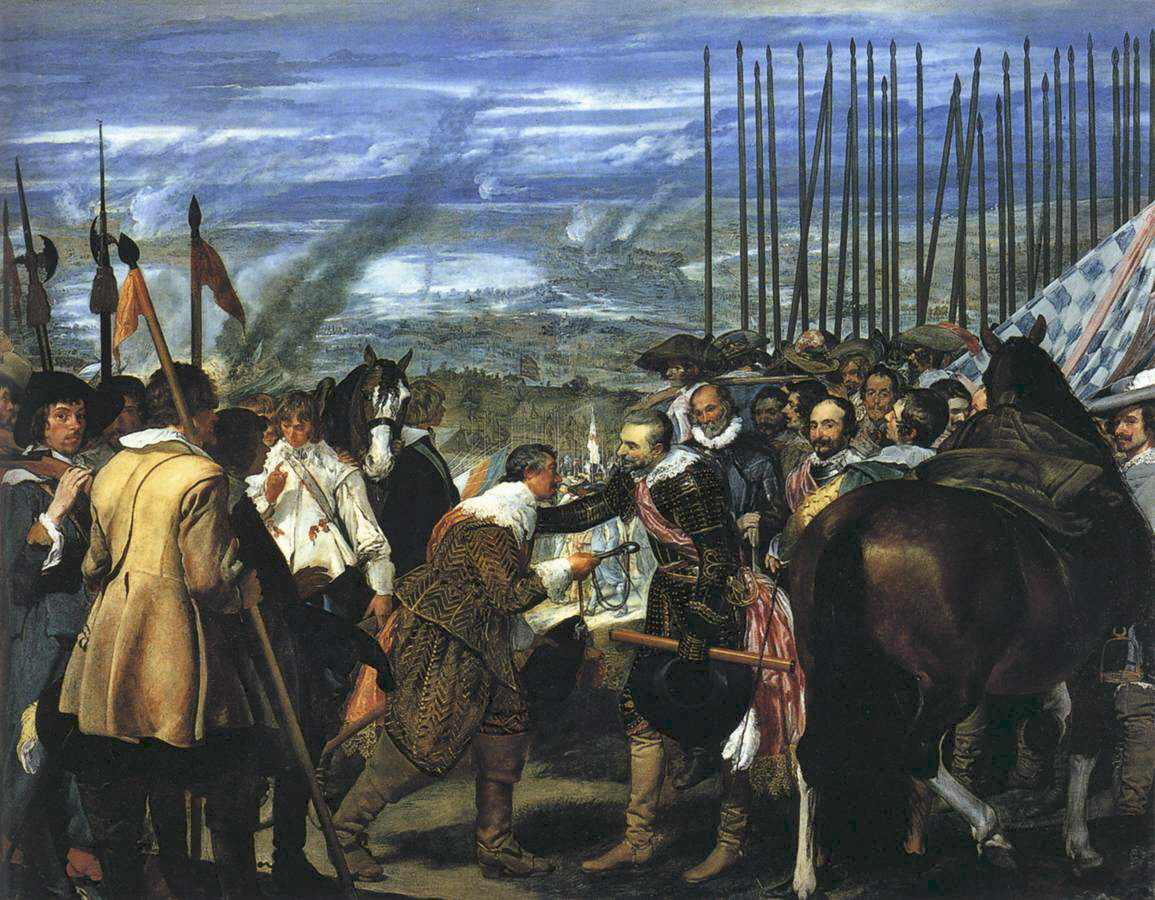
ディエゴ・ベラスケス『ブレダの開城』(1634-1635年)
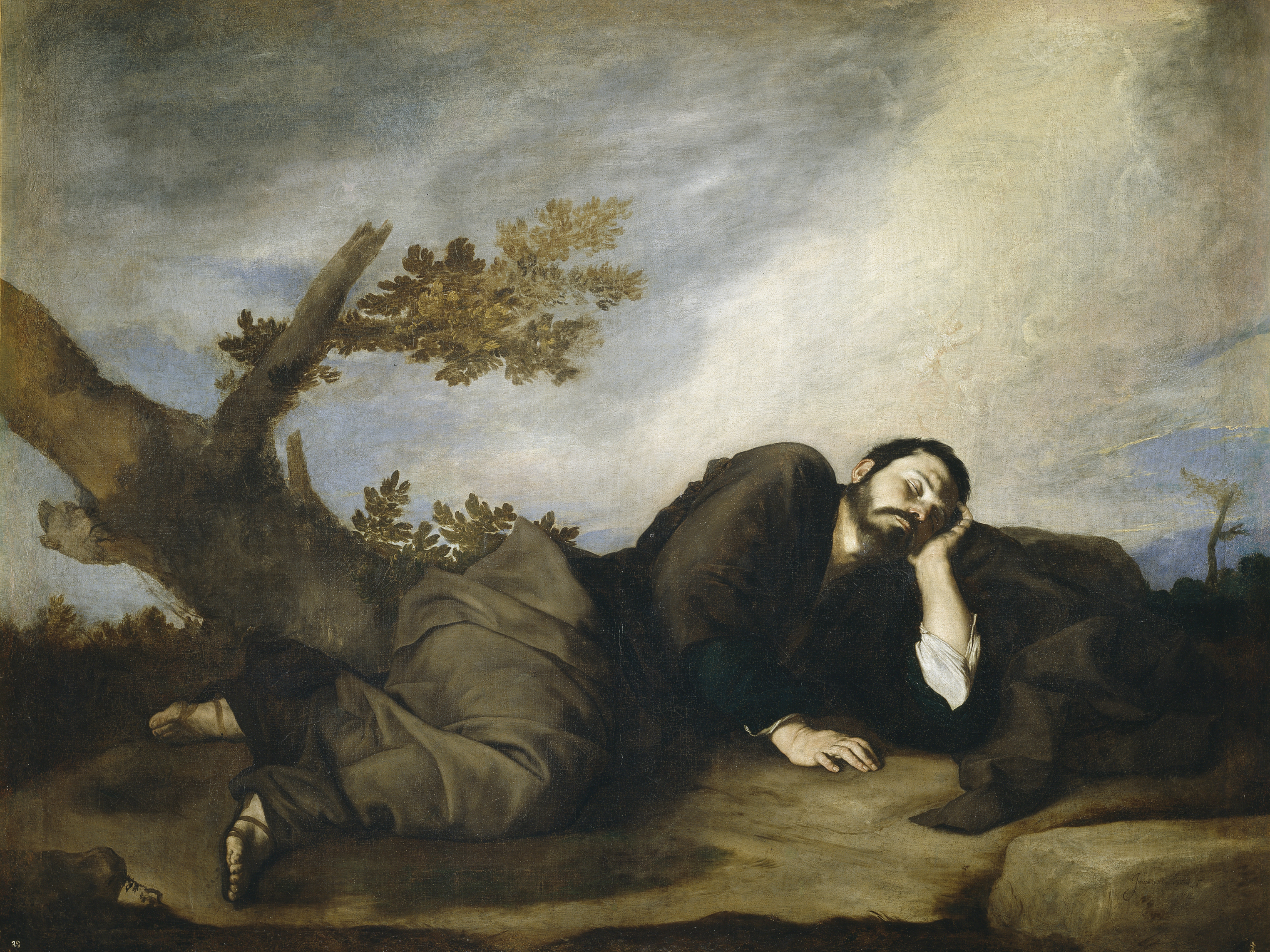
ホセ・デ・リベーラ『ヤコブの夢』(1639年)
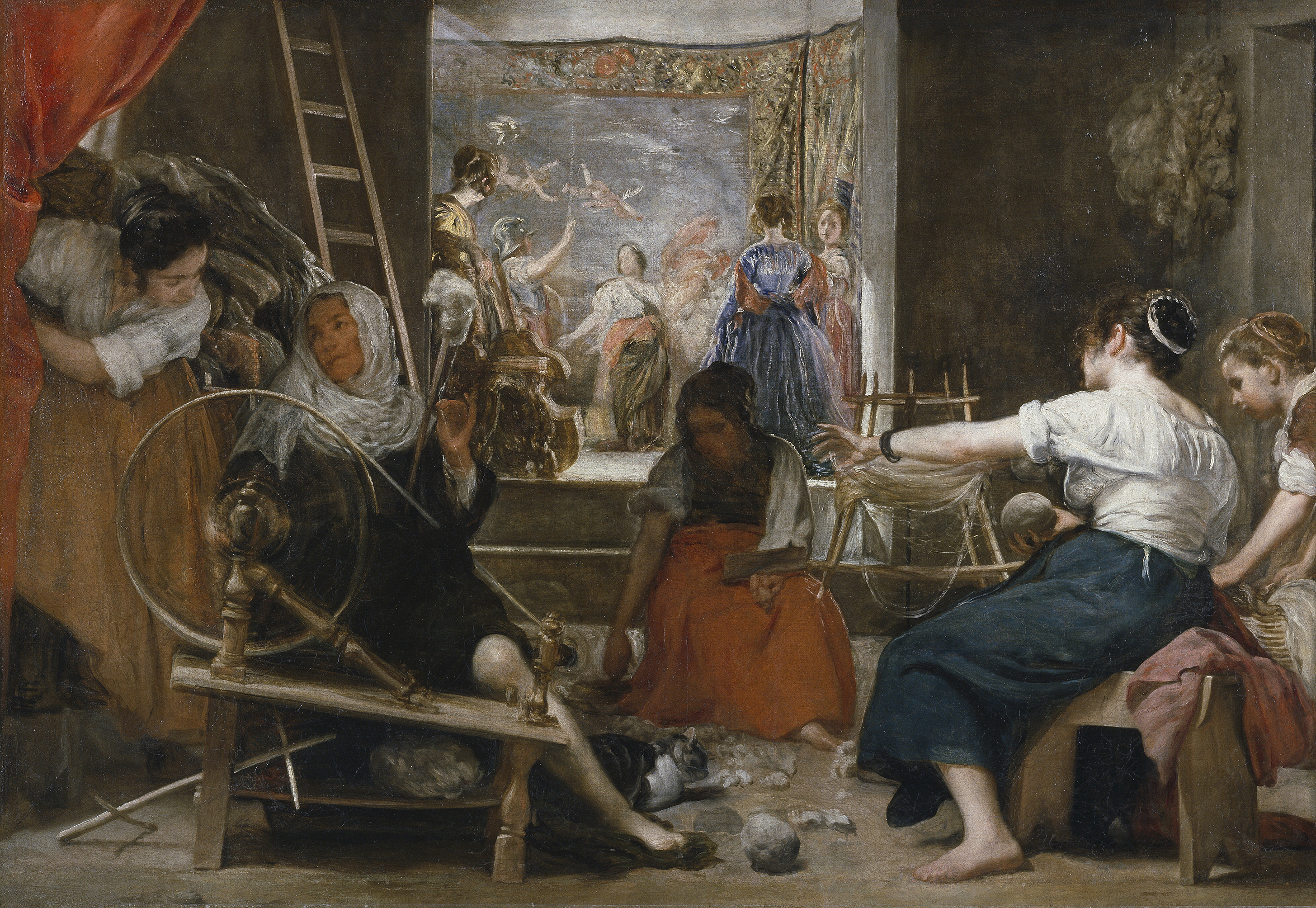
ディエゴ・ベラスケス『アラクネの寓話』(1657年頃)
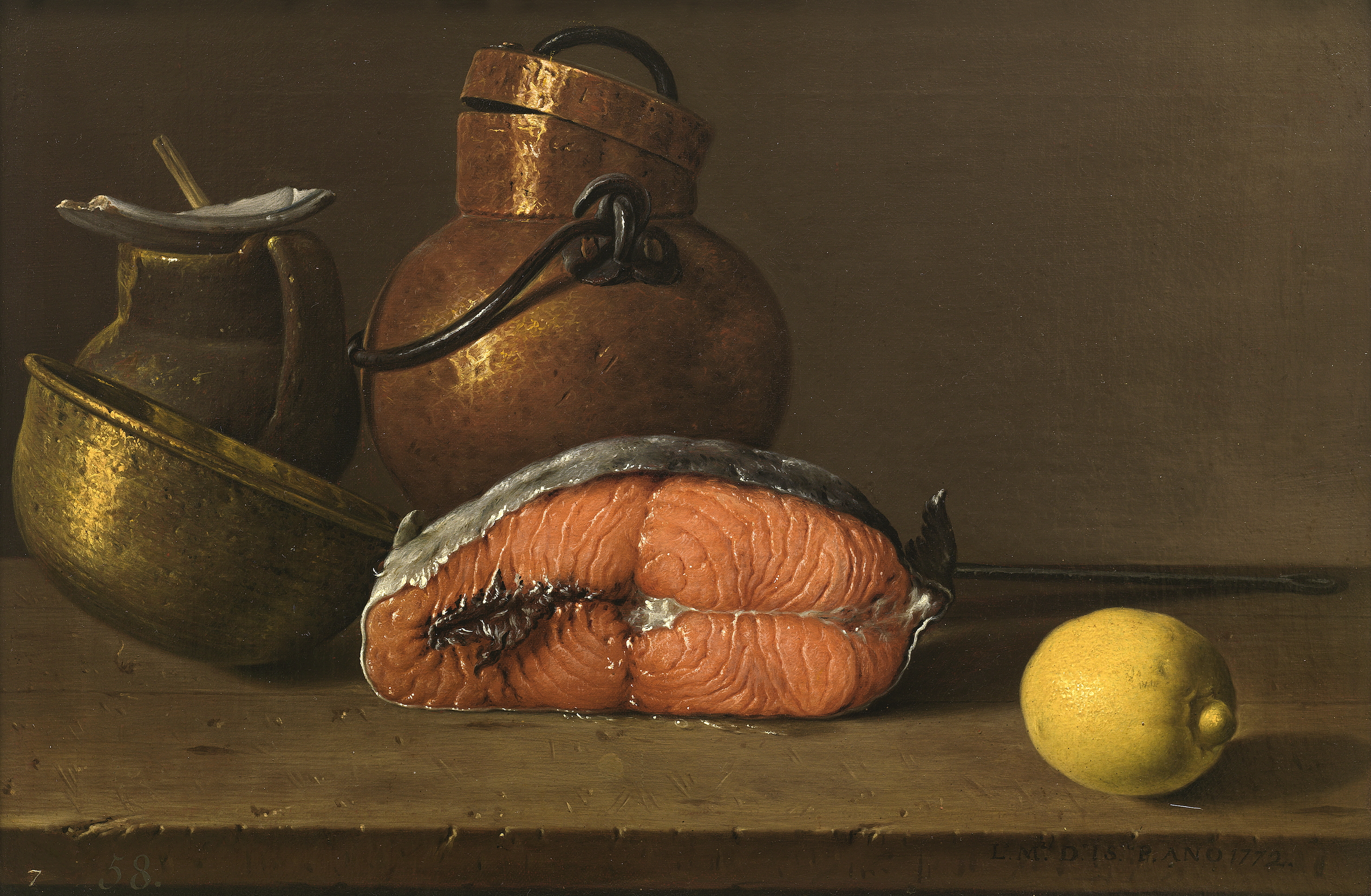
ルイス・メレンデス『鮭、レモンと三個の器のある静物』(1772年)
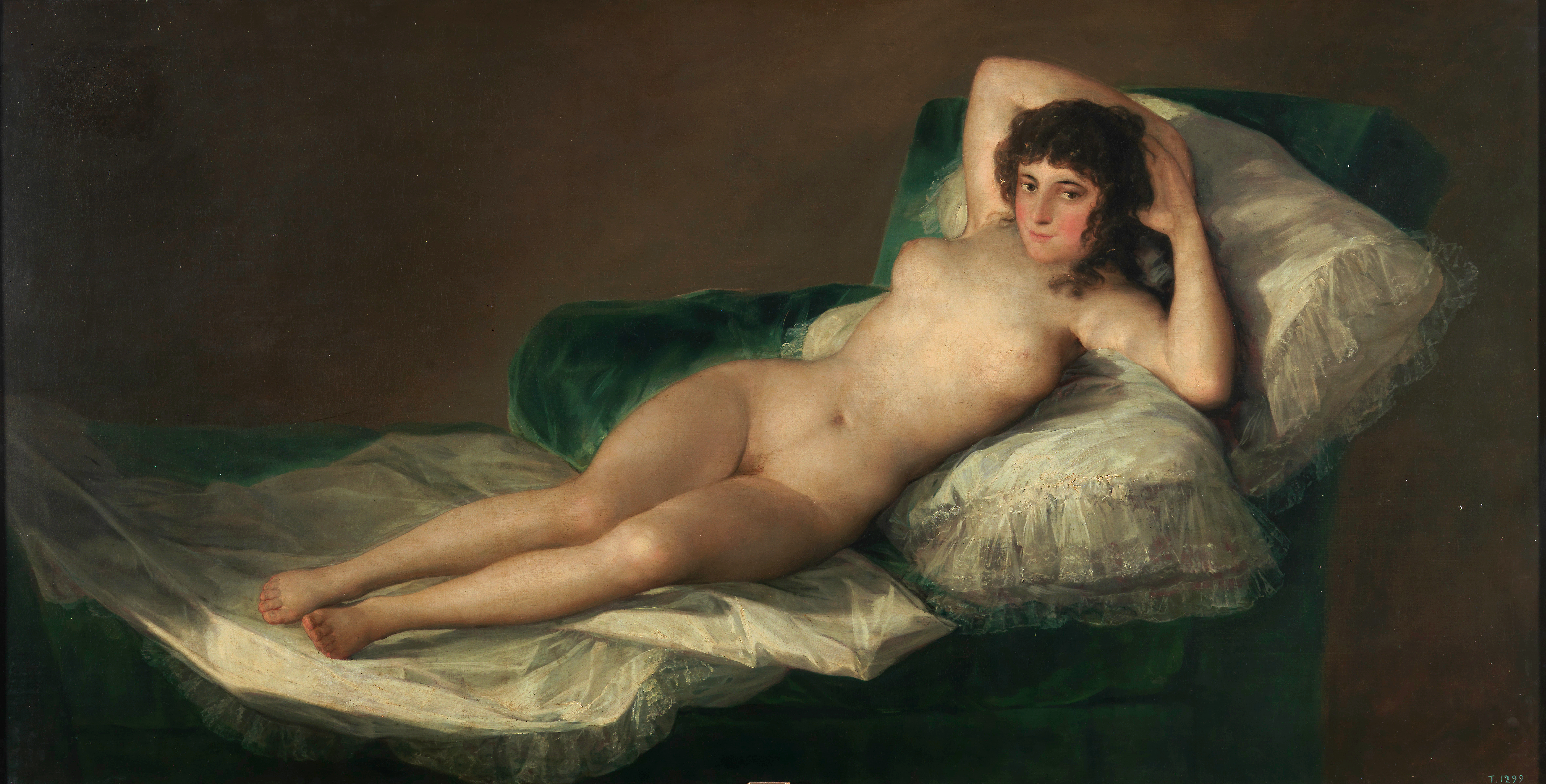
フランシスコ・デ・ゴヤ『裸のマハ』(1797-1800年)
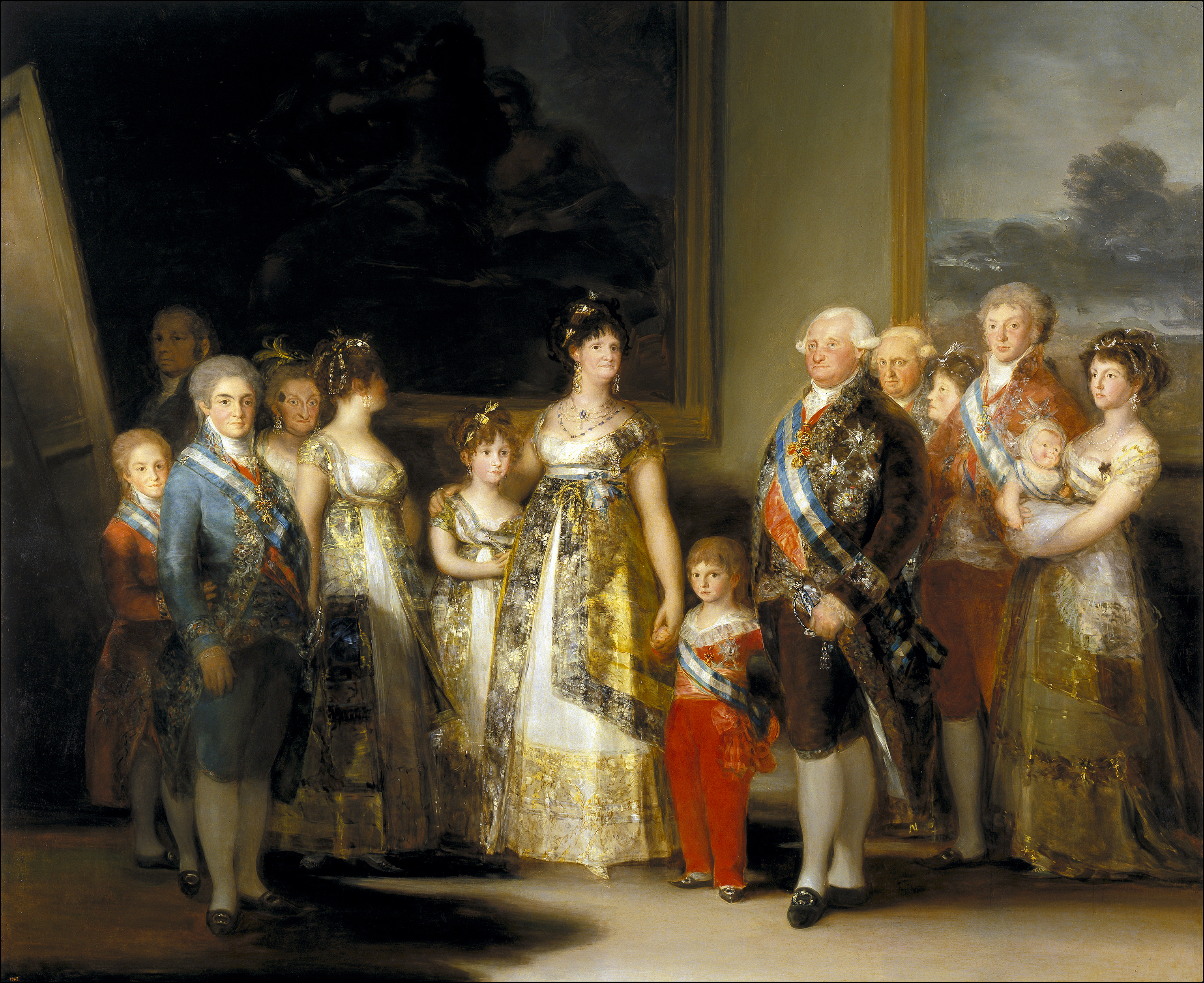
フランシスコ・デ・ゴヤ『カルロス4世の家族』（1800年－1801年）
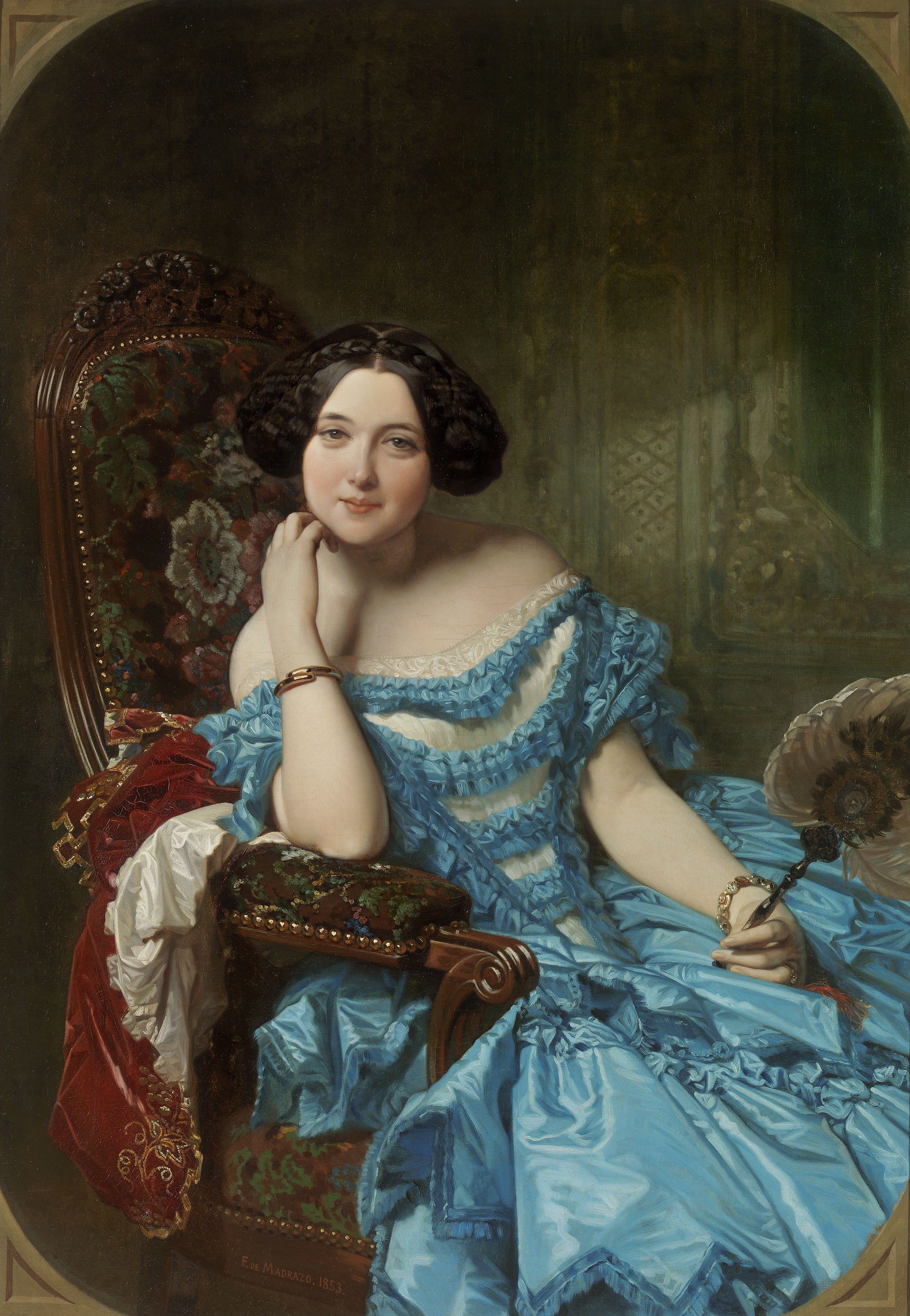
フェデリコ・デ・マドラーソ『ビルチェス伯爵夫人』（1853年）
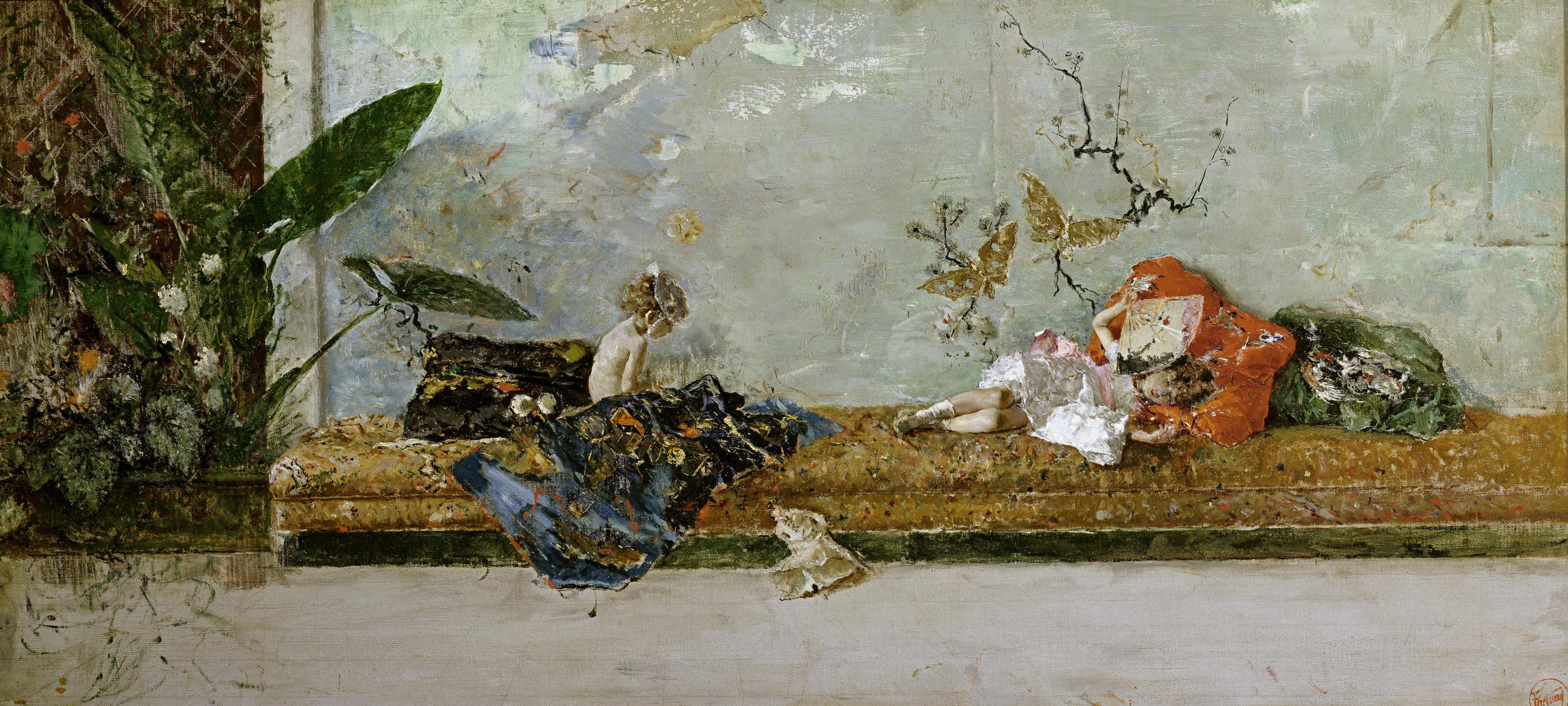
マリアノ・フォルトゥーニ『日本風のサロンにいる画家の子供たち』(1874年)
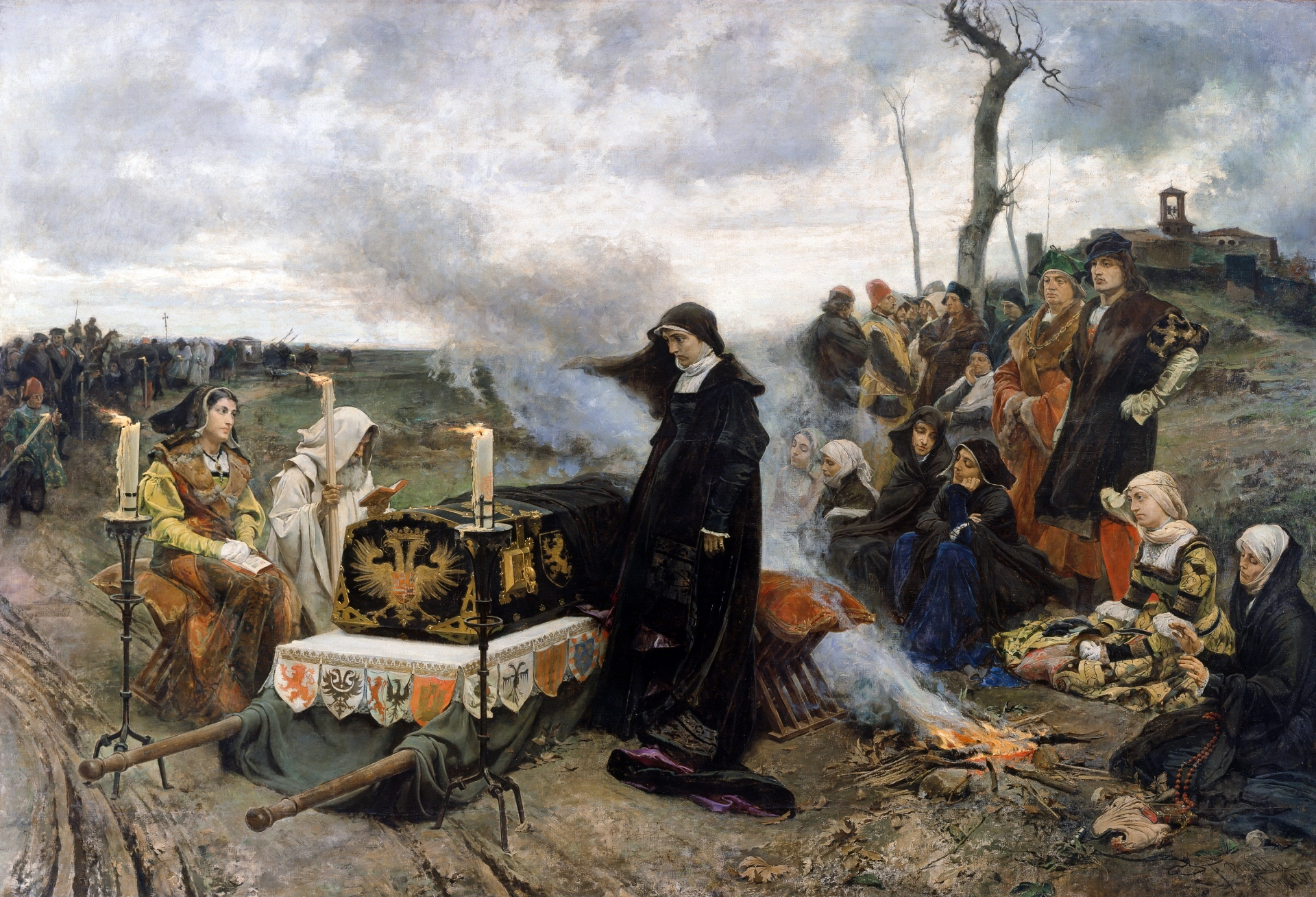
フランシスコ・プラディーリャ・オルティス『狂女フアナ』(1877年)
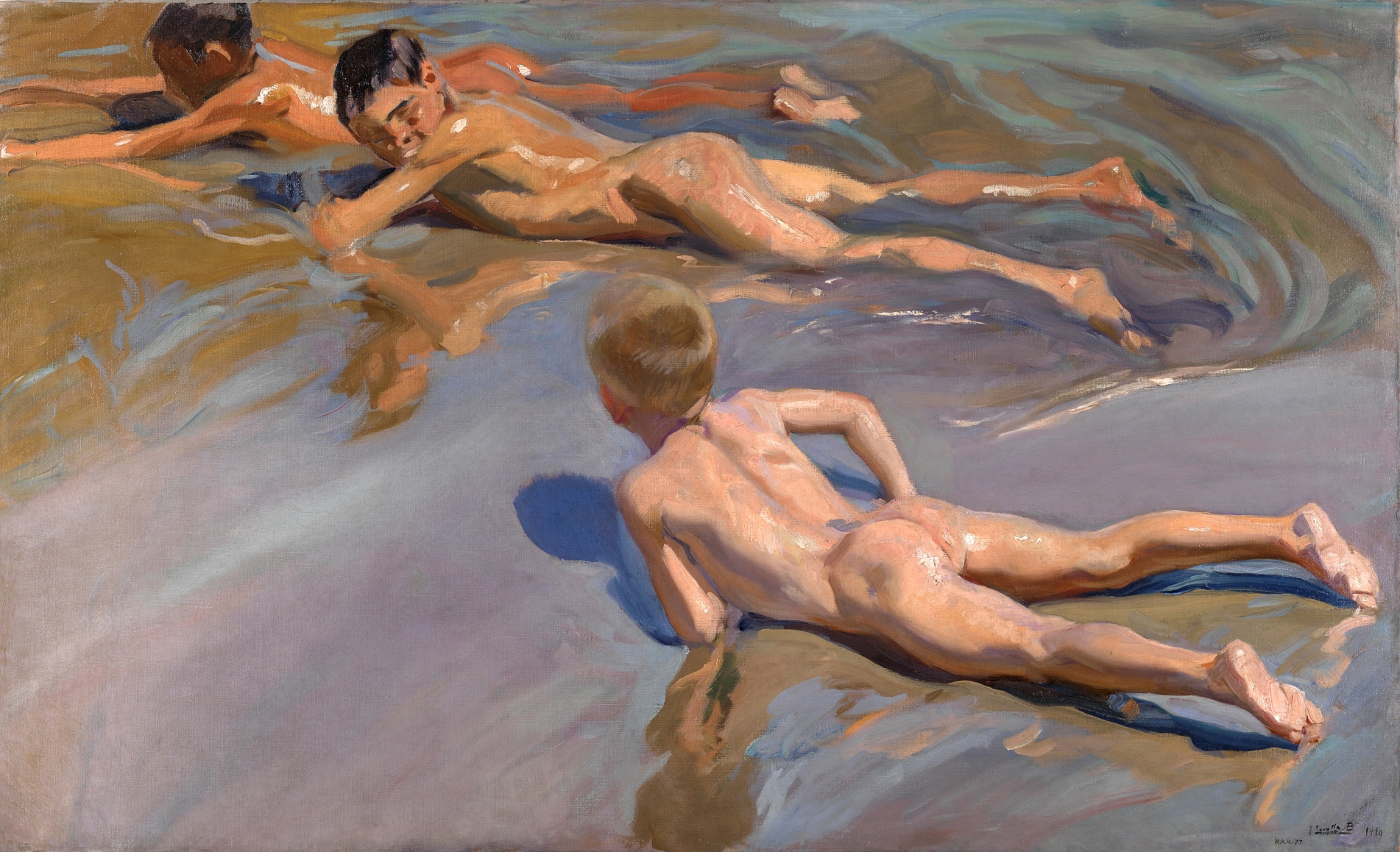
ホアキン・ソローリャ『浜辺の子供たち』(1910年)

### フランドル絵画

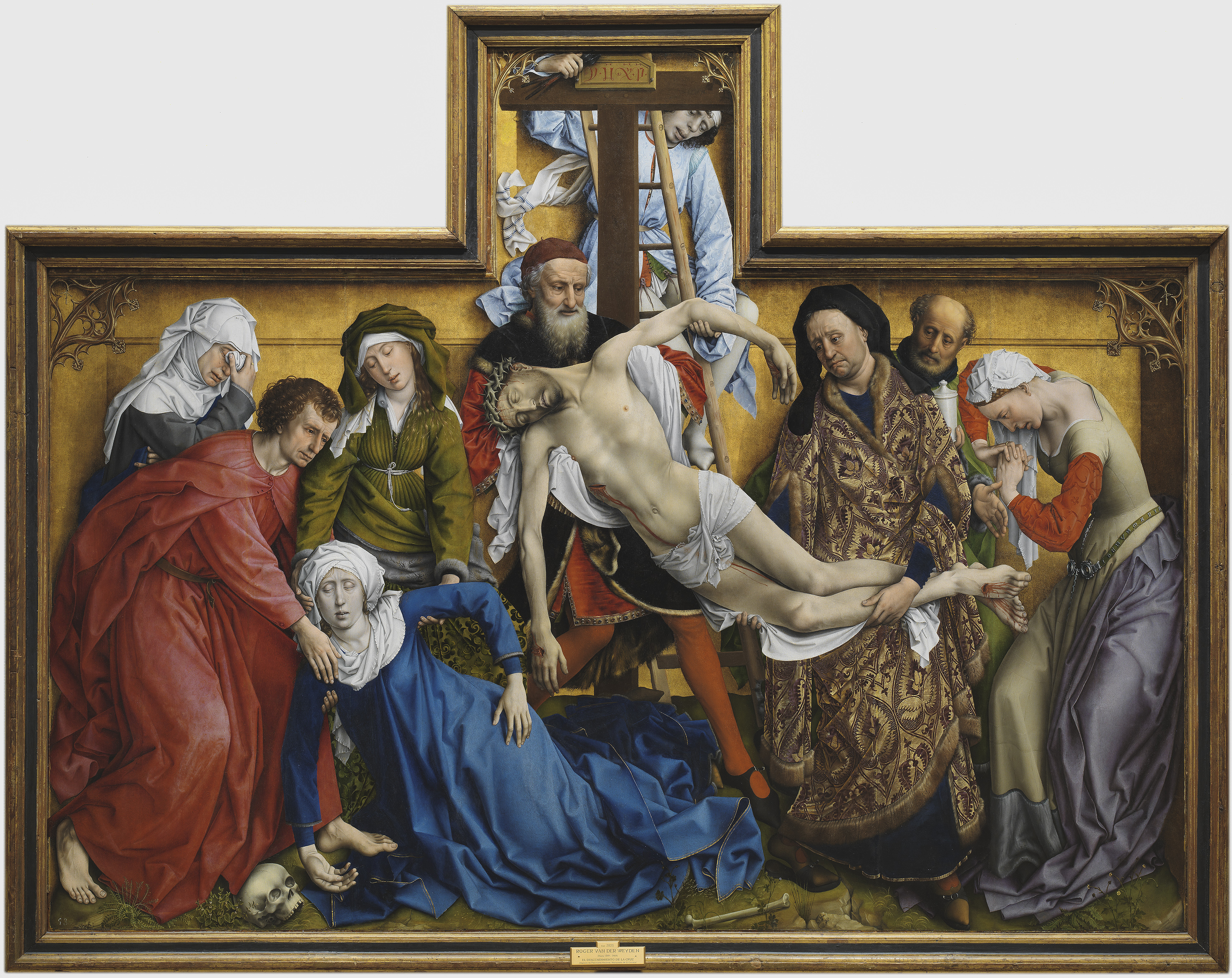
ロヒール・ファン・デル・ウェイデン『十字架降下』(1435年頃)

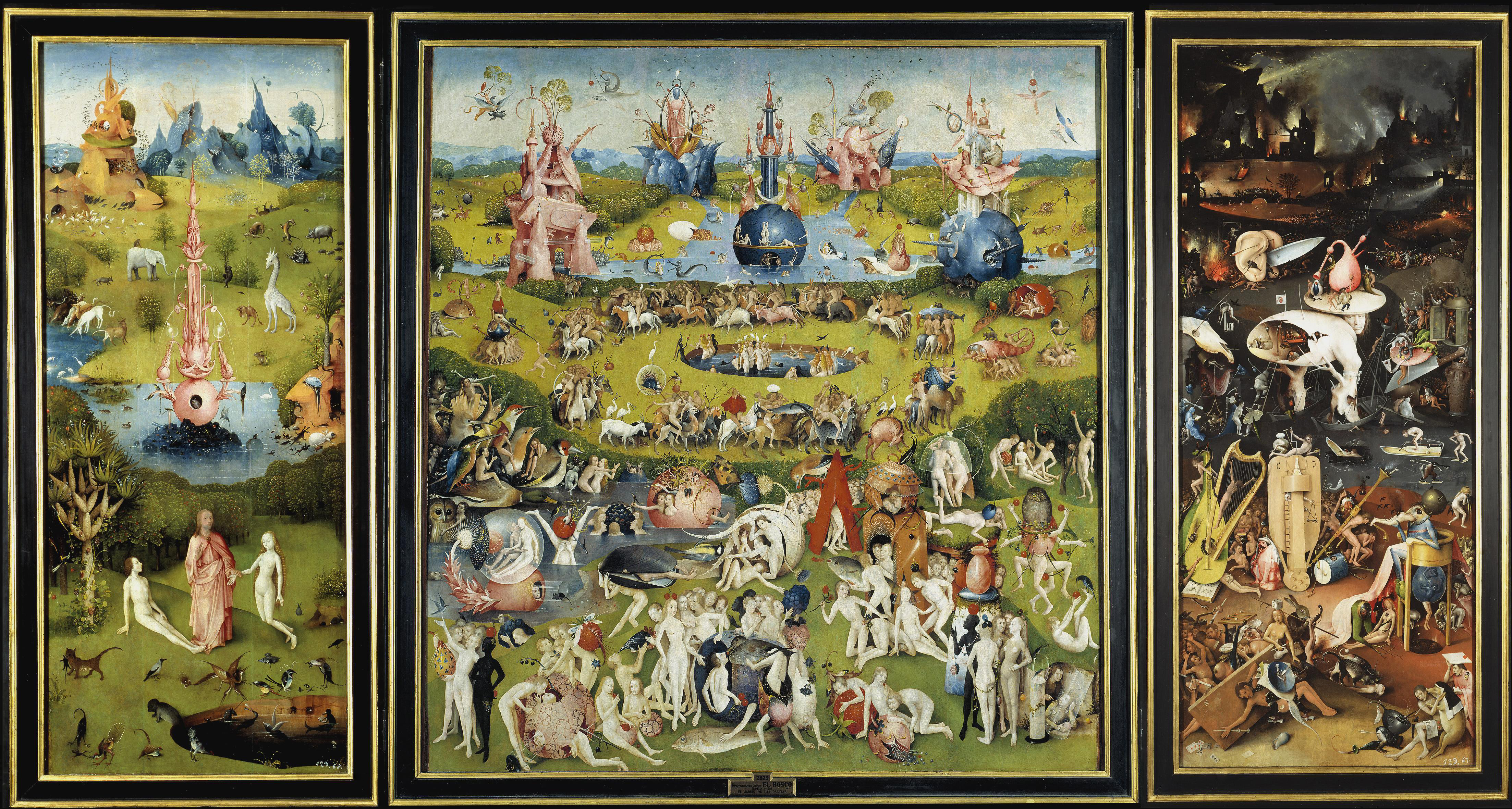
ヒエロニムス・ボス『快楽の園』(1490-1510年)

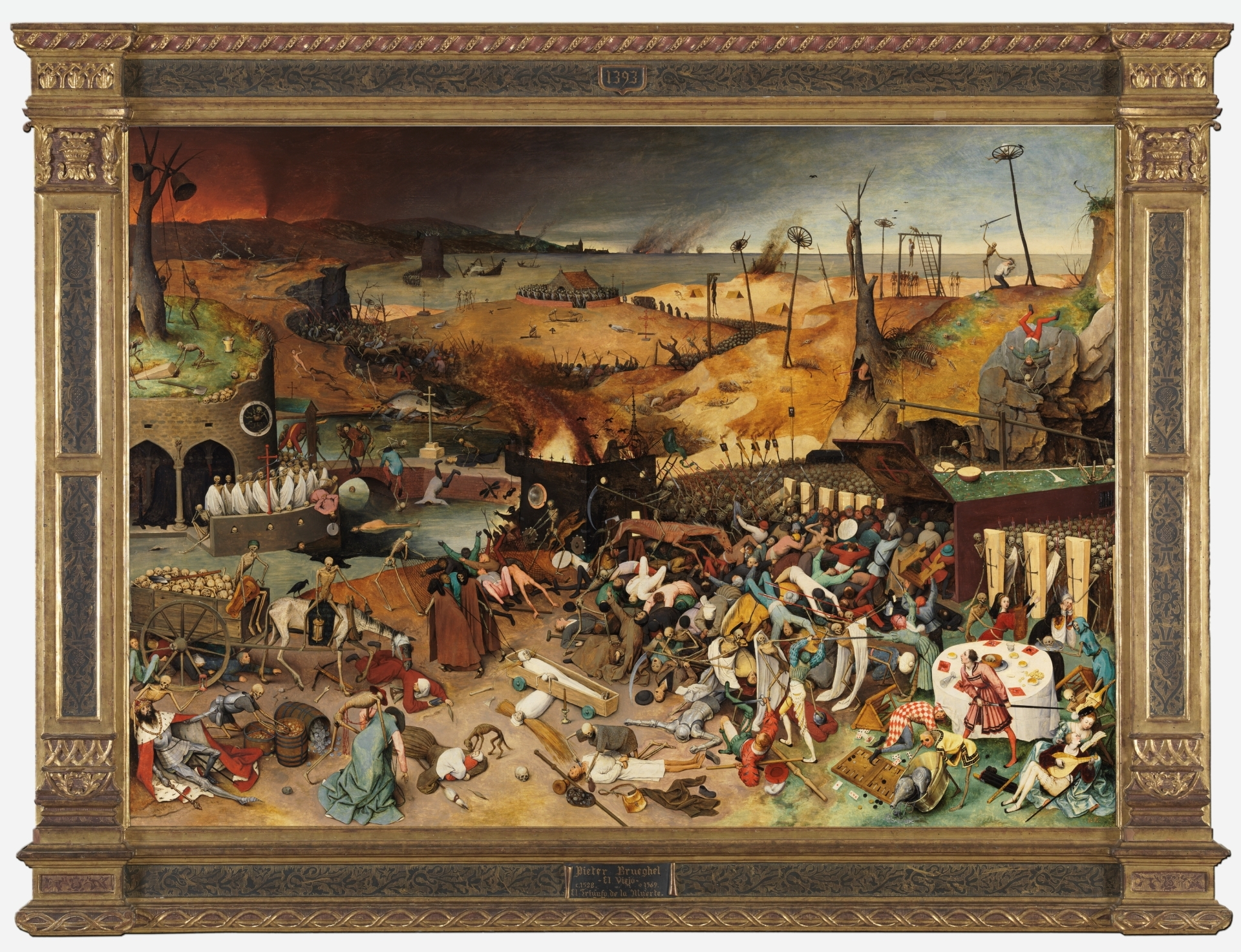
ピーテル・ブリューゲル『死の勝利』(1562年頃)

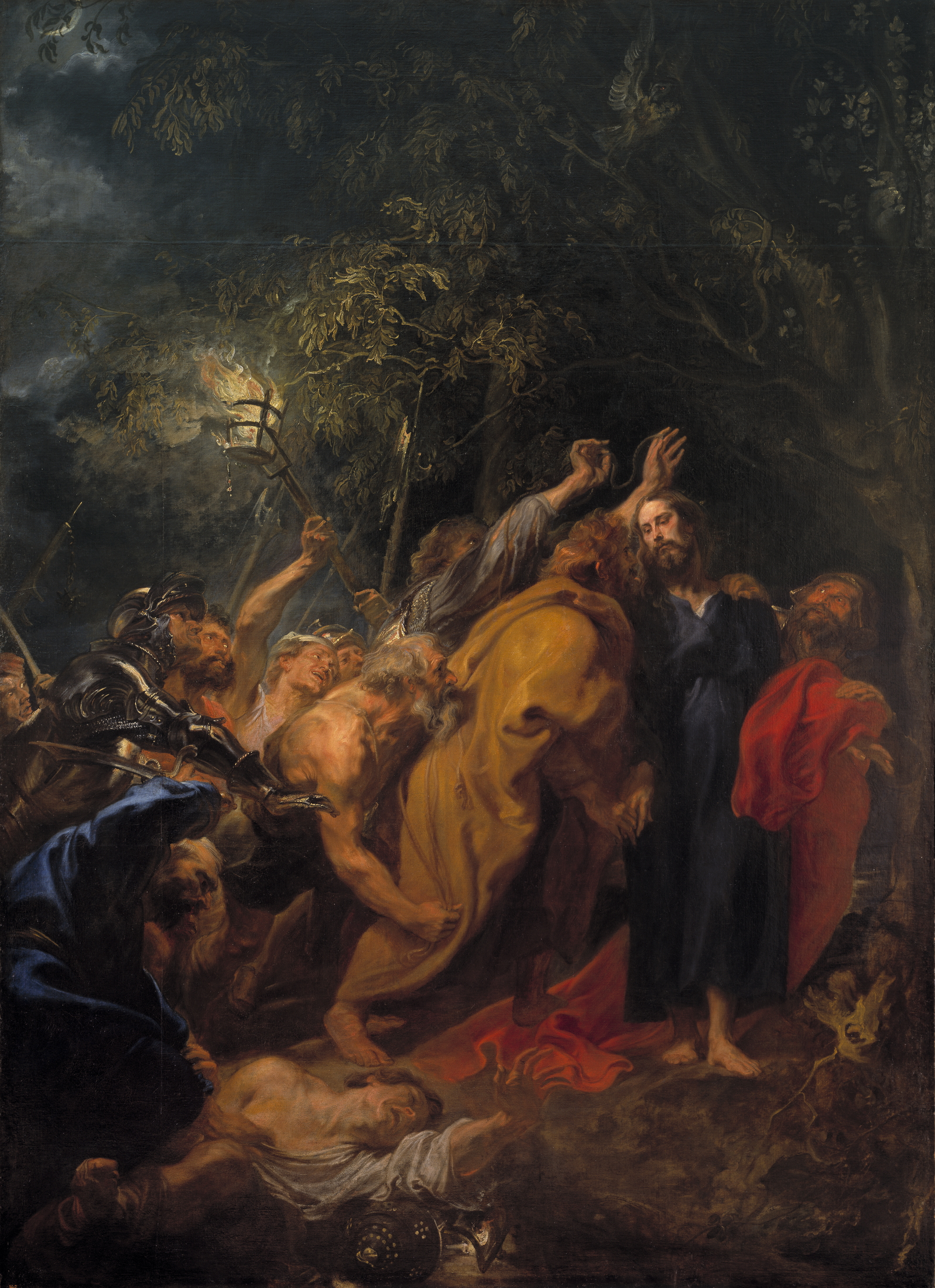
アンソニー・ヴァン・ダイク『キリストの捕縛』(1620年頃)

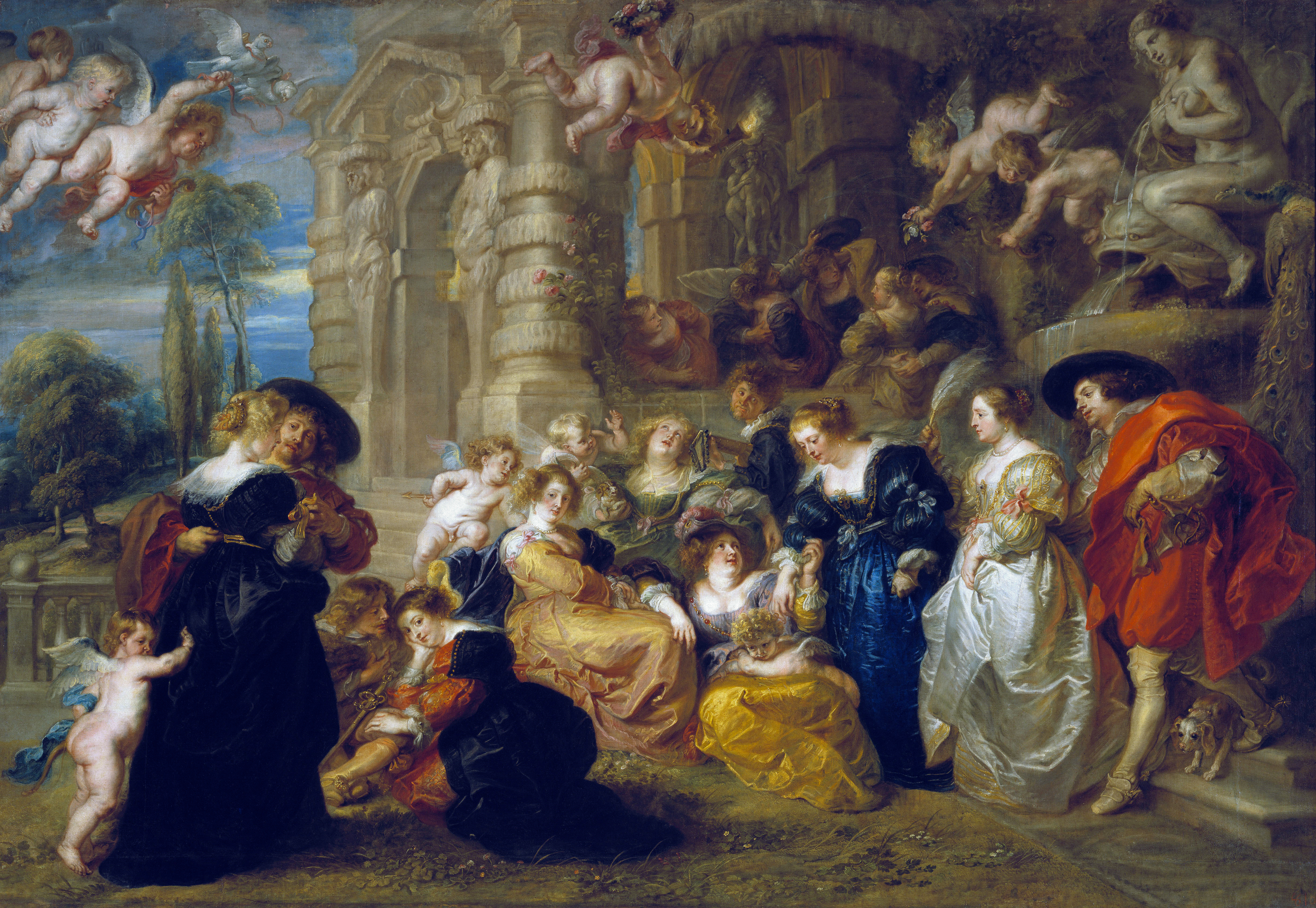
ピーテル・パウル・ルーベンス『愛の園』(1630-1635年)

当館は、フランドルやイタリアなどの外国絵画も多く所蔵する。フランドル絵画については、その写実主義がカール5世以降のスペイン歴代の王の好みに合ったことに加え、スペイン王室がフランドルを領有しており、16世紀から17世紀にわたる代表的な画家の傑作を多数、集めた。中でもフェリペ４世が収集した90点を超すルーベンスの作品は『三美神』など代表的な作品が揃い、世界随一である。またフェリペ２世が愛好したヒエロニムス・ボスの『快楽の園』は、プラド美術館のみならず西洋絵画史上の代表作の一つである。
重要作
- ロベルト・カンピン：『聖母の結婚』、『ウェルル祭壇画』
- ヤン・ファン・エイク工房: 『生命の泉』
- ロヒール・ファン・デル・ウェイデン：『十字架降下』、『デュランの聖母』
- ディルク・ボウツ：『聖母の生涯の三連祭壇画』
- ハンス・メムリンク：『東方三博士の礼拝』、『聖母子と二人の天使』
- ヒエロニムス・ボス：『快楽の園』、『七つの大罪と四終』、『乾草車』、『東方三博士の礼拝』、『聖アントニウスの誘惑』、『愚者の石の切除』
- ヘラルト・ダヴィト：『エジプトへの逃避途上の休息』
- クエンティン・マサイス：『エッケ・ホモ』
- ヨアヒム・パティニール：『ステュクス川を渡るカロンのいる風景』、『聖ヒエロニムスのいる風景』、『聖アントニウスの誘惑』
- ピーテル・ブリューゲル：『死の勝利』、『聖マルティンのワイン祭り』
- アントニス・モル：『メアリー1世の肖像』
- ヤン・ブリューゲル (父)：『五感の寓意 (連作)』
- ピーテル・パウル・ルーベンス：『聖ゲオルギウスと竜』、『レルマ公騎馬像』、『東方三博士の礼拝』、『三美神』、『天の川の誕生』、『オルペウスとエウリュディケ』、『パリスの審判』、『愛の園』、『神話の人物と農民の踊り』
- アンソニー・ヴァン・ダイク：『荊冠のキリスト』、『キリストの捕縛』、『サテュロスに驚くディアナとニンフ』、『エンディミオン・ポーター卿と画家』
- ヤーコブ・ヨルダーンス：『画家の家族』
- ダーフィット・テニールス (子)：『ブリュッセルの画廊における大公レオポルト・ヴィルヘルム』

### ギャラリー
著名な絵画

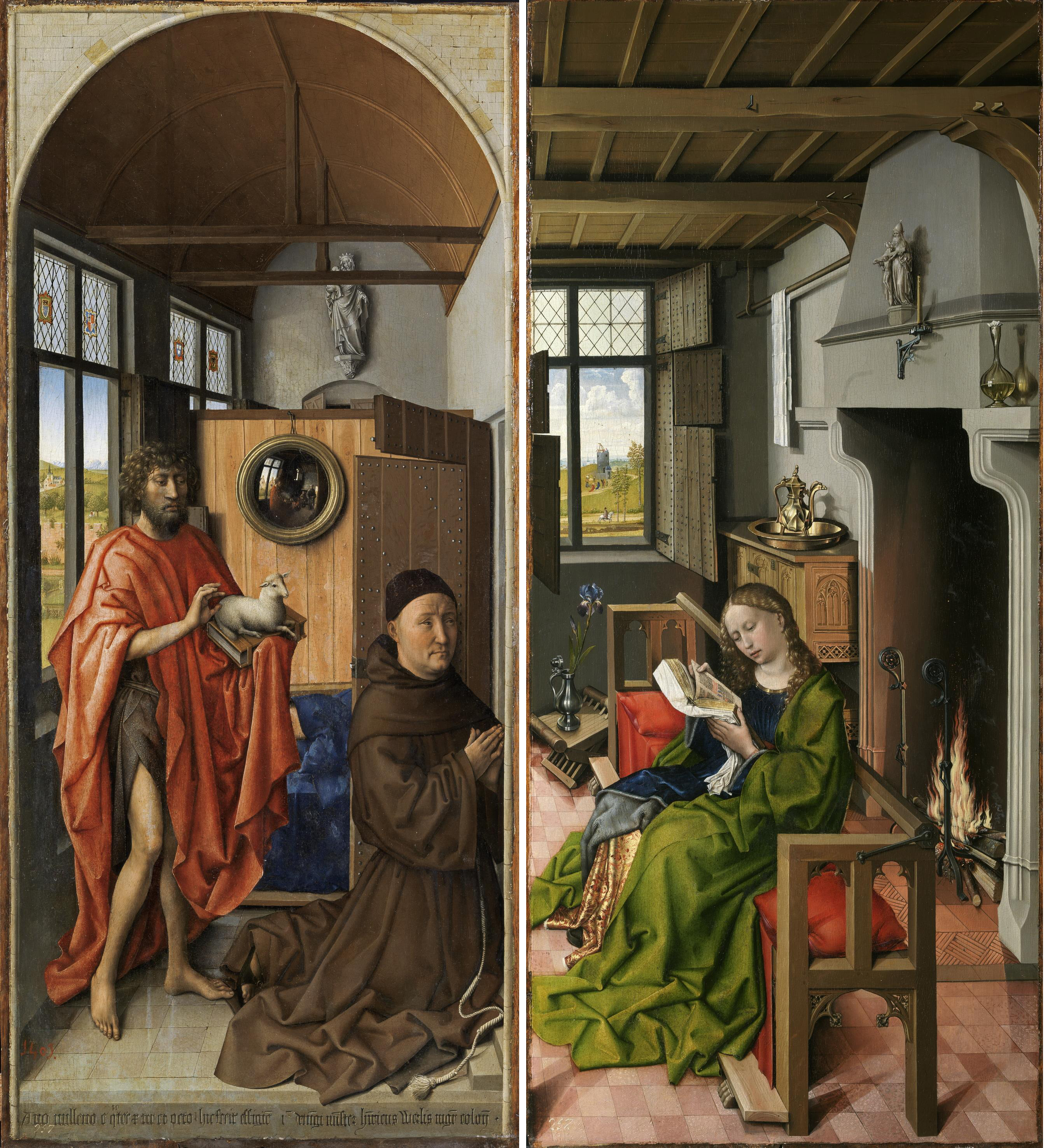
ロベルト・カンピン『ウェルル祭壇画』(1435-1438年頃)
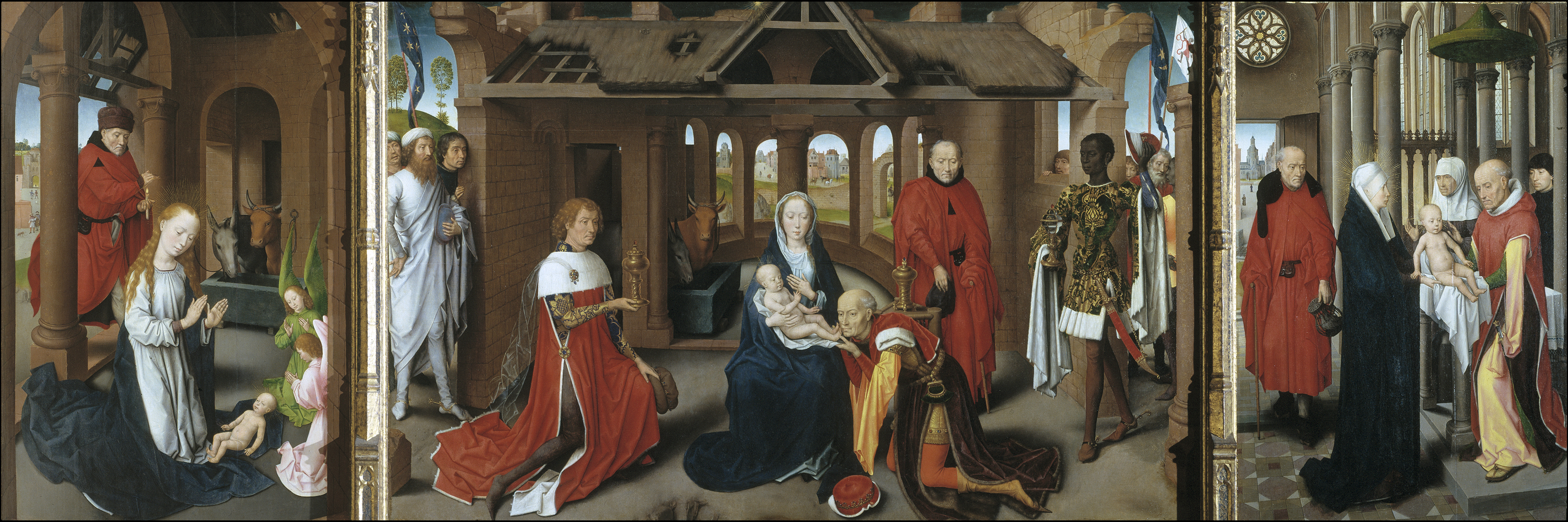
ハンス・メムリンク『東方三博士の礼拝』(1479-1480年頃)
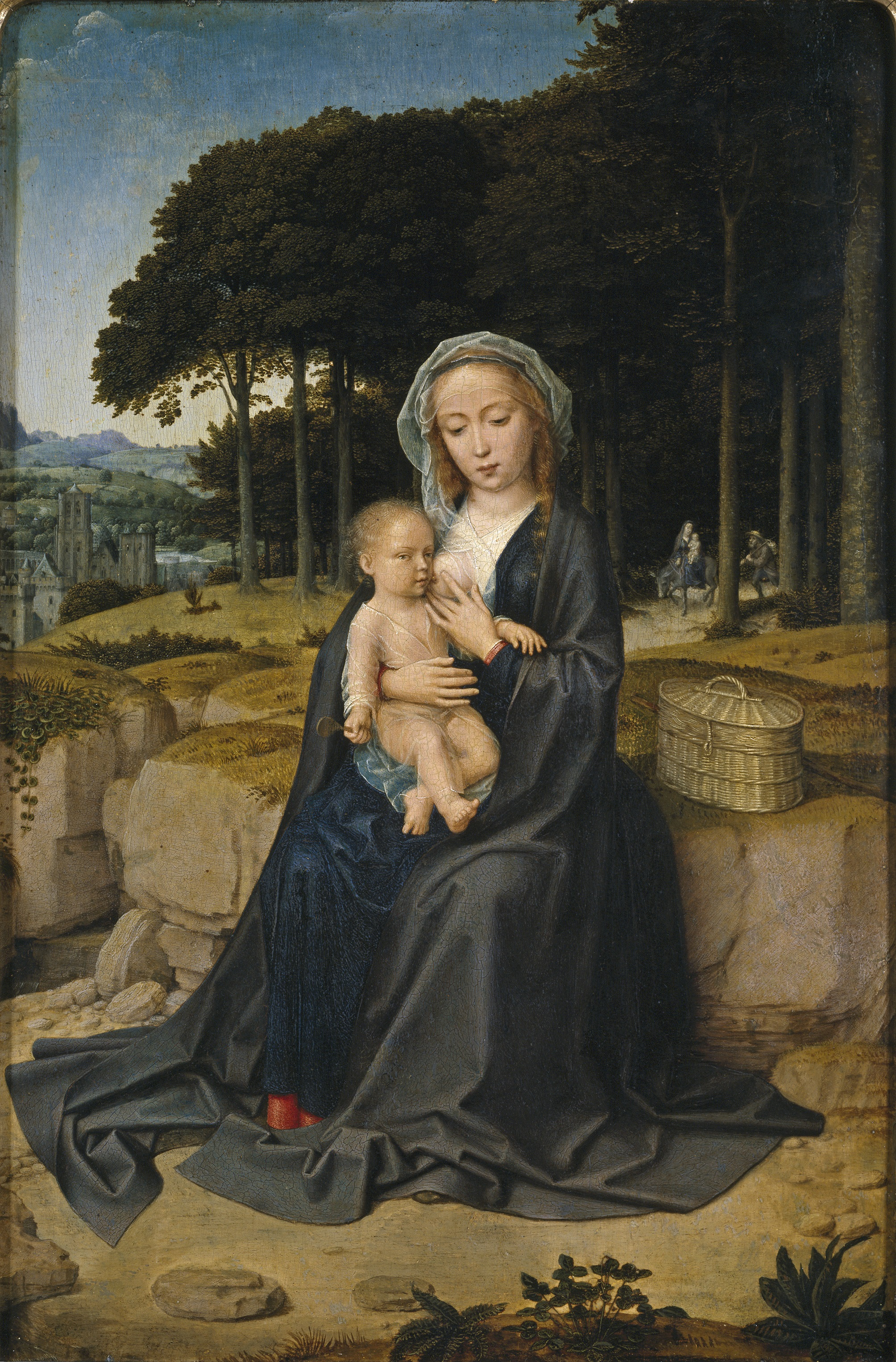
ヘラルト・ダヴィト『エジプト逃避途上の休息』 (1515年頃)
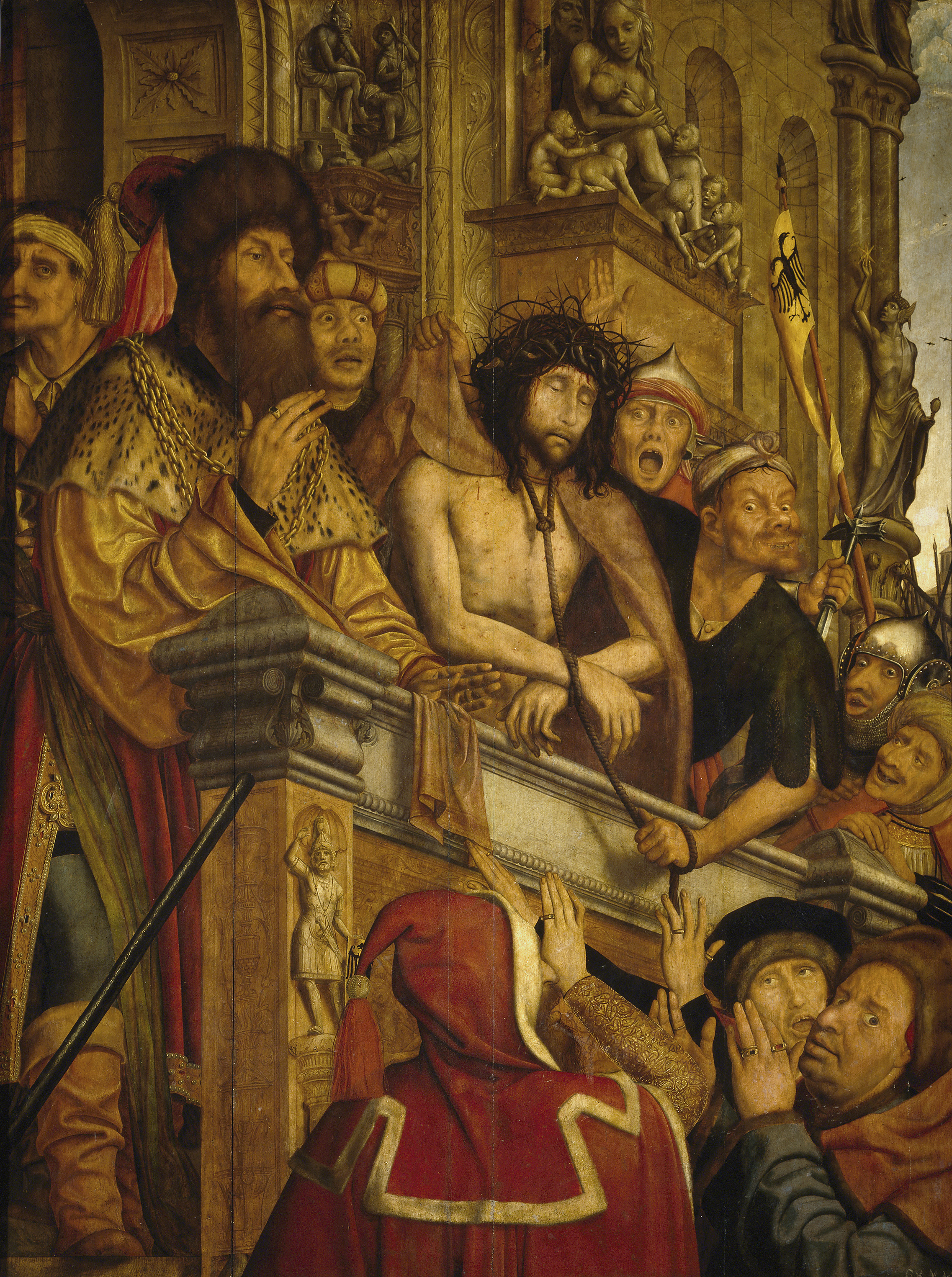
クエンティン・マサイス『エッケ・ホモ』 (1515年頃)
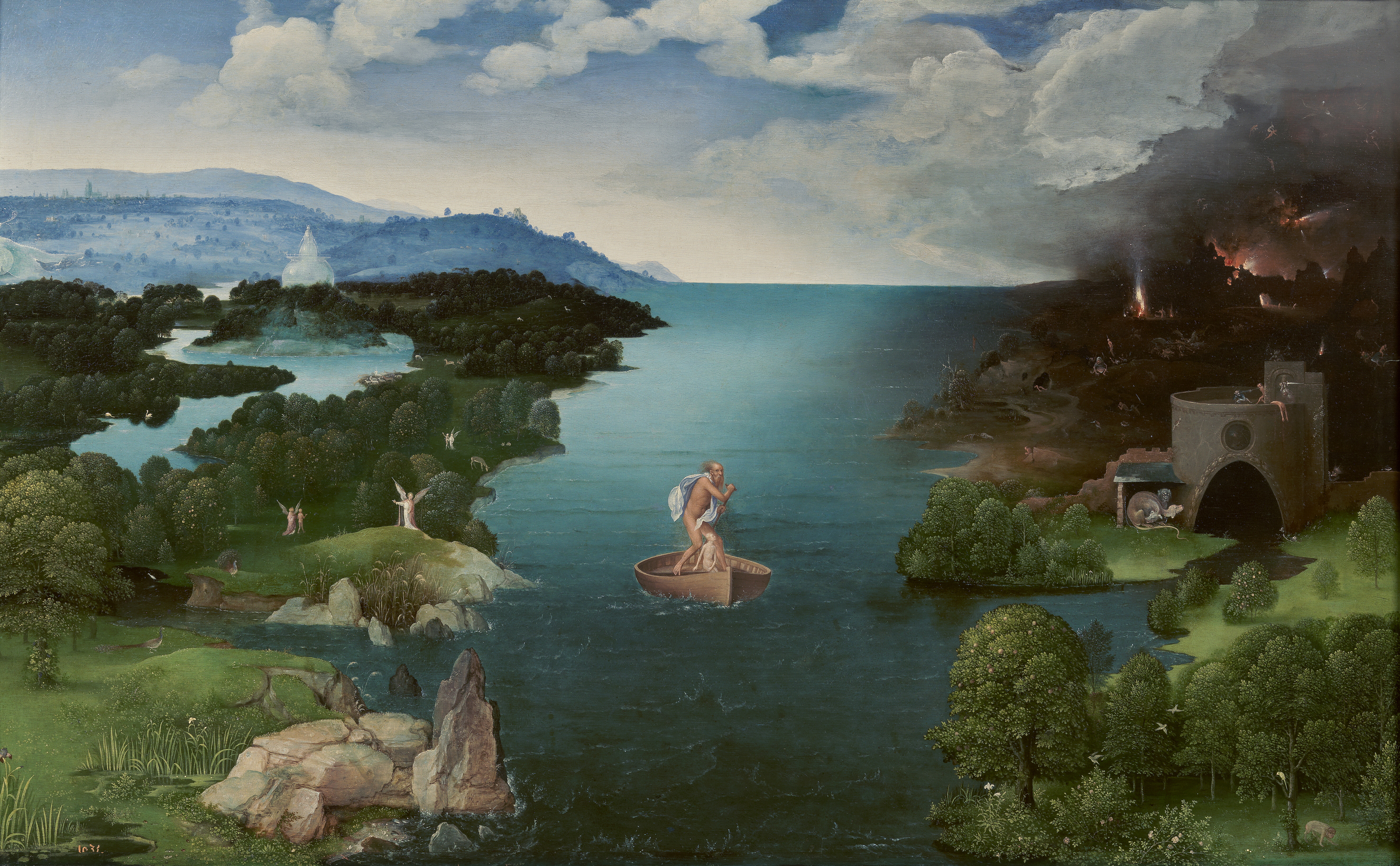
ヨアヒム・パティニール『ステュクス川を渡るカロンのいる風景』(1520-1524年)
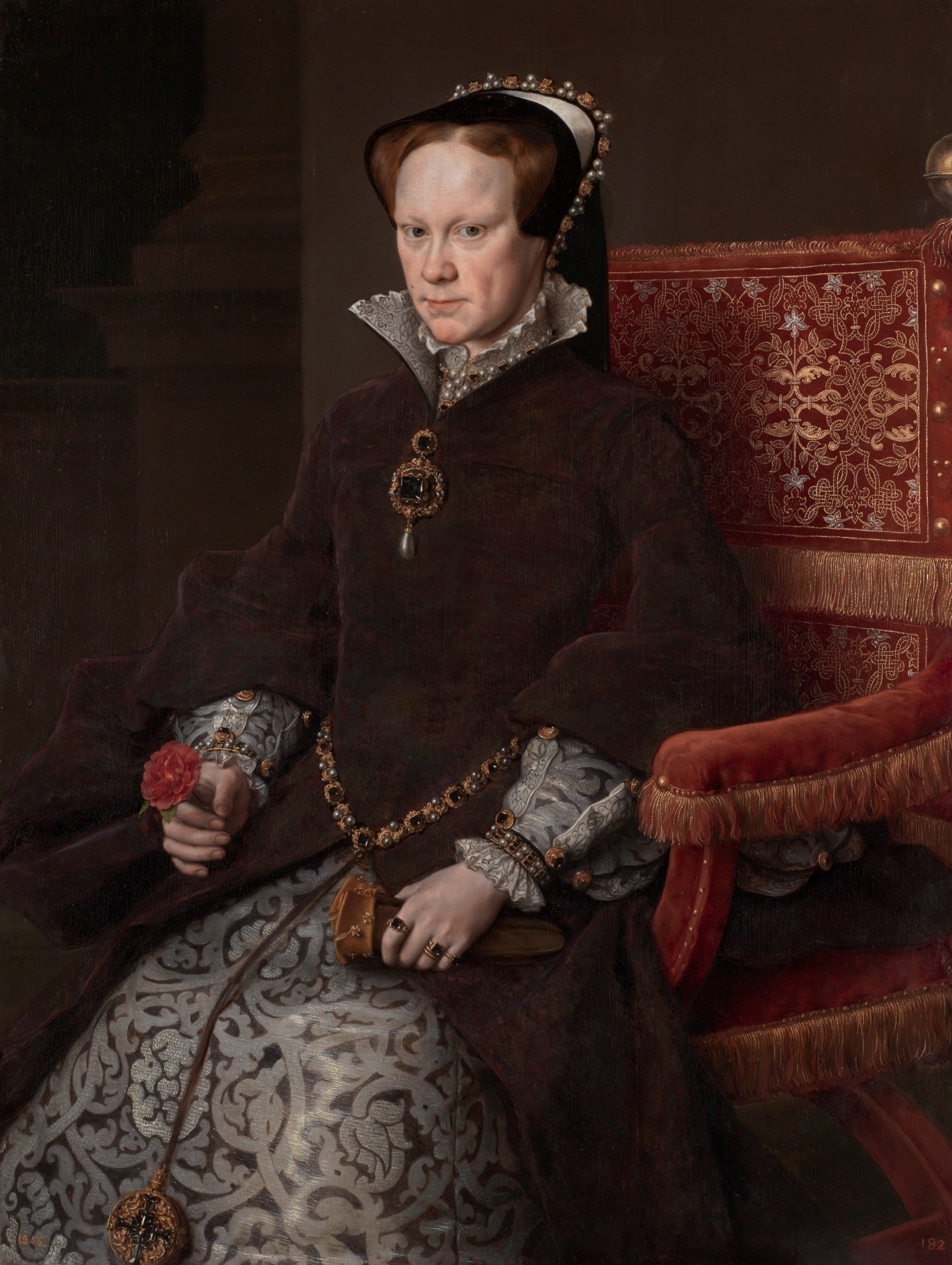
アントニス・モル『メアリー1世の肖像』(1554年)
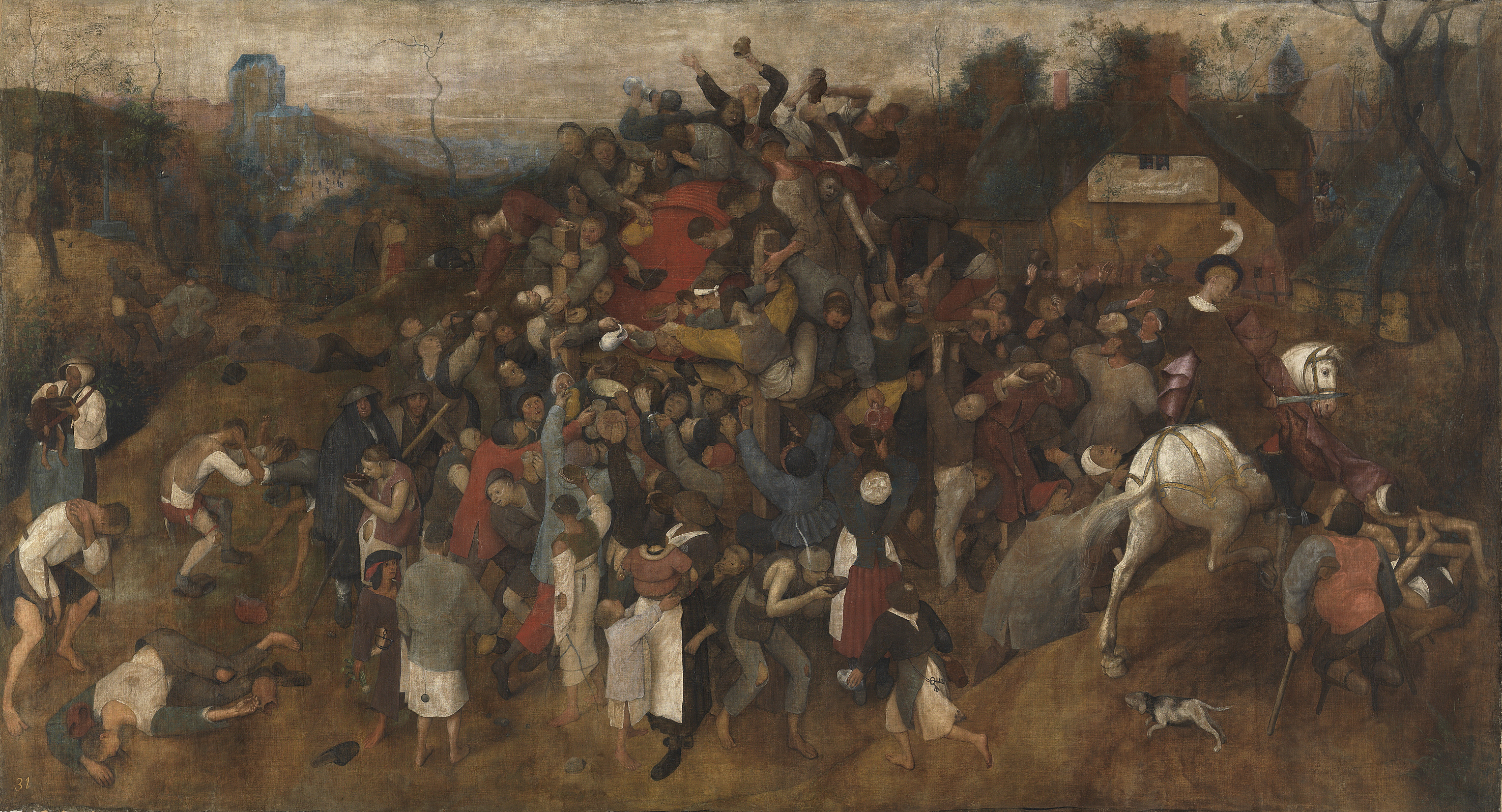
ピーテル・ブリューゲル『聖マルティンのワイン祭り』 (1566-1567年)
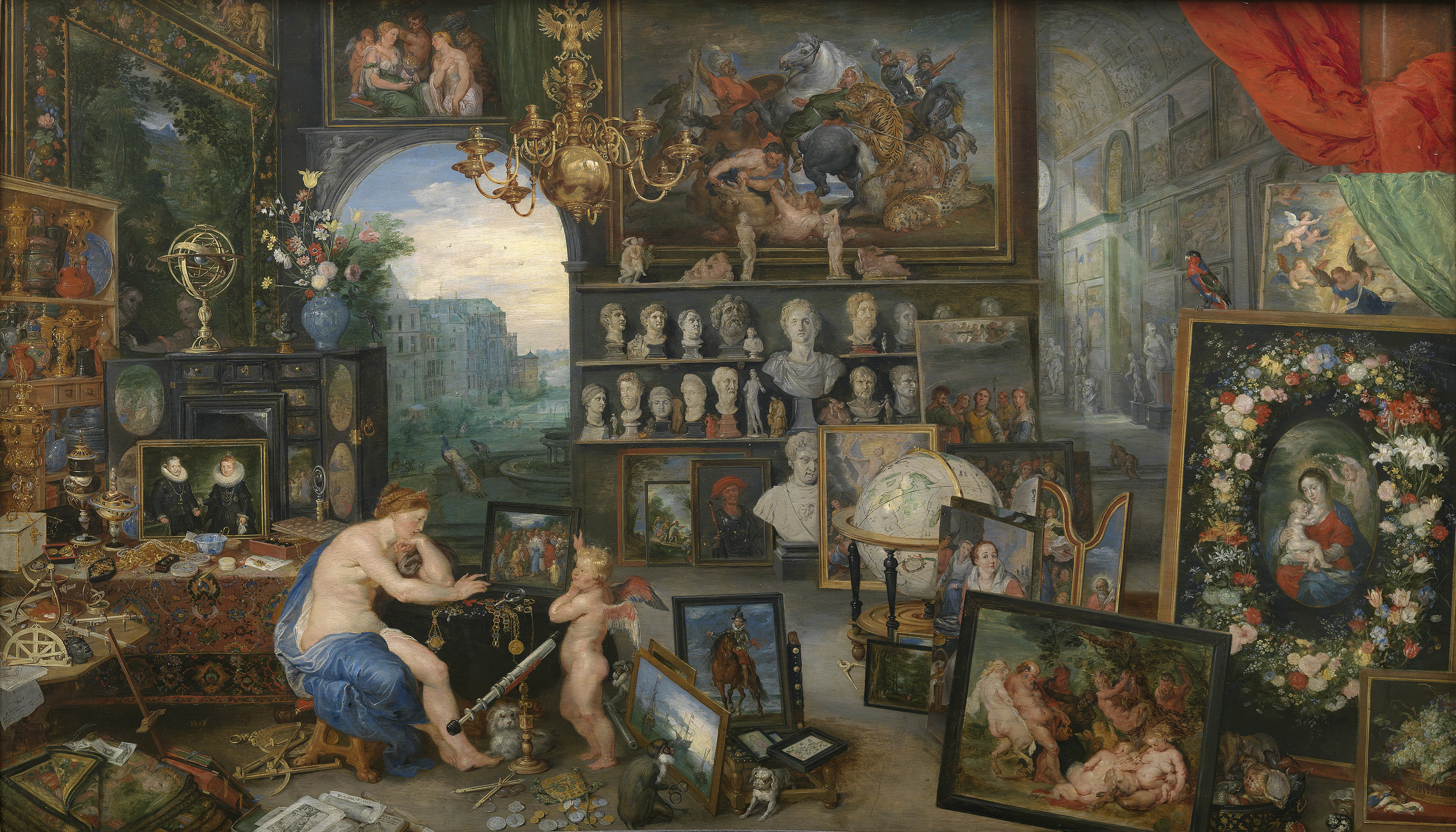
ヤン・ブリューゲル (父)、ピーテル・パウル・ルーベンス『視覚の寓意』(1617年)
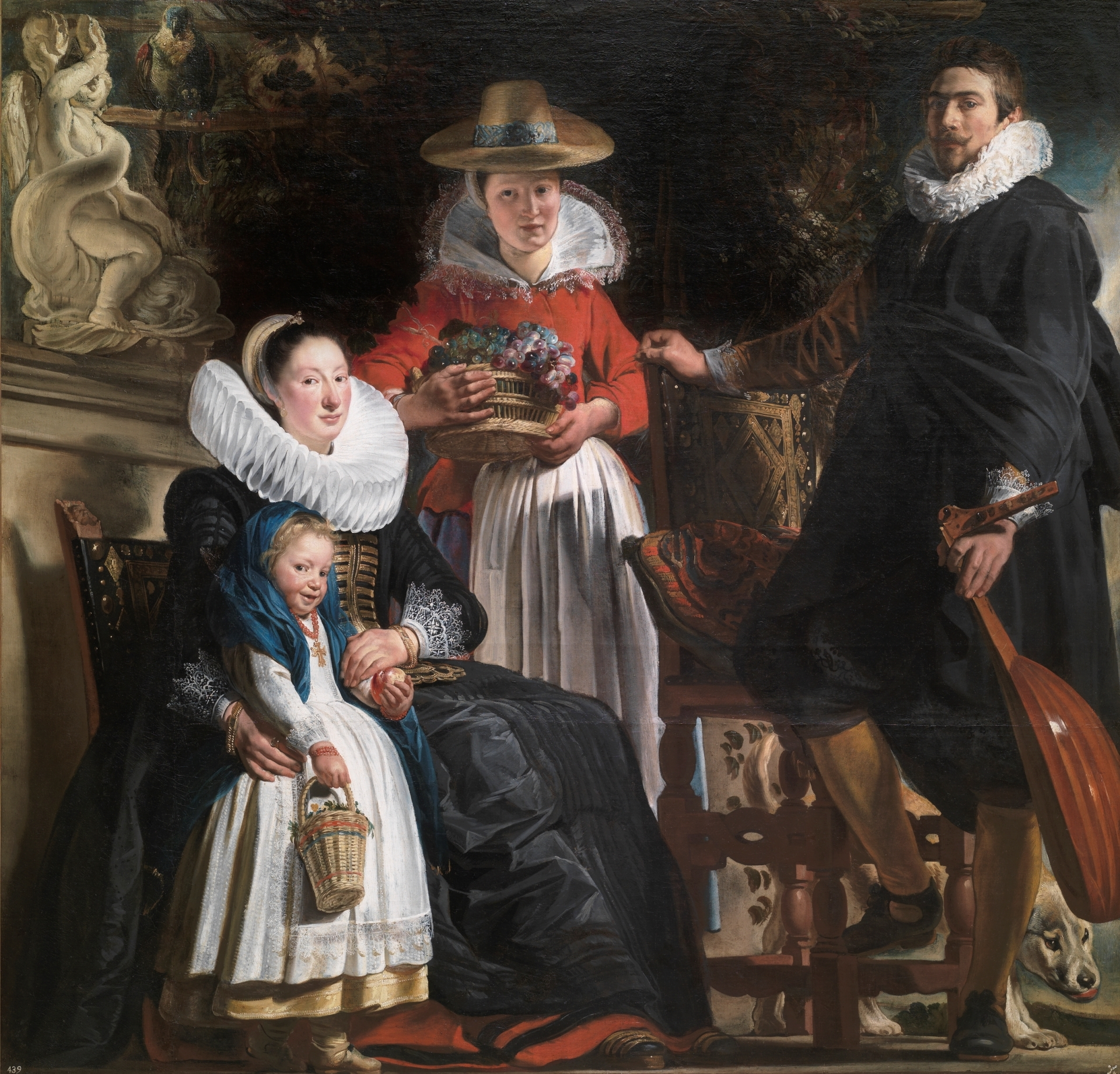
ヤーコブ・ヨルダーンス『画家の家族』(1621-1622年)
ピーテル・パウル・ルーベンス『三美神』（1635年頃）
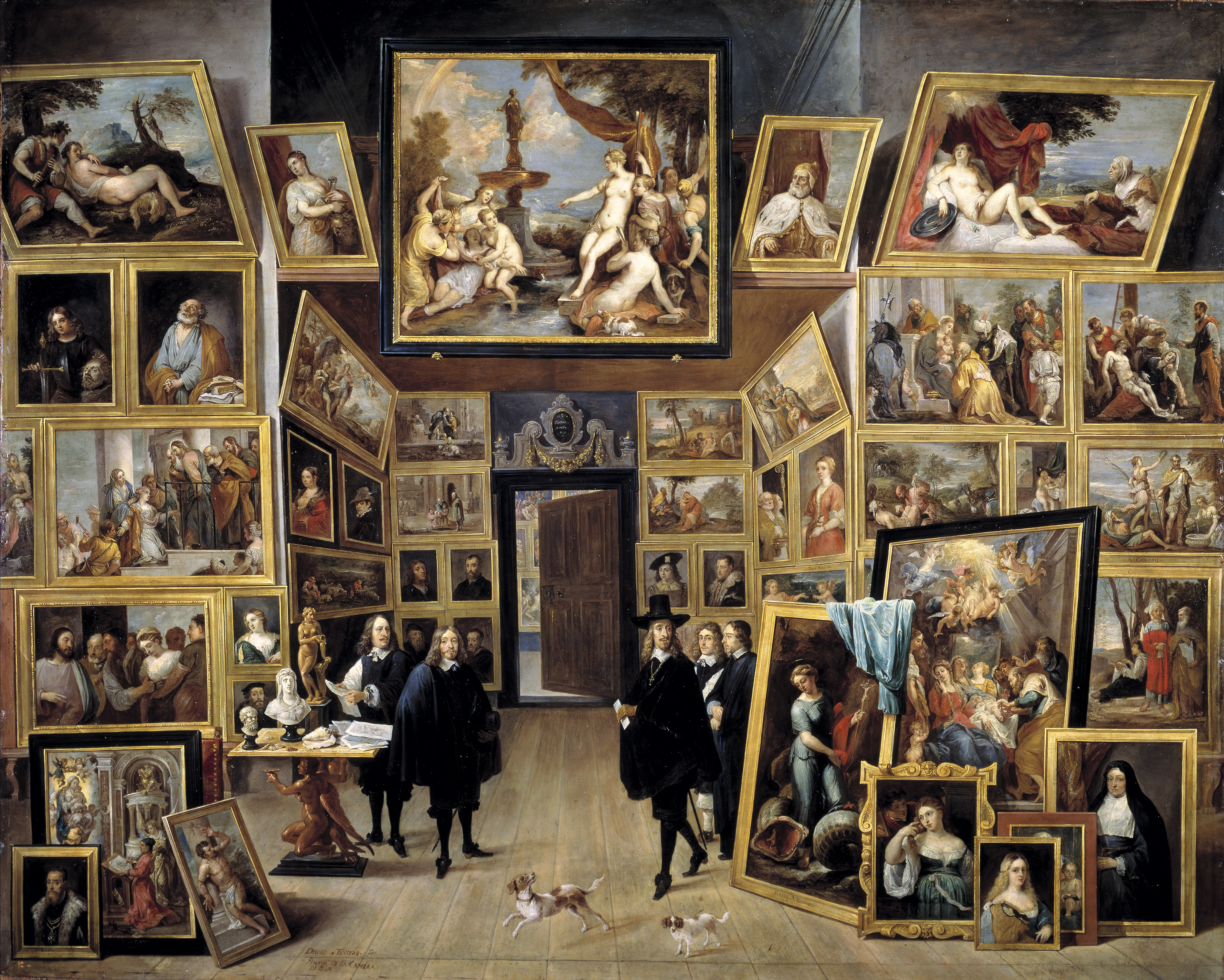
ダフィット・テニールス『ブリュッセルの画廊における大公レオポルト・ヴィルヘルム』（1651年）

### イタリア絵画

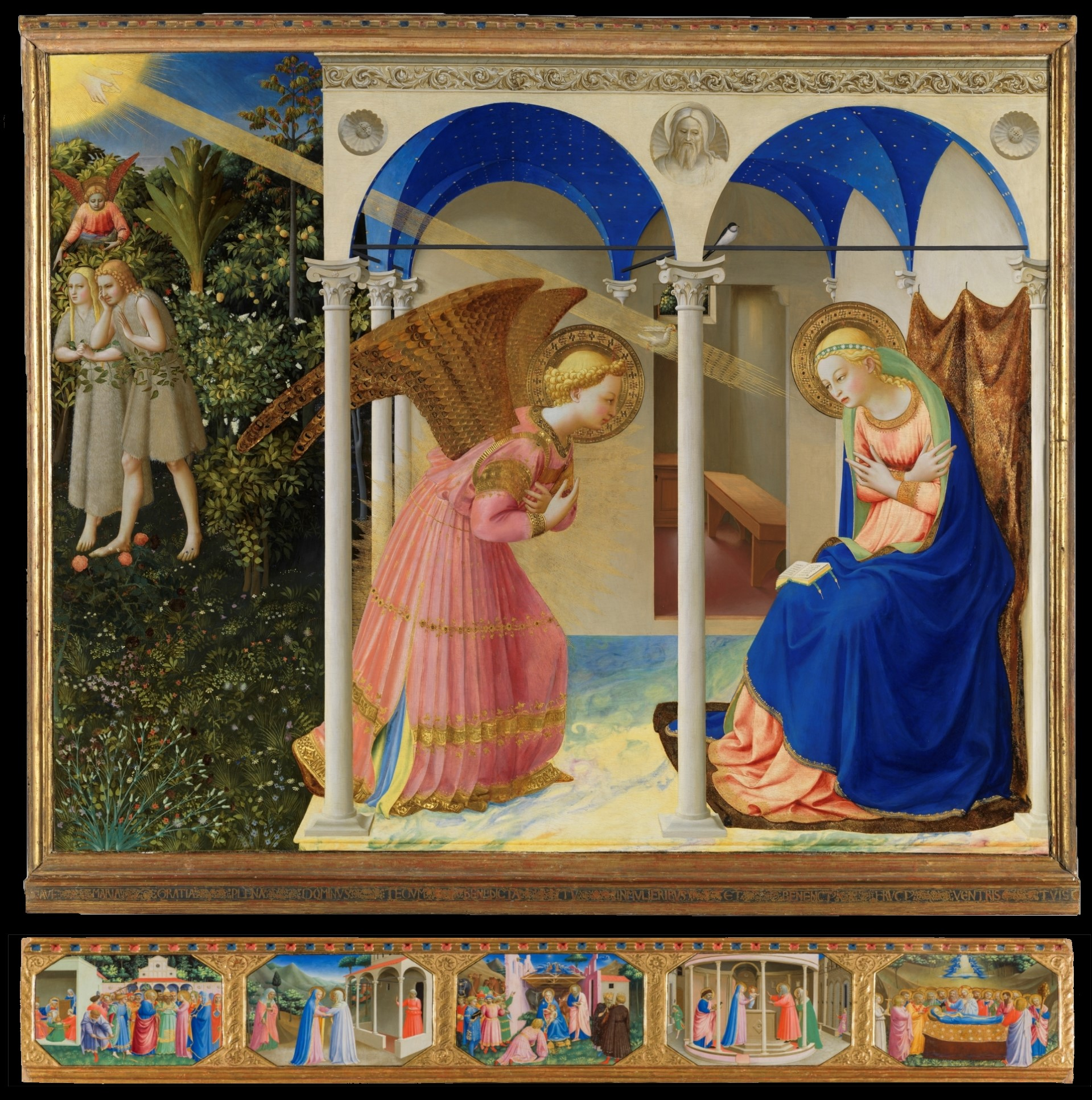
フラ・アンジェリコ『受胎告知』(1425年頃)

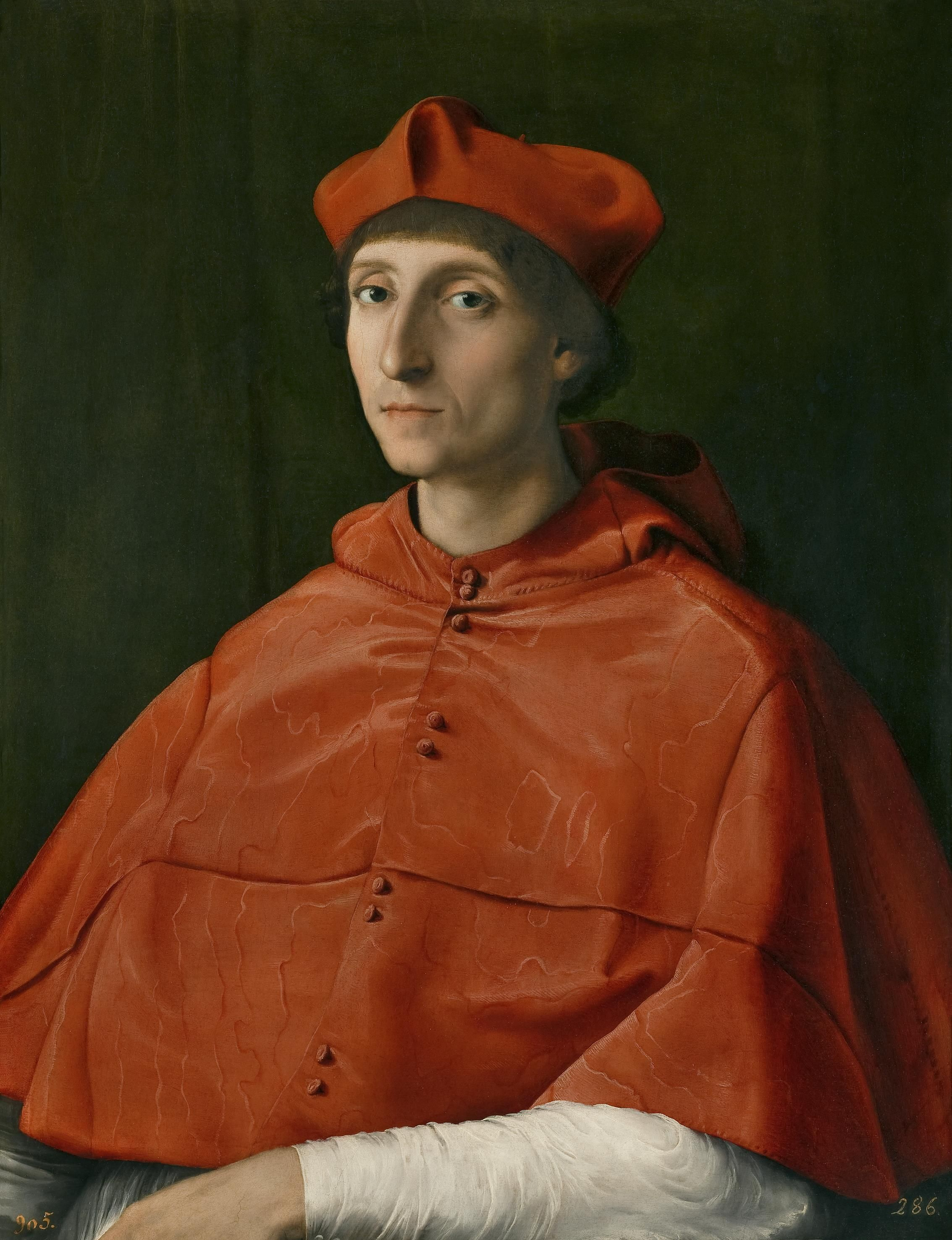
ラファエロ・サンティ『枢機卿の肖像』(1510-1511年)

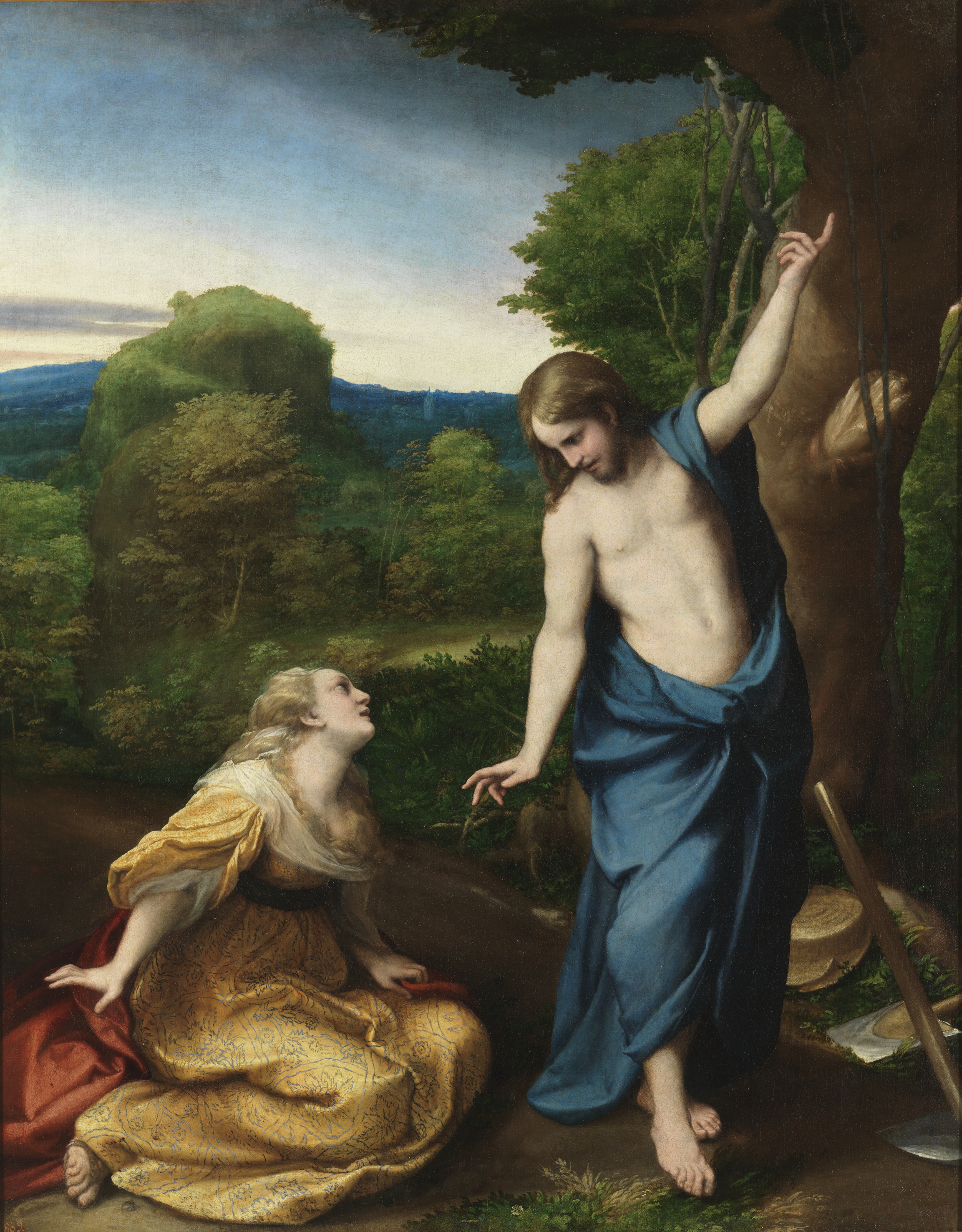
コレッジョ『ノリ・メ・タンゲレ』(1525年頃)

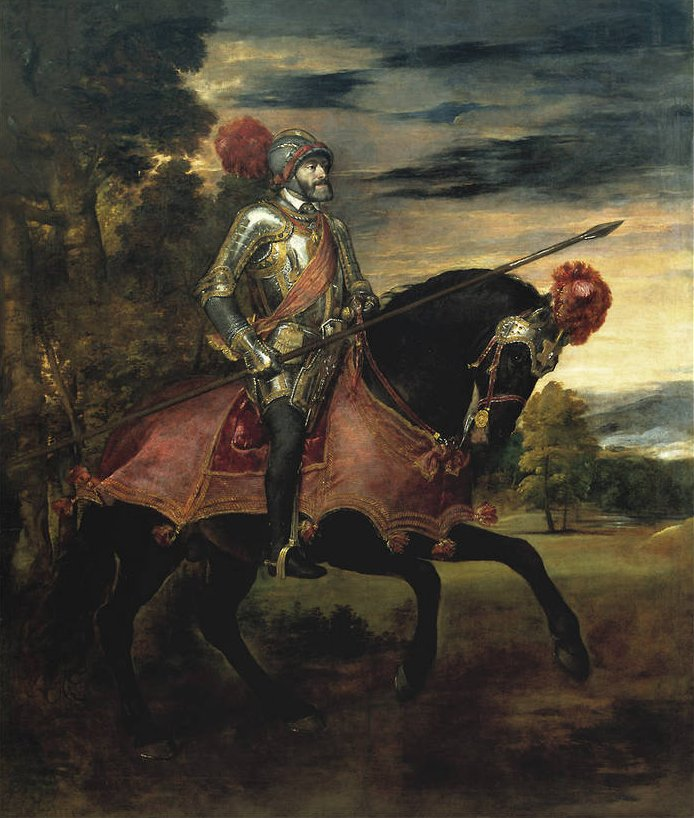
ティツィアーノ・ヴェチェッリオ『カール5世騎馬像』(1548年）

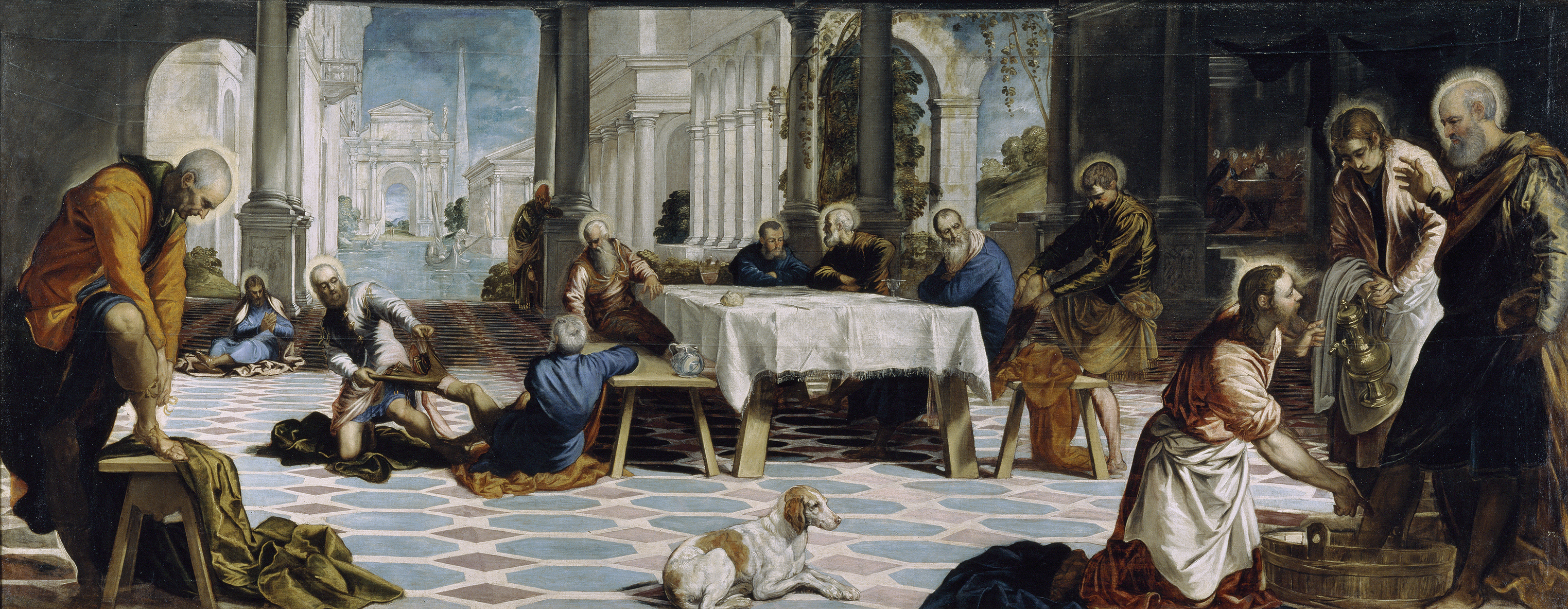
ティントレット『弟子の足を洗うキリスト』(1548-1549年)

イタリア絵画については、スペインが16世紀以降ミラノ、ナポリ、シチリアを領有し、そのほかイタリア全土に大きな政治的影響力を持っていたことにより多数の作品が王室コレクションに入った。初期ルネサンス絵画は少ないものの、フラ・アンジェリコ、マンテーニャ、ボッティチェッリらの傑作があり、盛期ルネサンスおよびマニエリスム絵画では、ラファエロ、コレッジョ、セバスティアーノ・デル・ピオンボ、パルミジャニーノ、フェデリコ・バロッチらの重要な作品がある。フェリペ２世らは、とりわけヴェネツィア派を熱心に収集したため、ティツィアーノ、ティントレット、ヴェロネーゼらの作品群は、プラド美術館が特に誇るコレクションとなっている。中でもティツィアーノの作品は『アンドロス島のバッカス祭』などの代表作を数多く含む約40点を数え、質量ともに世界最高である。そのほかアンニーバレ・カラッチ、カラヴァッジョ、グイド・レーニ、ルカ・ジョルダーノらを初めとする17世紀バロック絵画、スペイン・ブルボン家の宮廷に招聘されたジョヴァンニ・バッティスタ・ティエポロを初めとする18世紀の絵画も充実している。
重要作
- フラ・アンジェリコ：『受胎告知』、『ザクロの聖母』
- アンドレア・マンテーニャ：『聖母の死』
- アントネロ・ダ・メッシーナ：『天使に支えられる死せるキリスト』
- サンドロ・ボッティチェッリ：『ナスタ―ジョ・デリ・オネスティの物語』
- ラファエロ・サンティ：『枢機卿の肖像』、『魚の聖母』、『聖家族、あるいはラ・ぺルラ』
- アンドレア・デル・サルト：『階段の聖母』、『イサクの犠牲』
- コレッジョ：『聖母子と幼児聖ヨハネ』、『ノリ・メ・タンゲレ』
- ロレンツォ・ロット：『マルシリオ・カッソッティと妻ファウスティーナの肖像』
- ティツィアーノ・ヴェチェッリオ：『ヴィーナスへの奉献』、『アンドロス島のバッカス祭』、『カール5世騎馬像』、『鎧を着たフェリペ2世の肖像』、『ダナエ』、『ヴィーナスとアドニス』、『キリストの埋葬』、『自画像』
- ティントレット：『弟子の足を洗うキリスト』、『金の鎖をつけた騎士』、『ヘレネの掠奪』
- パオロ・ヴェロネーゼ：『博士たちの間のキリスト』、『モーセの発見』、『ヴィーナスとアドニス』
- ヤコポ・バッサーノ：『ノアの方舟に乗り込む動物たち』
- パルミジャニーノ：『サン・セコンド伯爵ピエル・マリア・ロッシの肖像』
- セバスティアーノ・デル・ピオンボ：『十字架を担うキリスト』、『キリストの黄泉下り』
- ソフォニスバ・アングイッソラ：『フェリペ2世の肖像』
- フェデリコ・バロッチ：『キリストの降誕』
- アンニーバレ・カラッチ：『聖母被昇天』、『ヴィーナスとアドニス、キューピッド』
- ミケランジェロ・メリージ・ダ・カラヴァッジョ：『ダヴィデとゴリアテ』
- グイド・レーニ：『アタランテとヒッポメネス』
- ジョヴァンニ・バッティスタ・ティエポロ：『無原罪の御宿り』

### ギャラリー
著名な絵画

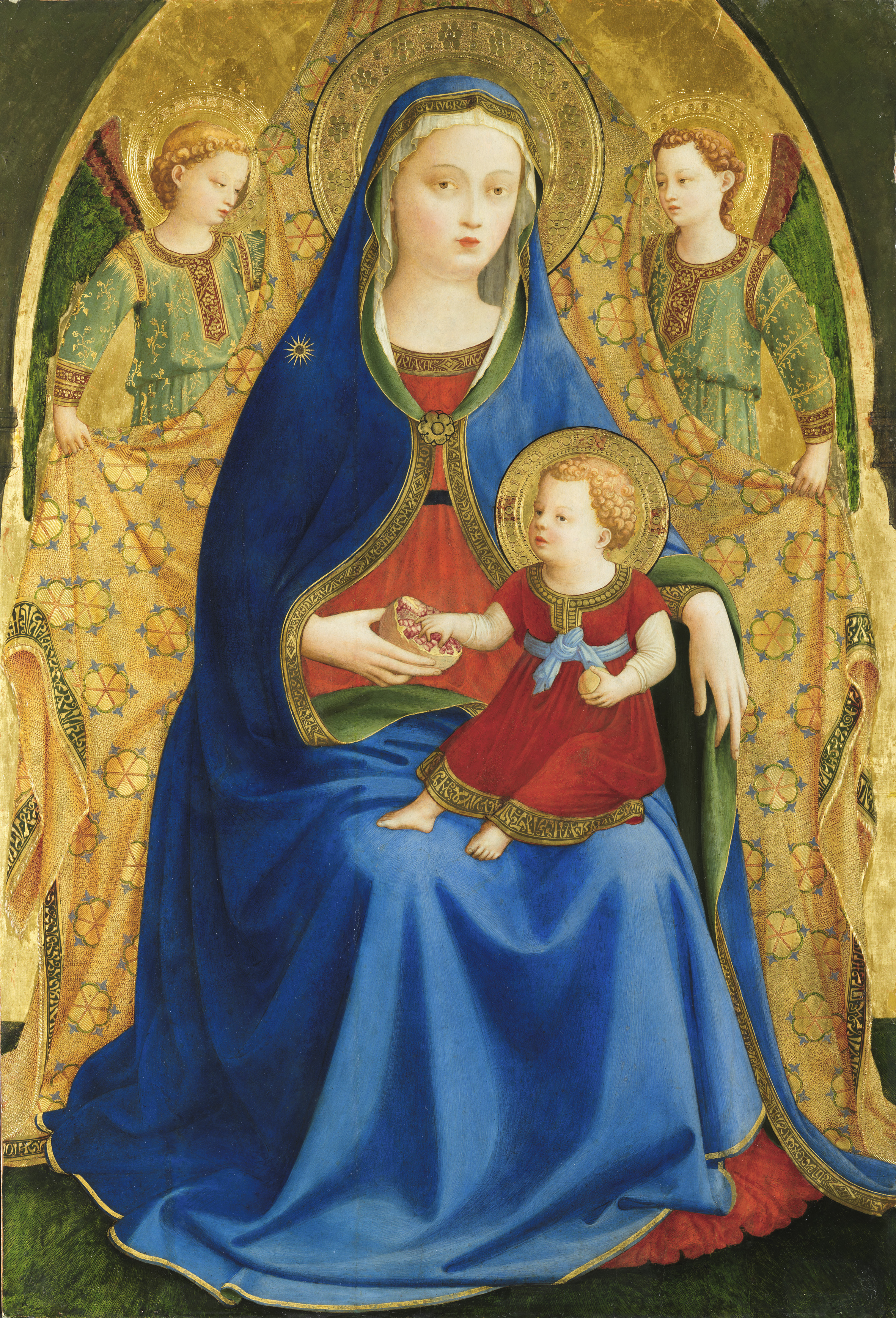
フラ・アンジェリコ『ザクロの聖母 (フラ・アンジェリコ)（スペイン語版）』(1426年頃)
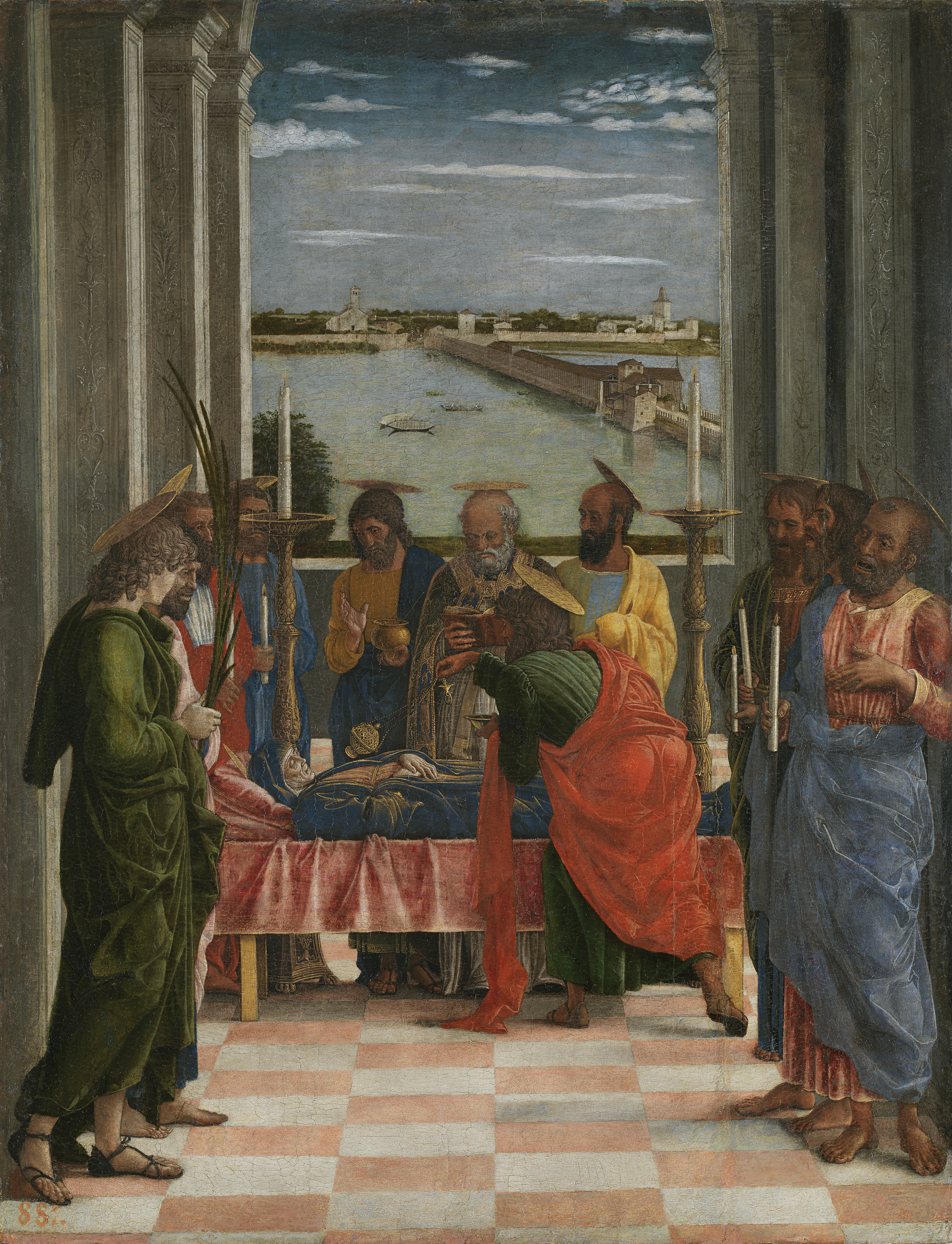
アンドレア・マンテーニャ『聖母の死』(1462年頃)
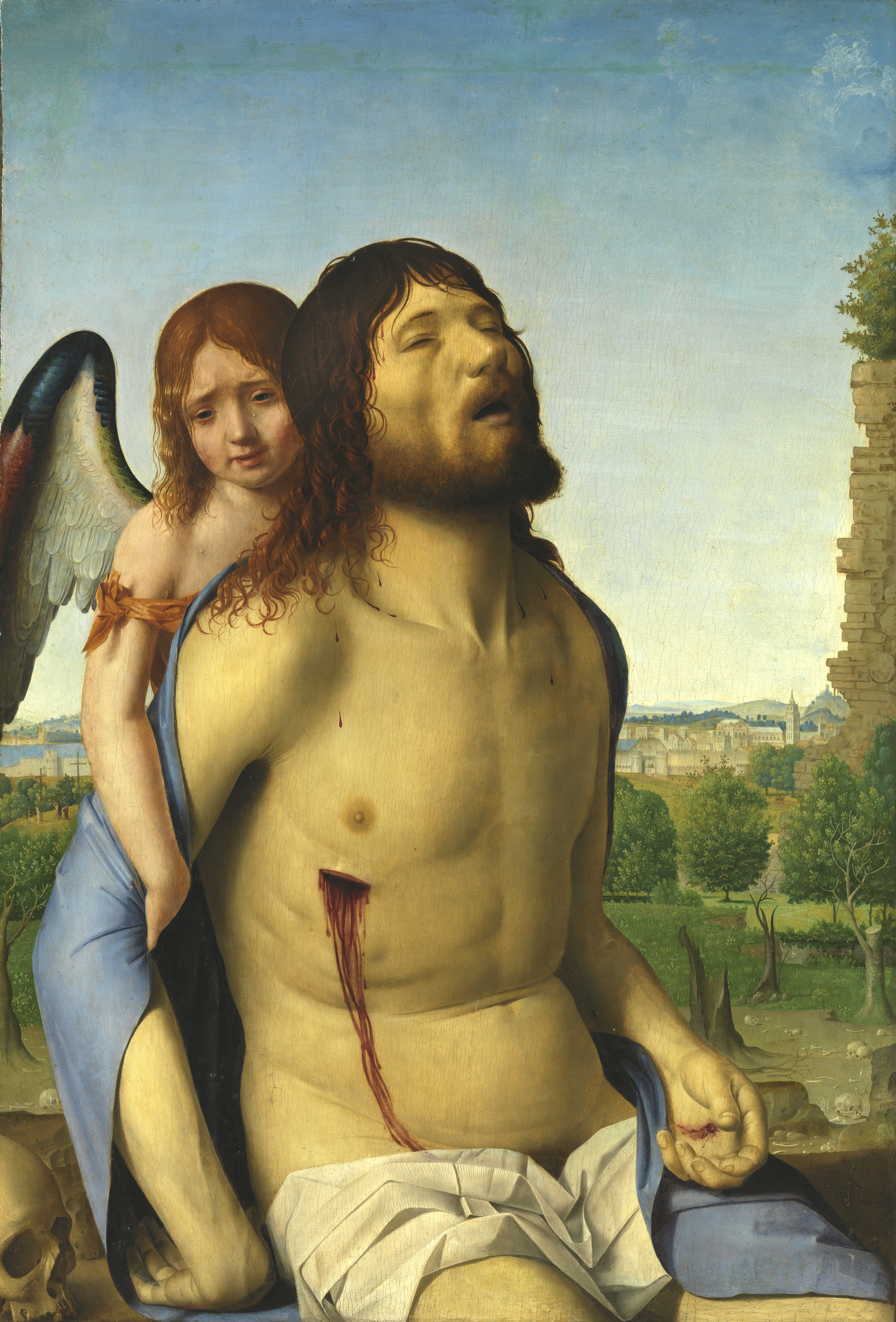
アントネロ・ダ・メッシーナ『天使に支えられる死せるキリスト』(1475-1476年頃)
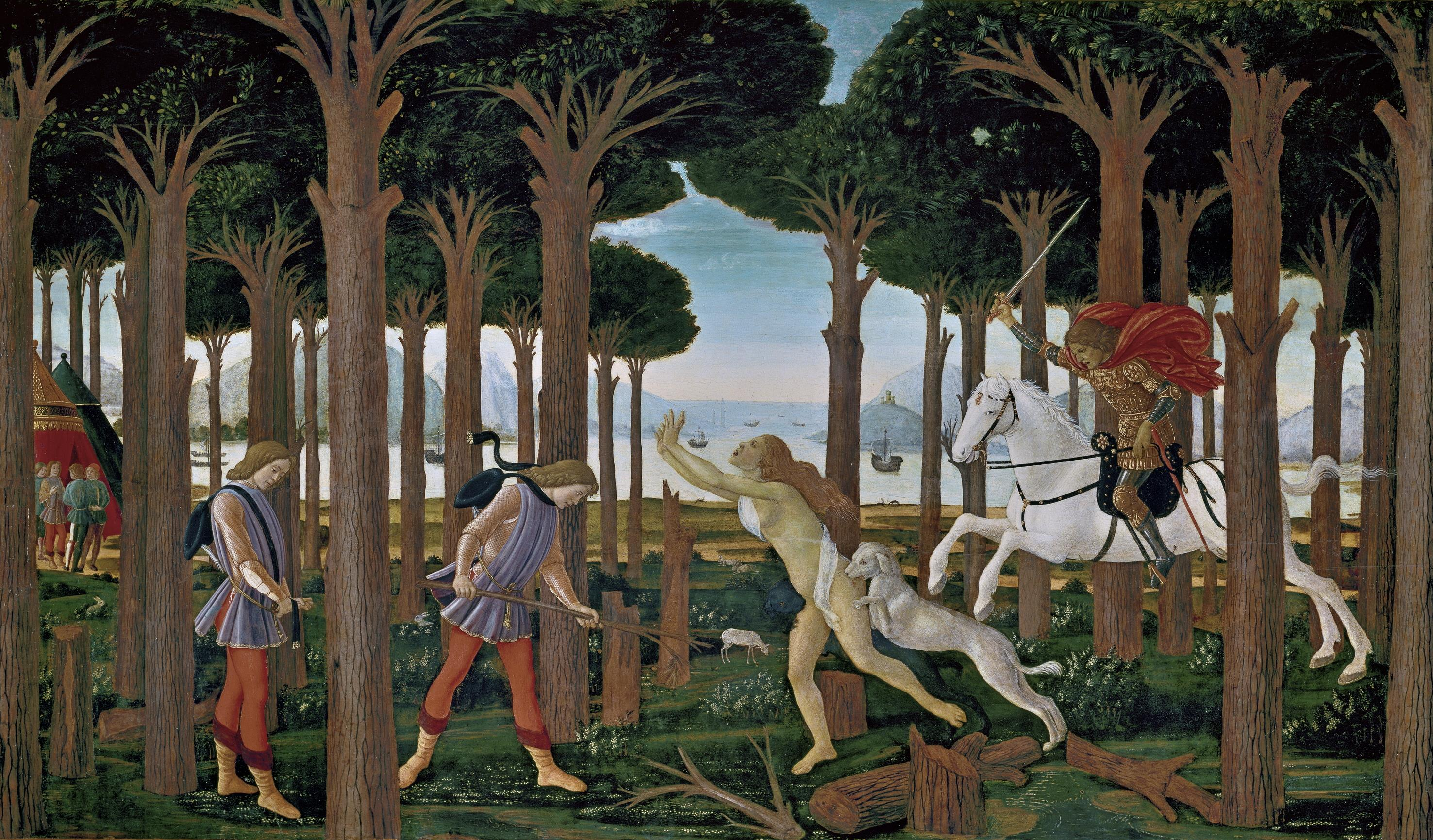
サンドロ・ボッティチェッリ『ナスタージョ・デリ・オネスティの物語、第一話』(1483年)
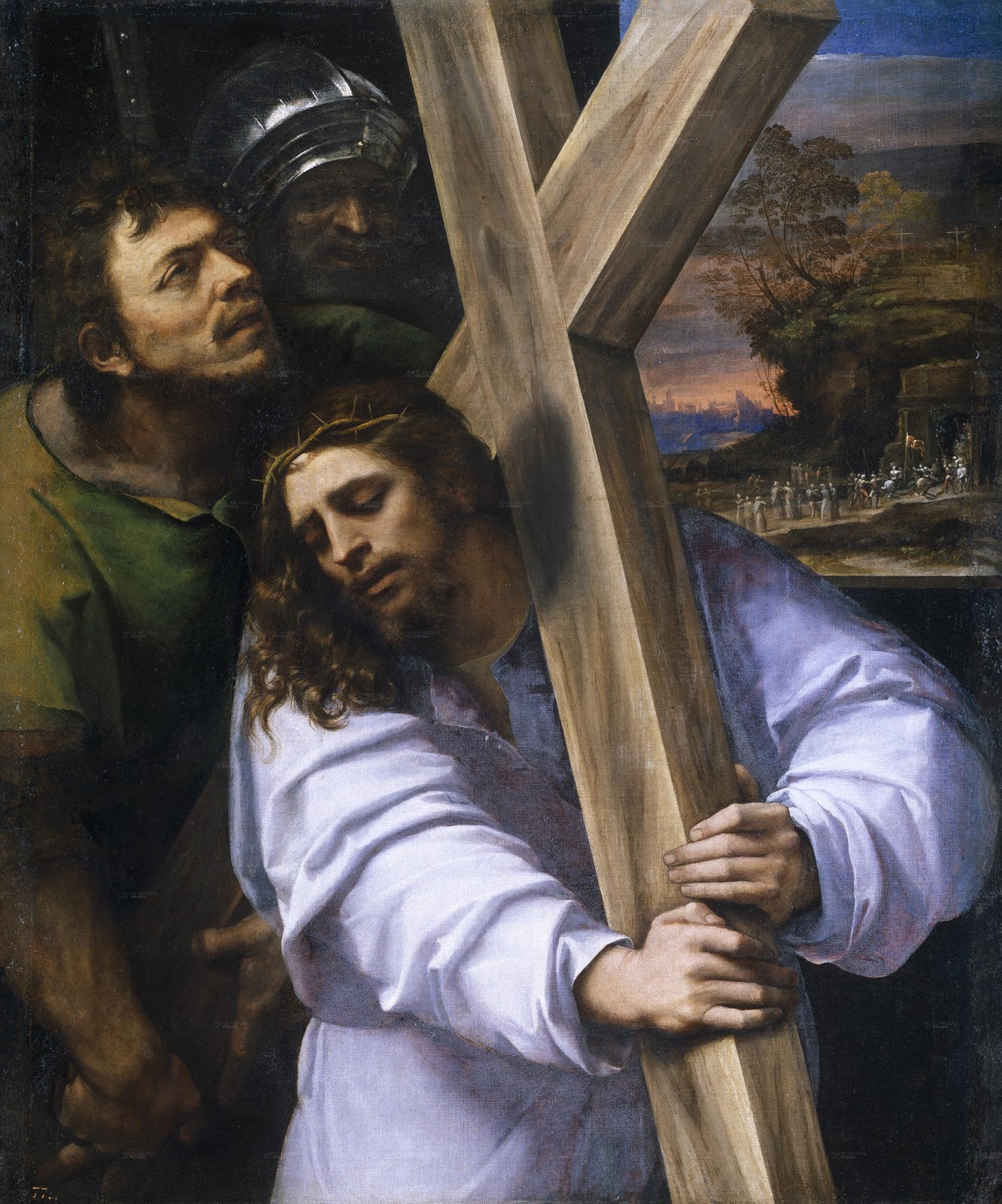
セバスティアーノ・デル・ピオンボ『十字架を担うキリスト』(1516年頃)
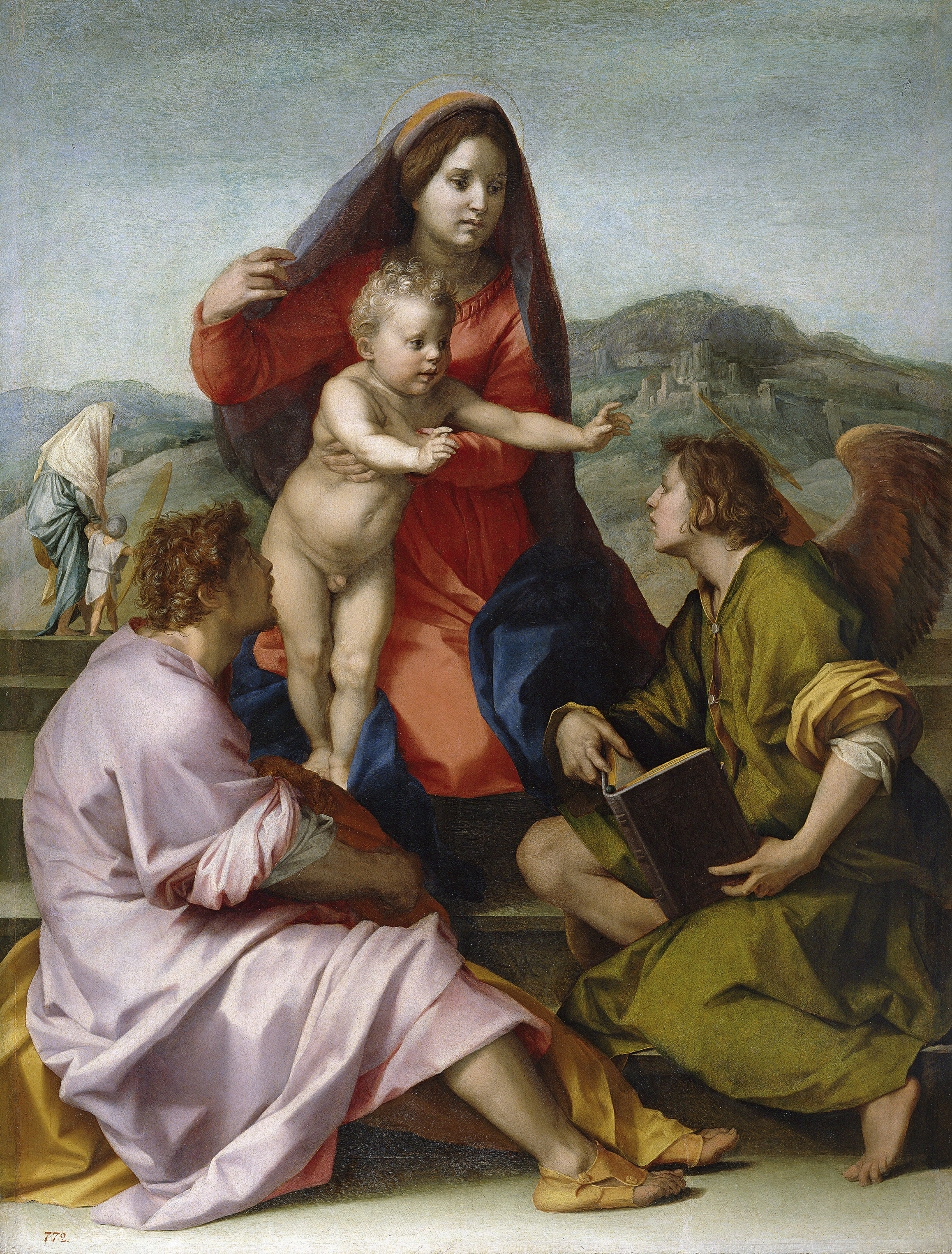
アンドレア・デル・サルト『階段の聖母』(1522-1523年頃)
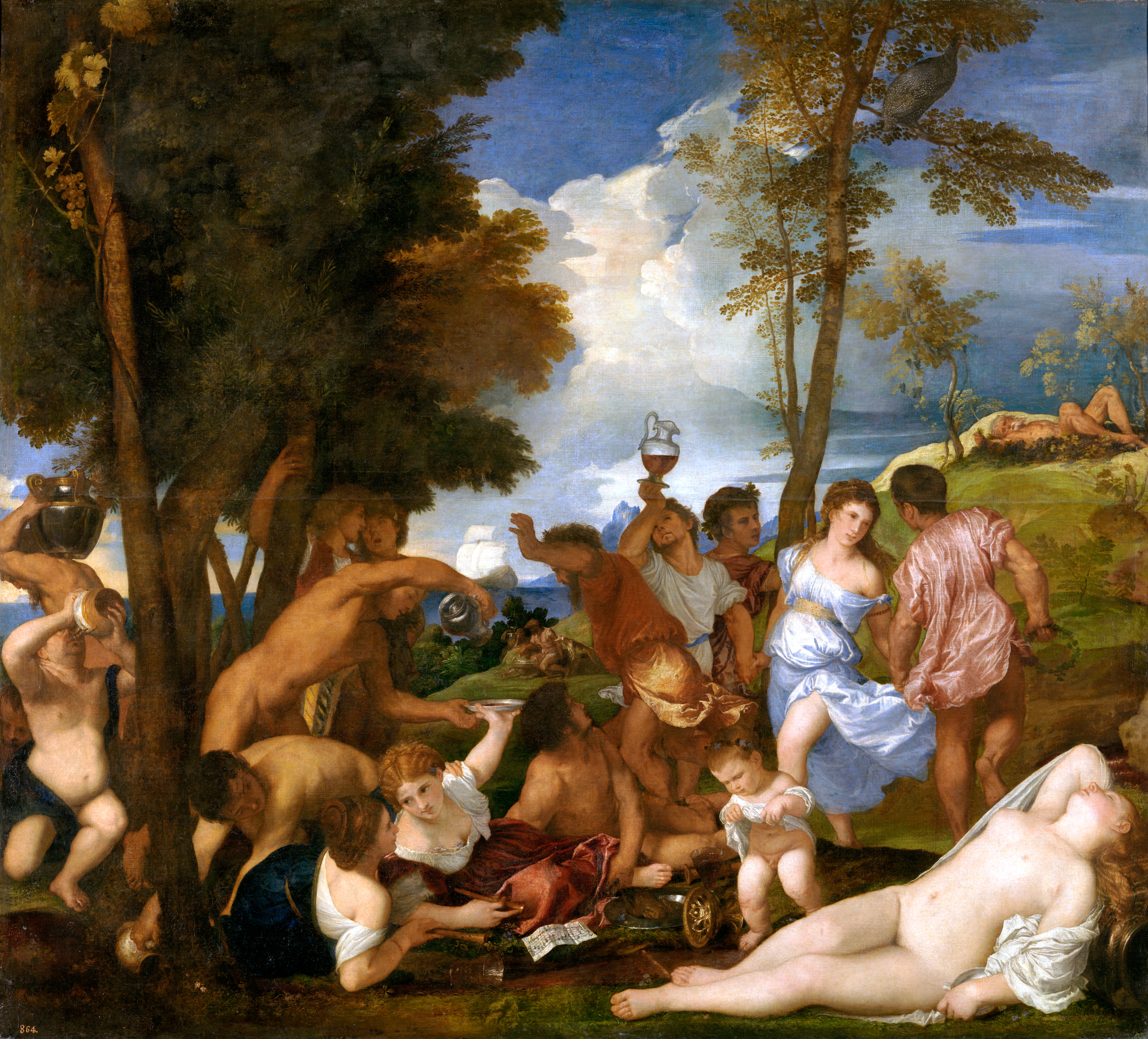
ティツィアーノ・ヴェチェッリオ『アンドロス島のバッカス祭』(1523-1526年)
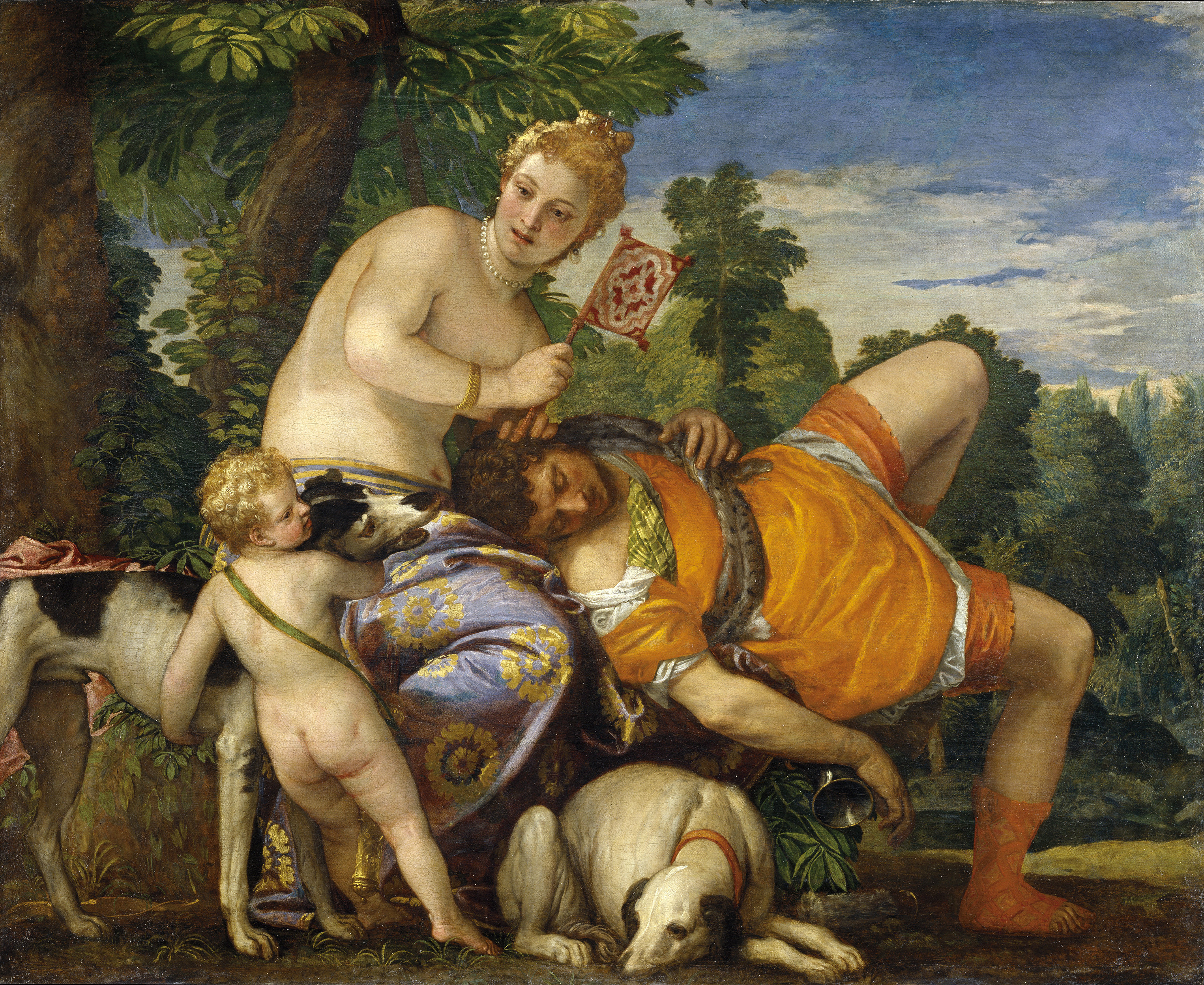
パオロ・ヴェロネーゼ『ヴィーナスとアドニス』(1580年)
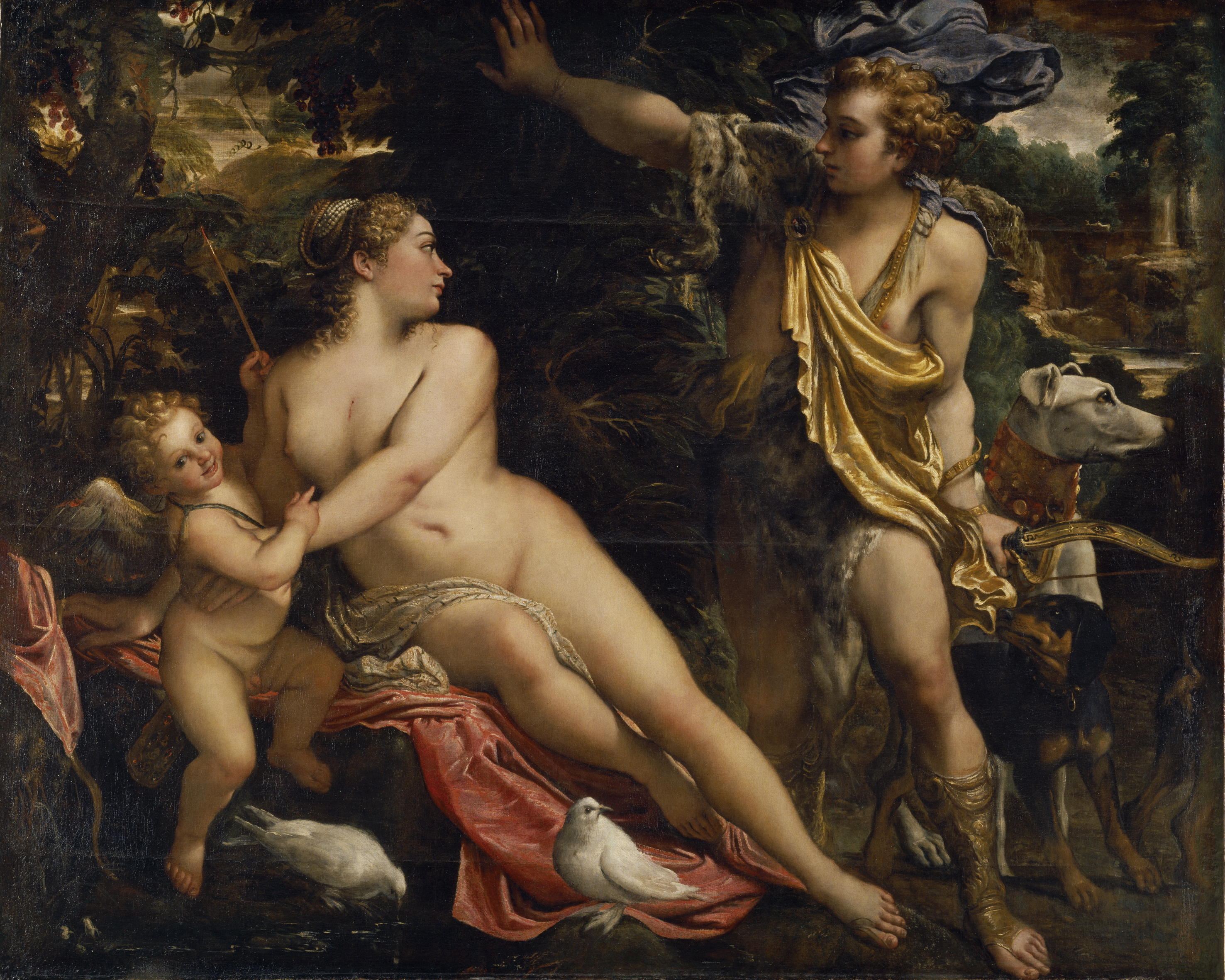
アンニーバレ・カラッチ『ヴィーナスとアドニス、キューピッド』(1590年頃)
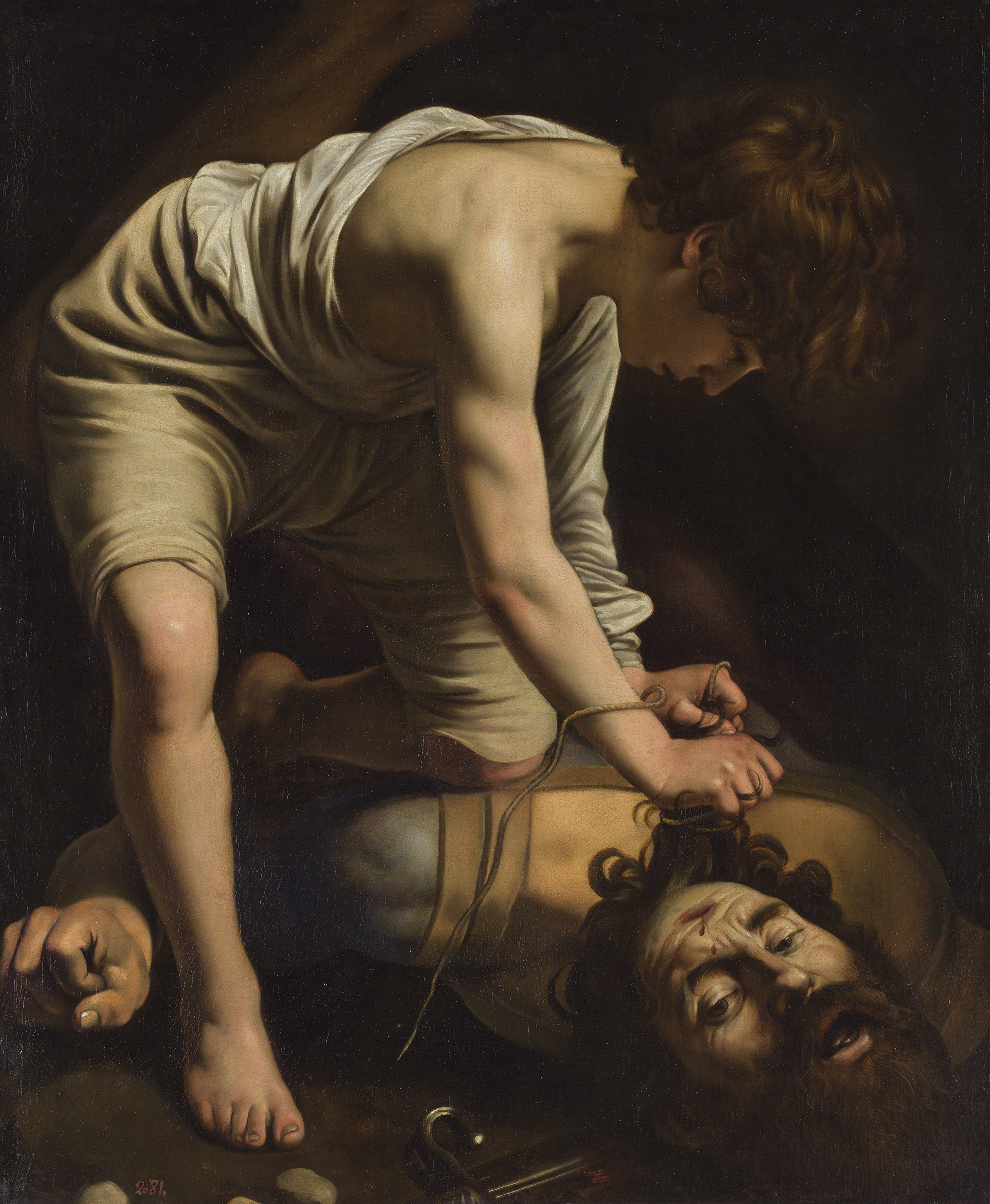
ミケランジェロ・メリージ・ダ・カラヴァッジオ『ダヴィデとゴリアテ』(1600年頃)
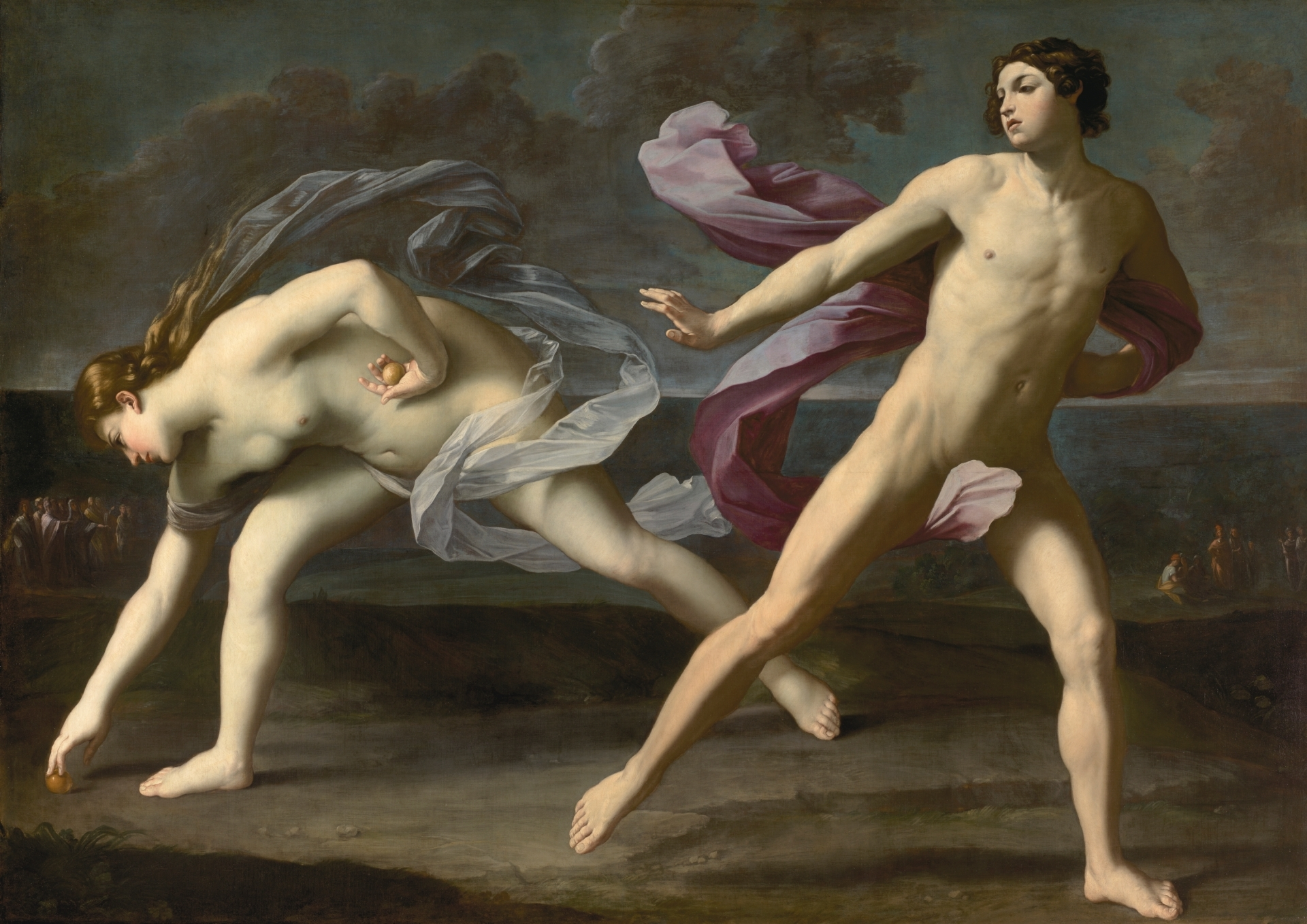
グイド・レーニ『アタランテとヒッポメネス』(1612年頃)
ジョヴァンニ・バッティスタ・ティエポロ『無原罪の御宿り』(1767-1769年)

### フランス、ドイツ、オランダ絵画

アルブレヒト・デューラー『自画像』(1498年)

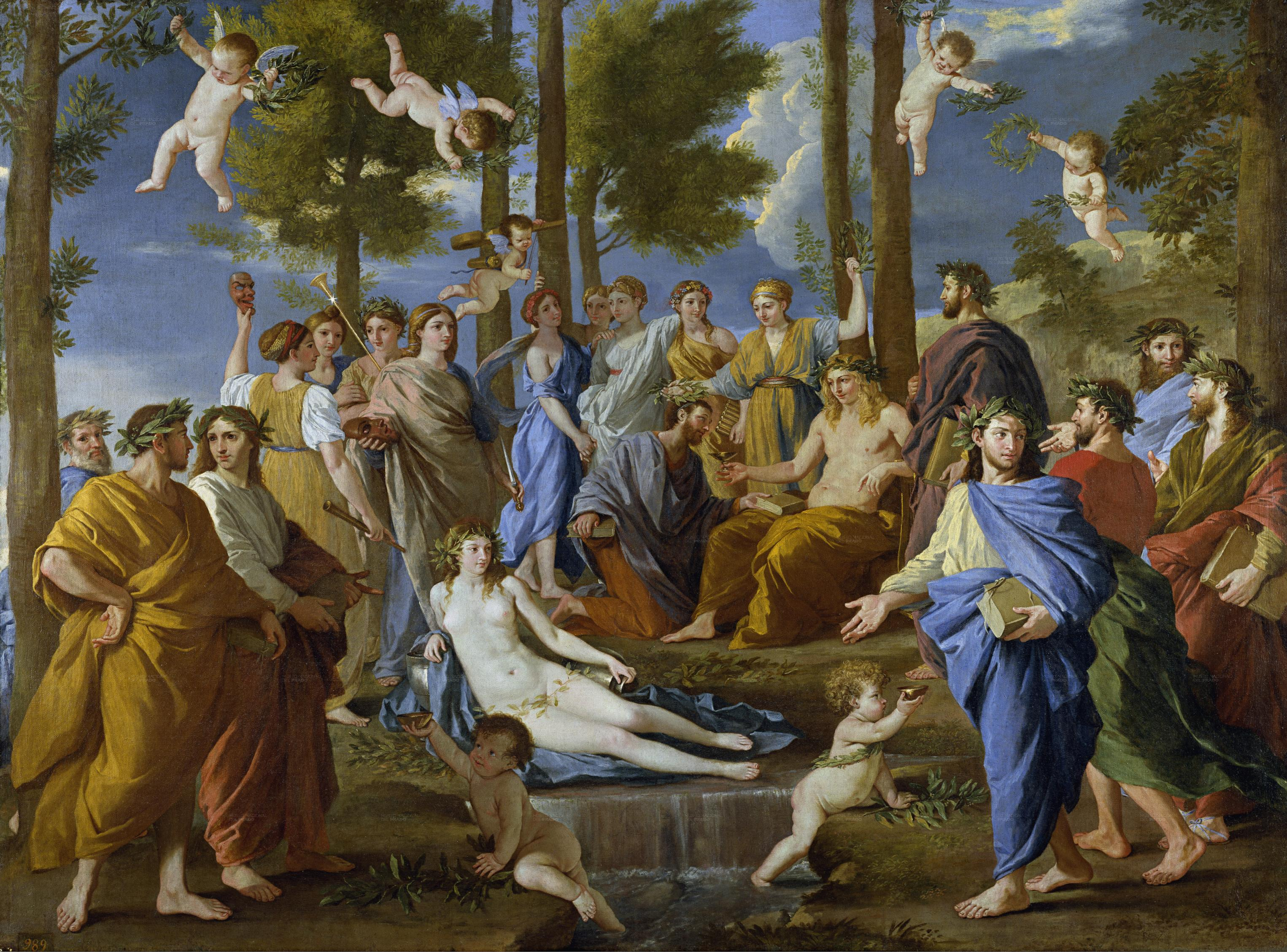
ニコラ・プッサン『パルナッソス』(1631-1633年)

レンブラント・ファン・レイン『ホロフェルネスの饗宴におけるユディト』(1634年)

スペイン、フランドル、イタリア以外のヨーロッパ各国の絵画は、スペインと政治的・宗教的に対立した歴史的事情を反映して少ないが、やはり傑作が収蔵されている。フランス絵画では、17世紀のプッサン、クロード・ロランの作品が特筆に値し、ほかにジョルジュ・ド・ラ・トゥ―ル、ヴァトー、そして18世紀のスペイン・ブルボン家の宮廷に招聘されたルイ＝ミシェル・ヴァン・ローらの作品もある。ドイツ絵画ではルネサンス期の名作が見逃せない。アルブレヒト・デューラーは『アダムとイヴ』など代表作が収蔵されているほか、クラナッハ、ハンス・バルドゥングの傑作がある。また18世紀の新古典主義の画家アントン・ラファエル・メングスのコレクションも重要である。あるいは17世紀オランダ絵画では、レンブラントの名作が収蔵されている。
重要作
- コラール・ド・ランに帰属：『寄進者オルレアン公ルイ1世のいるゲツセマネの祈り』
- シモン・ヴーエ：『若さと美に打ち負かされる時間の翁』
- ジョルジュ・ド・ラ・トゥール：『盲目のハーディ・ガーディ弾き』
- ニコラ・プッサン：『パルナッソス』、『ダヴィデの勝利』
- クロード・ロラン：『オスティアで乗船するローマの聖パウラがいる風景』
- ヴァトー：『結婚の契約と田園の舞踏』
- アルブレヒト・デューラー：『自画像』、『アダム』、『イヴ』、『男性の肖像』
- ルーカス・クラナッハ：『聖母子と洗礼者聖ヨハネ、三人の天使』、『トルガウ城で催されるカール5世のための狩猟』
- ハンス・バルドゥング：『人生の三段階と死』
- レンブラント・ファン・レイン：『ホロフェルネスの饗宴におけるユディト』

### ギャラリー
著名な絵画

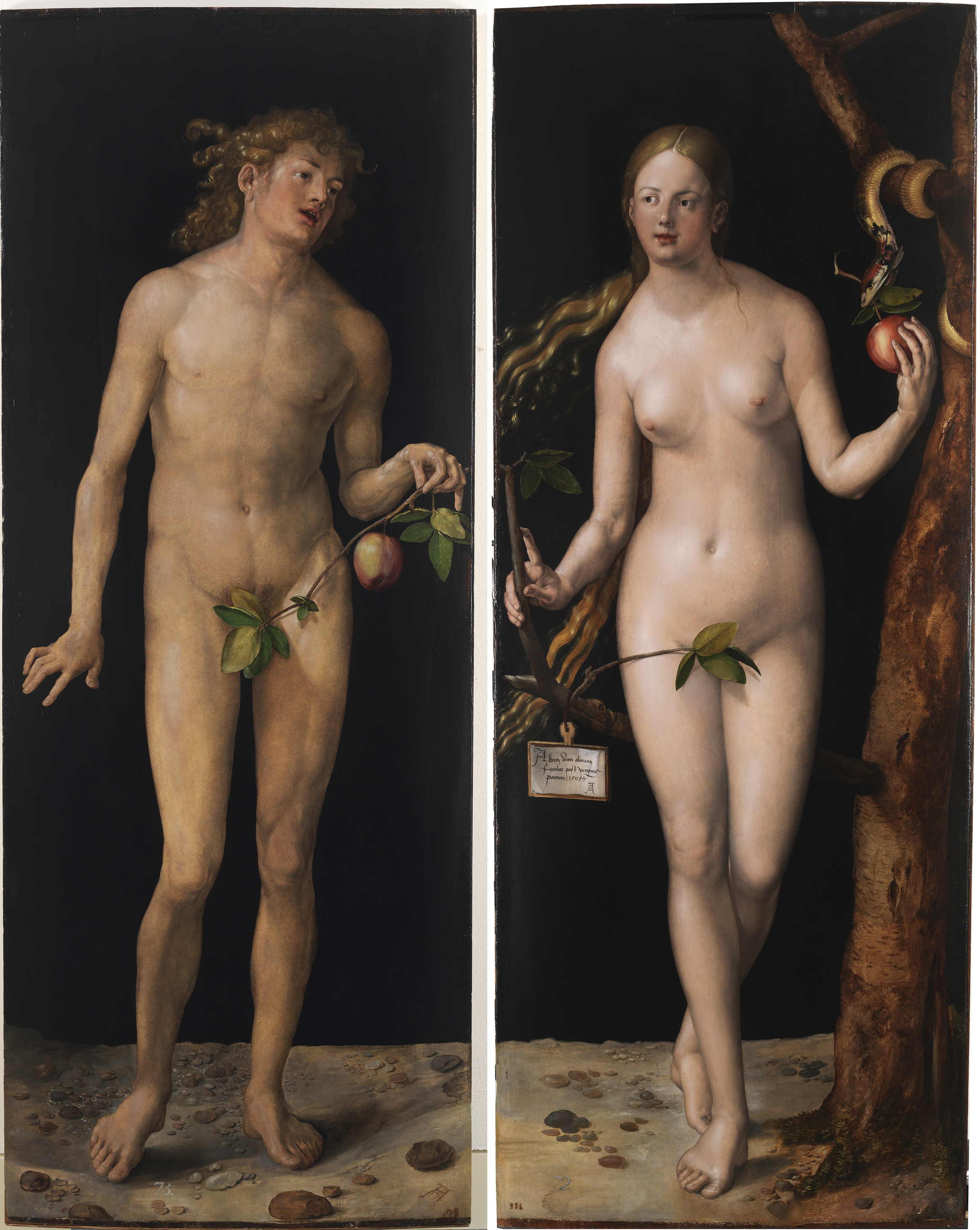
アルブレヒト・デューラー『アダムとイヴ』（1507年）
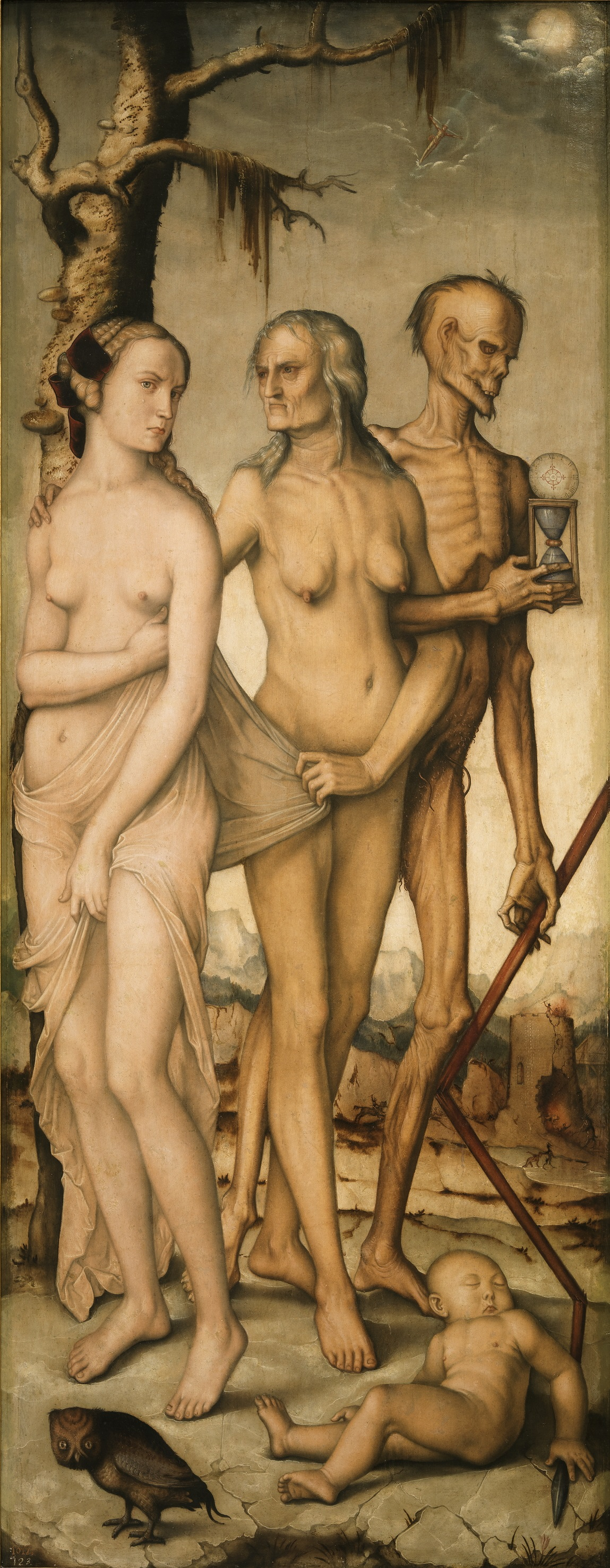
ハンス・バルドゥング『人生の三段階と死』(1540-1543年)
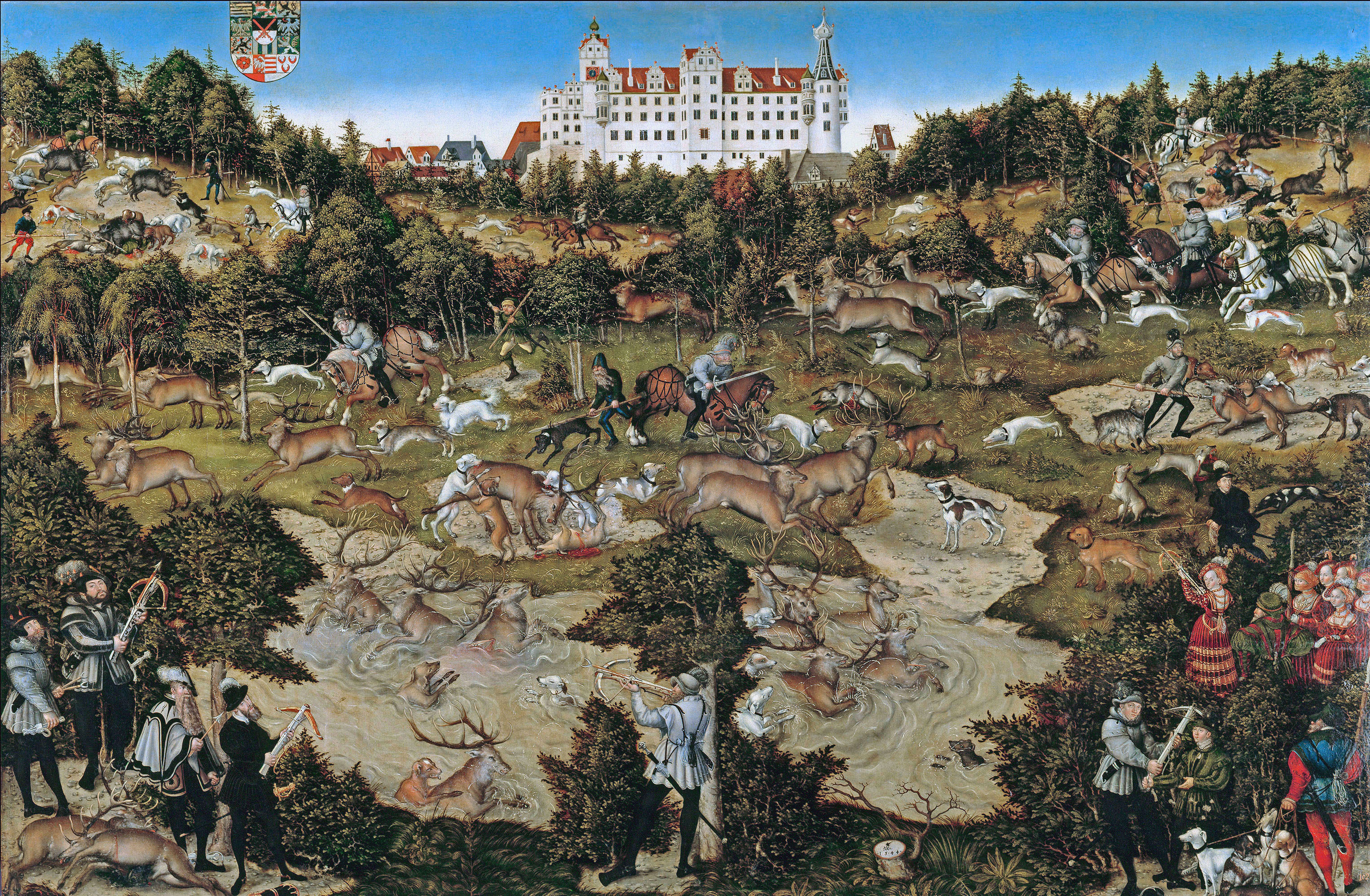
ルーカス・クラナッハ (父)『トルガウ城で催されるカール5世のための狩猟』(1544年)
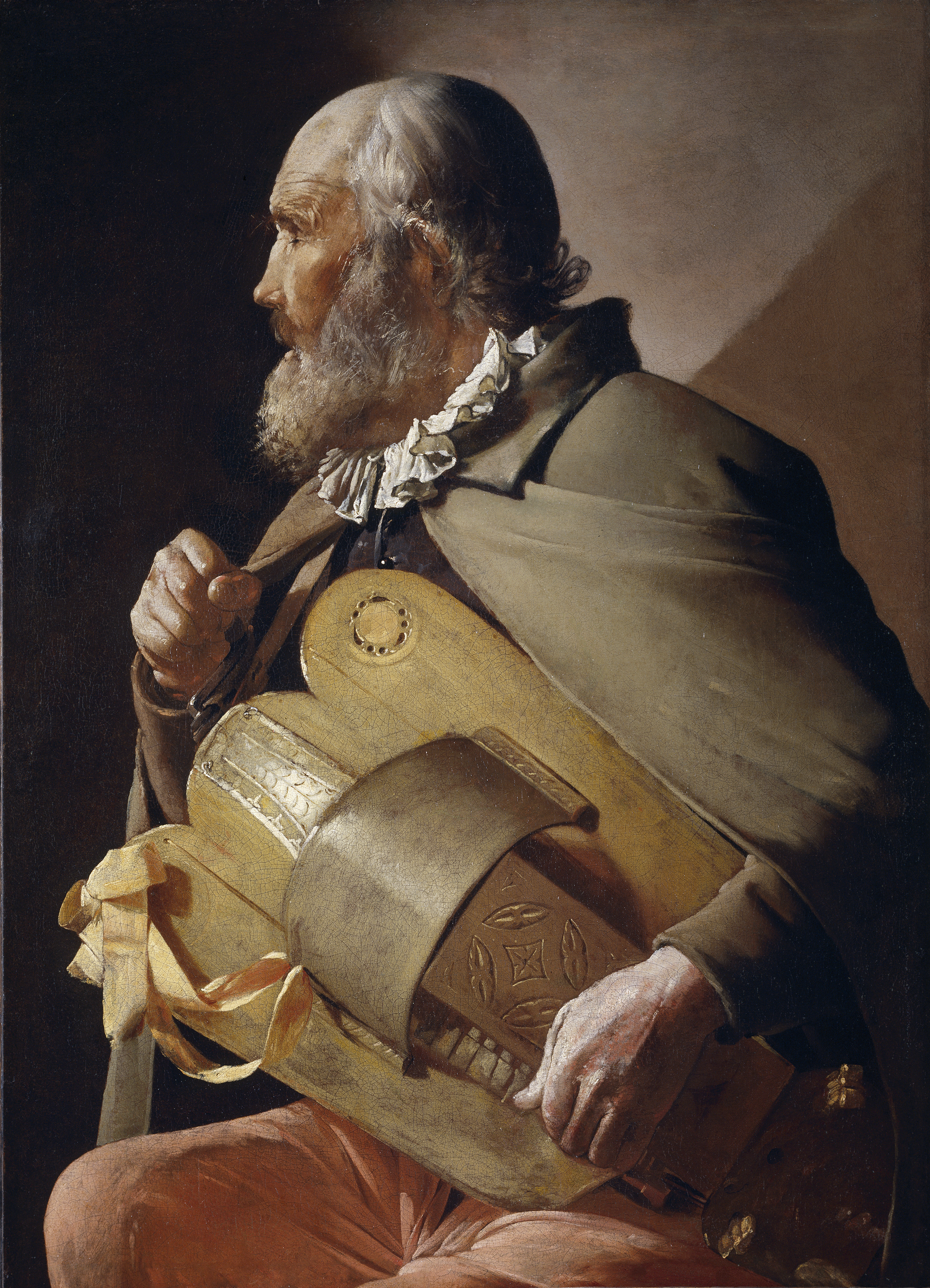
ジョルジュ・ド・ラ・トゥール『盲目のハーディ・ガーディ弾き』(1620-1630年)
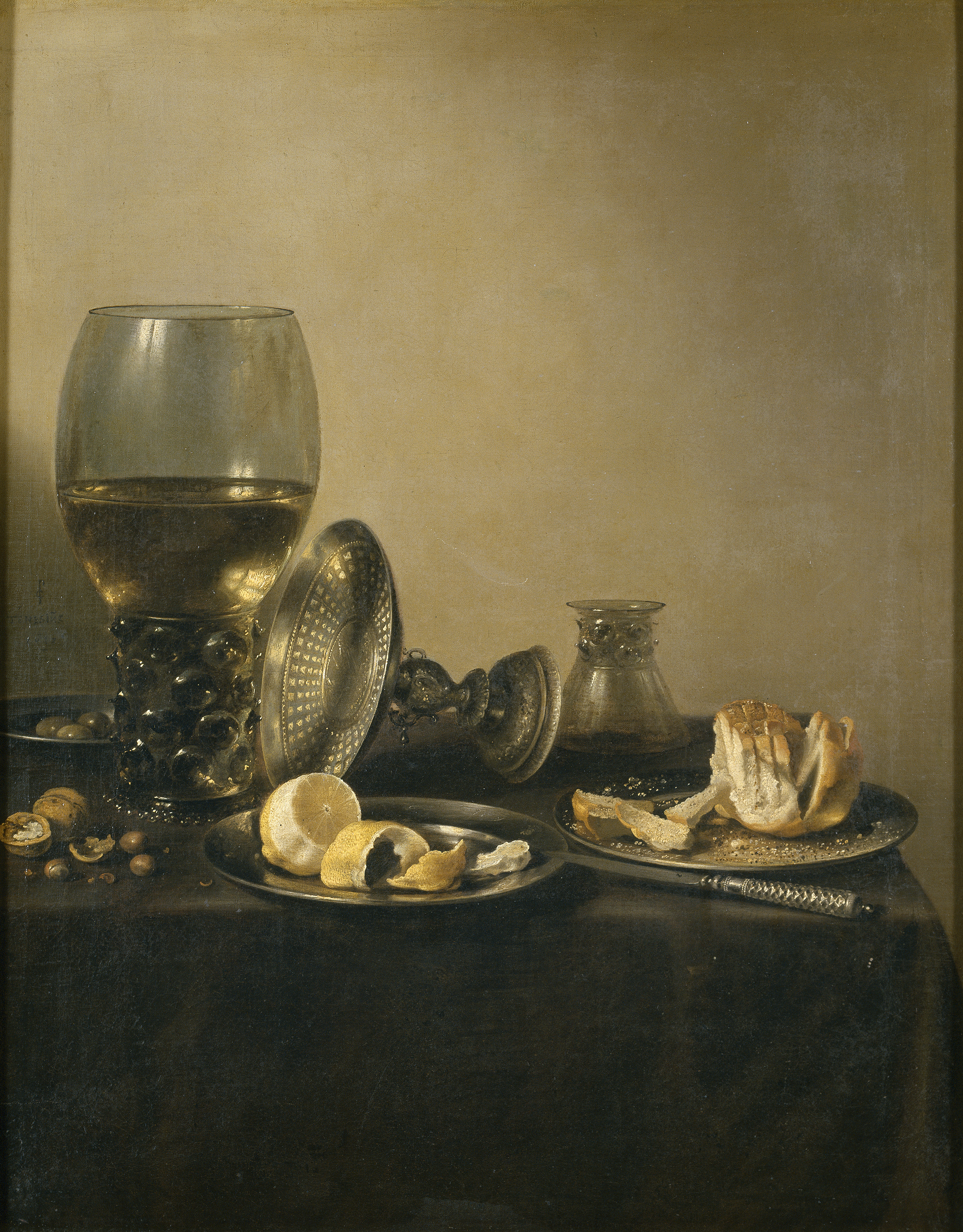
ピーテル・クラースゾーン『レーマーグラスと脚付き鉢、パンのある静物』(1637年)
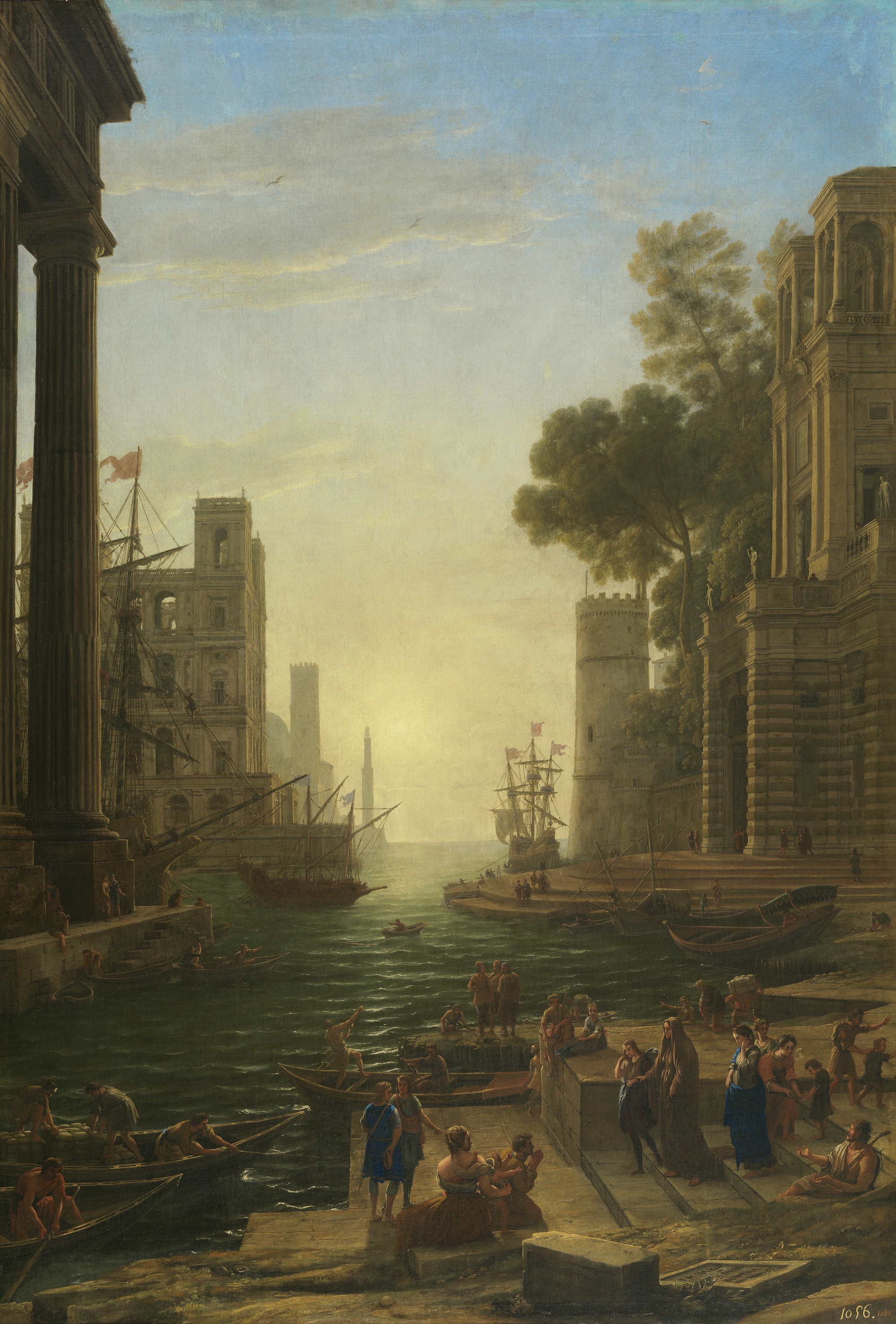
クロード・ロラン『オスティアで乗船するローマの聖パウラがいる風景』(1639年)
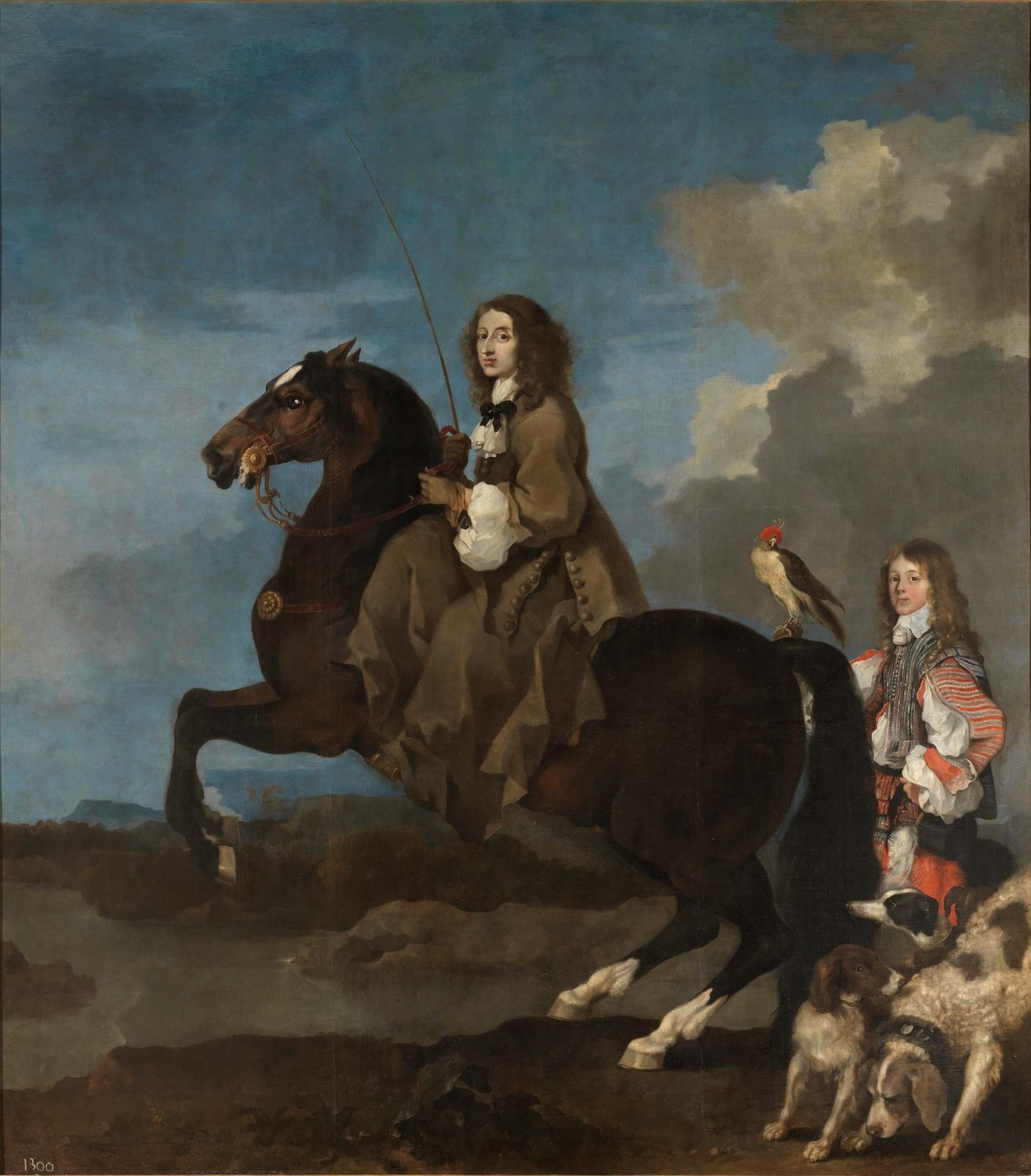
セバスチャン・ブルドン『スウェーデン女王クリスティーナの騎馬像』(1653-1654年)
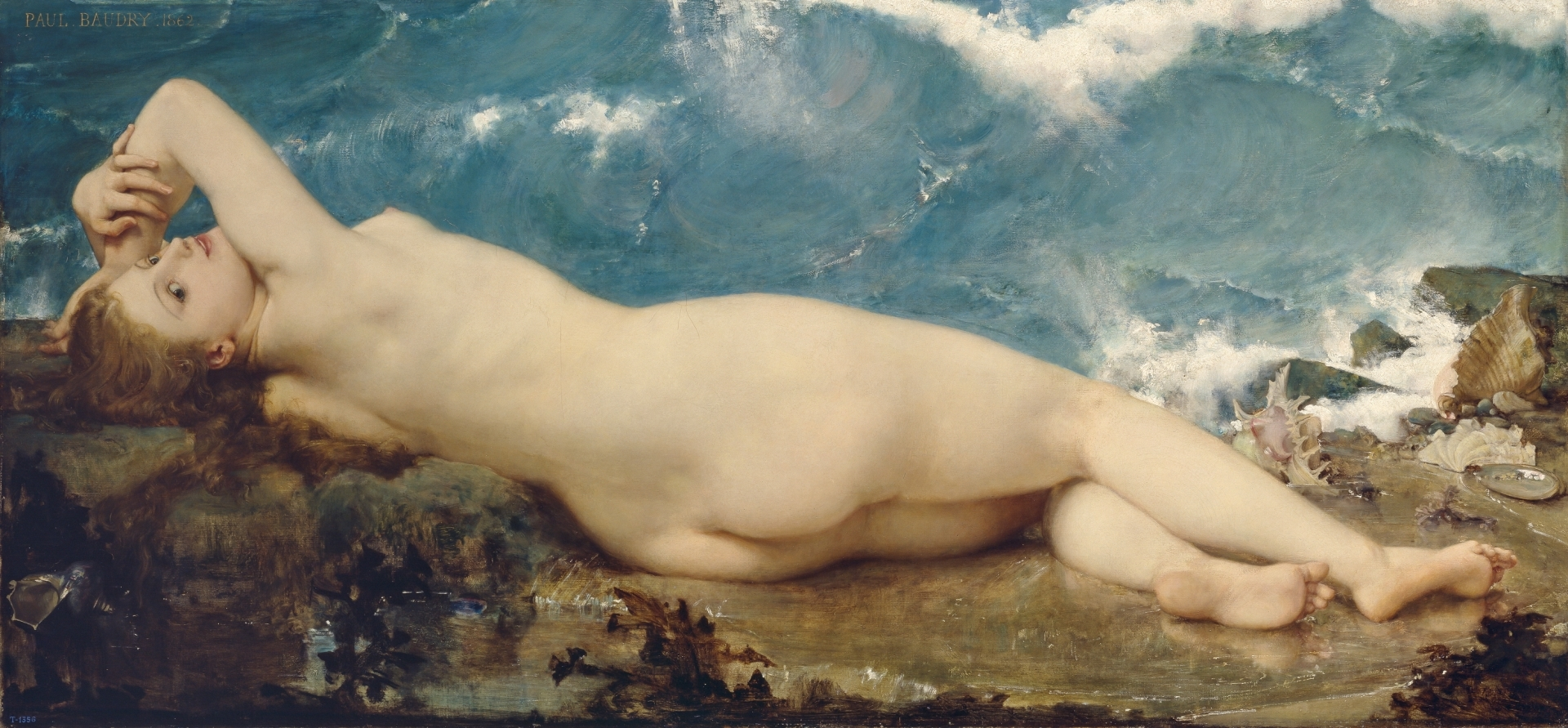
ポール・ボードリー『真珠と波』(1862年)

## アクセス
マドリード地下鉄2号線「バンコ・デ・エスパーニャ」（英語）駅、または1号線「アトーチャ駅」駅下車（スペイン国鉄との乗り換え駅）。

## 地区内の美術館・博物館施設
パブロ・ピカソの『ゲルニカ』など、かつて当館の別館に収蔵した作品類は別棟「ソフィア王妃芸術センター」（Museo Reina Sofía）（スペイン語）に移された。これに加え、やはり国際的に著名なコレクションを誇るティッセン＝ボルネミッサ美術館が近接し、当館と合わせてUNESCO世界文化遺産の指定を受けた（パセオ・デル・プラドとブエン・レティーロ、芸術と科学の景観）。
王立サン・フェルナンド美術アカデミーにも近い。かつて当館が収蔵した考古資料は専門博物館の国立考古学博物館に移管してあり、収集範囲はスペイン全土に加えてエジプト、メソポタミア、ギリシア、ローマにわたる。
スペイン国防省管轄の海軍博物館（英語）も同じ地区にある。